# Liste der Baudenkmäler in Amberg

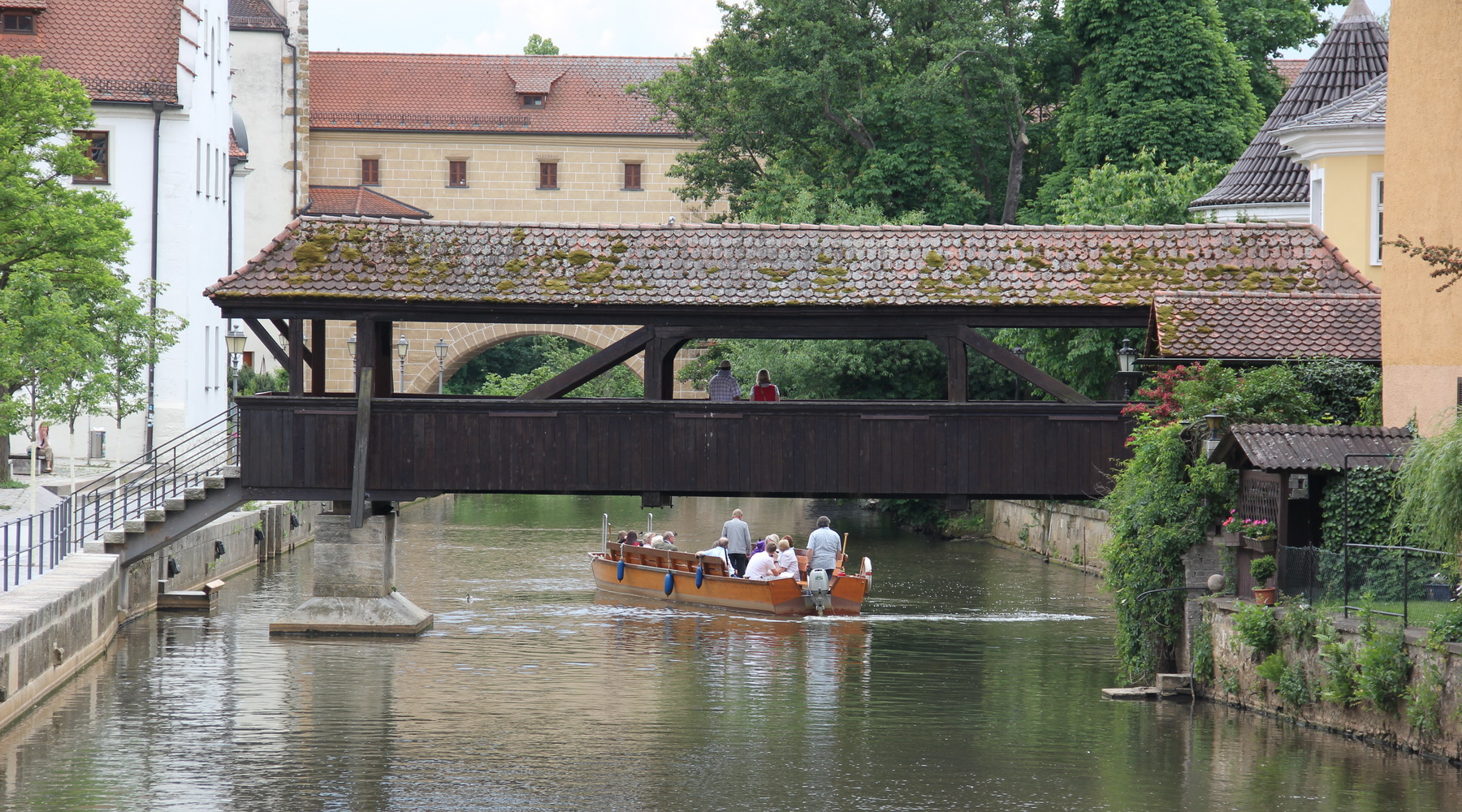
Brücke in Amberg

Auf dieser Seite sind die Baudenkmäler in der Oberpfälzer kreisfreien Stadt Amberg zusammengestellt. Diese Tabelle ist eine Teilliste der Liste der Baudenkmäler in Bayern. Grundlage ist die Bayerische Denkmalliste, die auf Basis des Bayerischen Denkmalschutzgesetzes vom 1. Oktober 1973 erstmals erstellt wurde und seither durch das Bayerische Landesamt für Denkmalpflege geführt wird. Die folgenden Angaben ersetzen nicht die rechtsverbindliche Auskunft der Denkmalschutzbehörde.

## Ensembles in Amberg

### Ensemble Altstadt

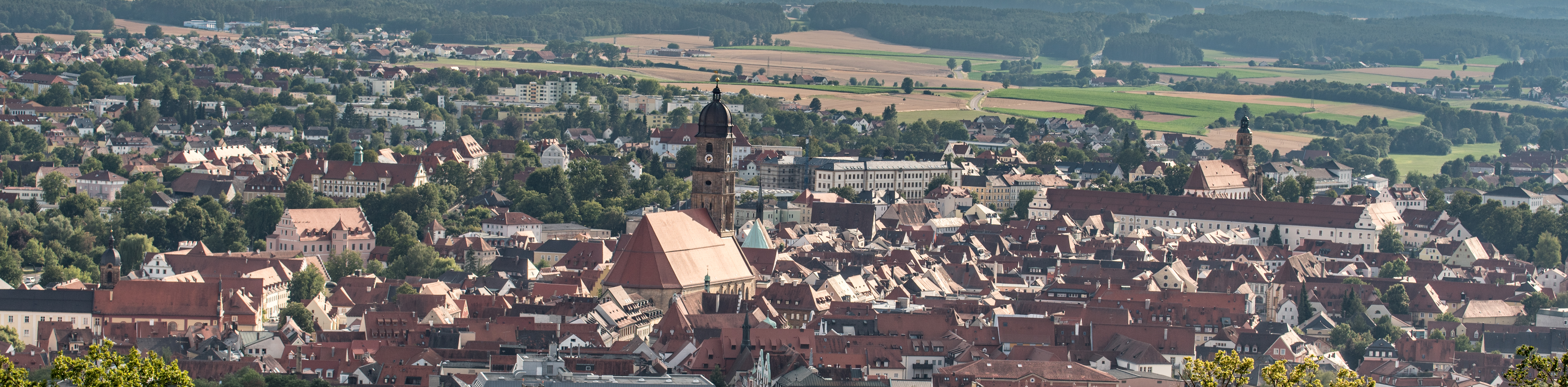
Die Altstadt von Amberg, vom Mariahilfer Berg aus, Ansicht 2019

Das Ensemble umfasst die Altstadt mit dem sie umgebenden mittelalterlichen Befestigungsgürtel, der einschließlich des Grabens großenteils erhalten ist. Der Kern der Stadt ist entwicklungsgeschichtlich der Bereich um den Marktplatz, der noch heute der Mittelpunkt des Gemeinwesens in jeder Hinsicht ist.
Ambergs „mercatum“ wird bereits 1034 erwähnt, die St. Martinskirche könnte entsprechend ihrem Patrozinium und ihrer einstigen Sonderstellung als Reichskirche noch in die Zeit der Karolinger zurückreichen. Das linke Vilsufer zwischen St. Martin und der Schiffbrücke, der heutigen Schiffgasse, war Ausgangspunkt der in ihrer Bedeutung kaum zu überschätzenden Amberger Schifffahrt, welche bis Ulm und in den ungarischen Raum reichte. Bodenfunde stützen die Annahme, dass zwischen Vils und Regierungsstraße möglicherweise Erzverhüttung und Eisenverarbeitung betrieben wurde. Rings um die jetzige Frauenkirche befand sich das Judenviertel, das 1283 bereits zum ersten Mal gewaltsam aufgelöst wurde. Die ebenfalls 1034 erwähnten Mühlen nördlich der Martinskirche wurden später durch andere Betriebe ergänzt, welche die Wasserkraft nutzten (Münze, Schleife). Hier ließen sich auch Handwerker nieder, welche fließendes Wasser brauchten, wie Metzger, Färber und Gerber. Diese frühe Siedlung von Händlern und Handwerkern an der Vils um St. Martin war wohl einem Königshof zugeordnet, der wahrscheinlich im Gelände des heutigen Bürgerspitals lag. Der Bau der Pfarrkirche St. Georg weit außerhalb dieses Ortskerns an der wichtigen Fernstraße nach Westen bestimmte die weitere bauliche Entwicklung. 300 Meter östlich der Vils führte die einstige „Magdeburger Straße“, jetzt Ziegelgasse bzw. Obere Nabburger Straße, am Stadtkern vorbei.

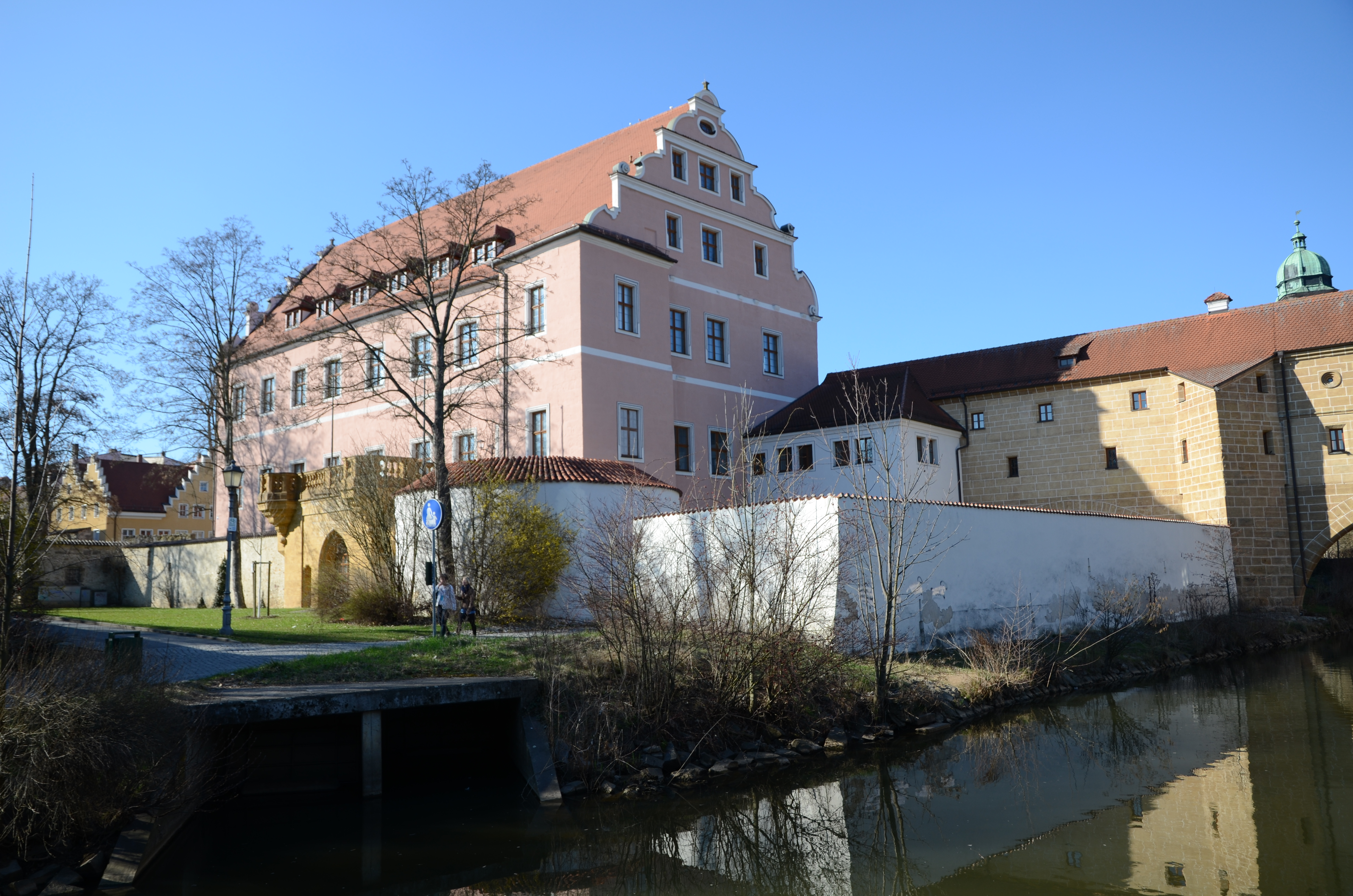
Amberg, ehemaliges kurfürstliches Schloss

Bereits im 12. Jahrhundert war Amberg befestigt. Der Verlauf dieser Wehranlage ist im Stadtplan noch gut erkennbar, sie umschloss ungefähr ein Quadrat mit abgerundeten Ecken: Zeughausstraße, Paulanergasse und Spitalgraben verlaufen in der östlichen Stadthälfte vor dem alten, erst 1926 eingefüllten Stadtgraben, während Schiffbrückgasse, Kanzleigasse, Hafnergasse und Franziskanergasse im westlichen Stadtteil hinter dem – hier bereits im 15. Jahrhundert überbauten – Graben liegen. Kennzeichnend für den Bereich innerhalb der frühesten Stadtmauer, der durch Tore an der ehemaligen Fernhandelsstraße entlang von Georgen- und ehemaligen Wartgasse (jetzt Bahnhofstraße) betreten wurde, ist das engmaschige Netz schmaler Gassen und ferner die annähernd gleichmäßige Größe der Hausgrundstücke. Der besondere Rang dieses alten Stadtkomplexes blieb über Jahrhunderte erhalten. In ihm hat sich bürgerliches Bauen konzentriert, daher ist er auch erkennbar an der Höhe der Gebäude; nur hier sind drei- bis viergeschossige alte Wohngebäude anzutreffen.

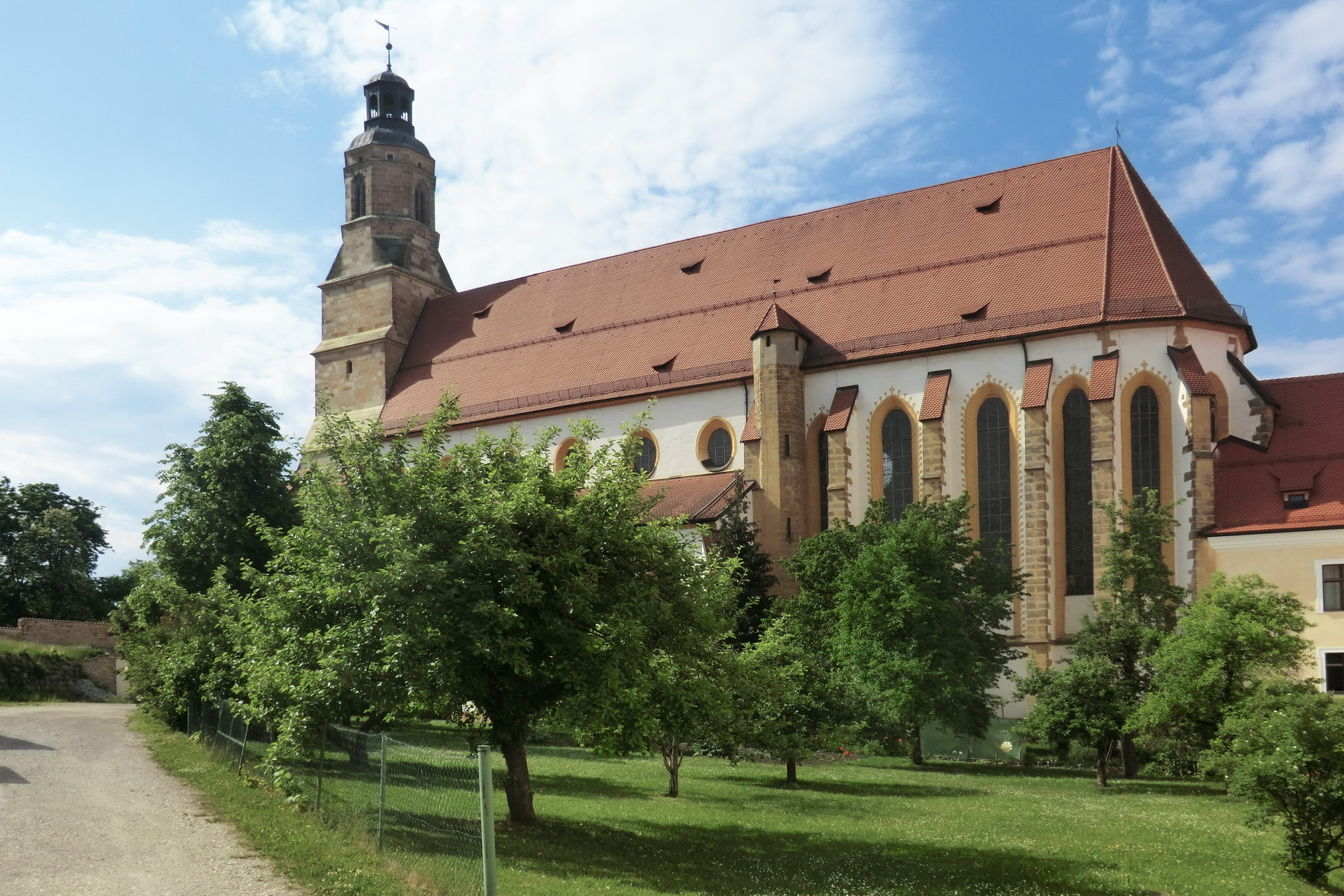
Amberg, St. Georg

Die Überbauung dieses ältesten Bereichs muss gegen Ende des 13. Jahrhunderts abgeschlossen gewesen sein, denn schon im Verlauf des 14. Jahrhunderts plante man den Bau einer neuen, größeren „Stadt“ mit Ummauerung. Diese sollte nicht nur die längs der Fernstraßen entstandenen Vorstädte, sondern auch die Georgskirche mit einschließen.
Förderung und Verkauf von Erz, Eisenhandel im gesamten süddeutschen Raum und Salzumschlag für die Nordoberpfalz, das Egerland und Ostfranken hatten die wirtschaftlichen Voraussetzungen für diese Entwicklung Ambergs geschaffen. Kaiser Ludwig der Bayer unterstützte die Stadterweiterung durch Überlassung des Berg- und Pflasterzolls. So gut war Amberg durch den doppelten Mauerring, die fünf Tore (vier sind noch erhalten) und den von der Vils durchflossenen Stadtgraben geschützt, dass die Stadt in keinem Krieg bis 1703 ernsthaft belagert wurde.
Schon frühzeitig Sitz eines landesherrlichen Amtes wurde Amberg nach dem Vertrag von Pavia 1329 Regierungssitz und Residenz. In Anlehnung an die „alte Veste“ entstand das
Pfalzgrafenschloss gegenüber der Schiffslände, das sich jedoch nur durch die Hauskapelle mit ihrem vortretenden Chor-Erker von den großen Bürgerhäusern unterscheidet.
Die folgenden zwei Jahrhunderte, die Zeit der wirtschaftlichen Blüte Ambergs, prägten das heutige Aussehen der Stadt. Die 1317 mit der Stiftung des Bürgerspitals durch
Ludwig den Bayern zur Spitalkirche gewordene Johanniskapelle wurde noch in der ersten Hälfte des 14. Jahrhunderts neu gebaut. Ab 1359 entstand der hochgotische Neubau von
St. Georg, um diese Zeit begann auch der Ausbau des Rathauses. Um 1375 errichtete man die Leonhardskapelle über dem Karner auf dem Martinsfriedhof. An Stelle der Synagoge
der um 1390 vertriebenen Judengemeinde stand um 1402 bereits der kleine, dreischiffige Hallenbau der Frauenkirche. Das Repräsentationsbedürfnis des Landesherrn ließ ab 1417
einen umfangreichen Schlosskomplex dort entstehen, wo die Vils im Süden die Stadt verlässt. Nach einem blutig niedergeschlagenen Aufstand der Bürger wurde ab 1454
dieses Schloss zu einer starken Veste ausgebaut, deren stärkste Front sich gegen die Stadt richtete. Dieser Eingriff in die einstige Bebauung ist am Schlossgraben bis jetzt
erkennbar.

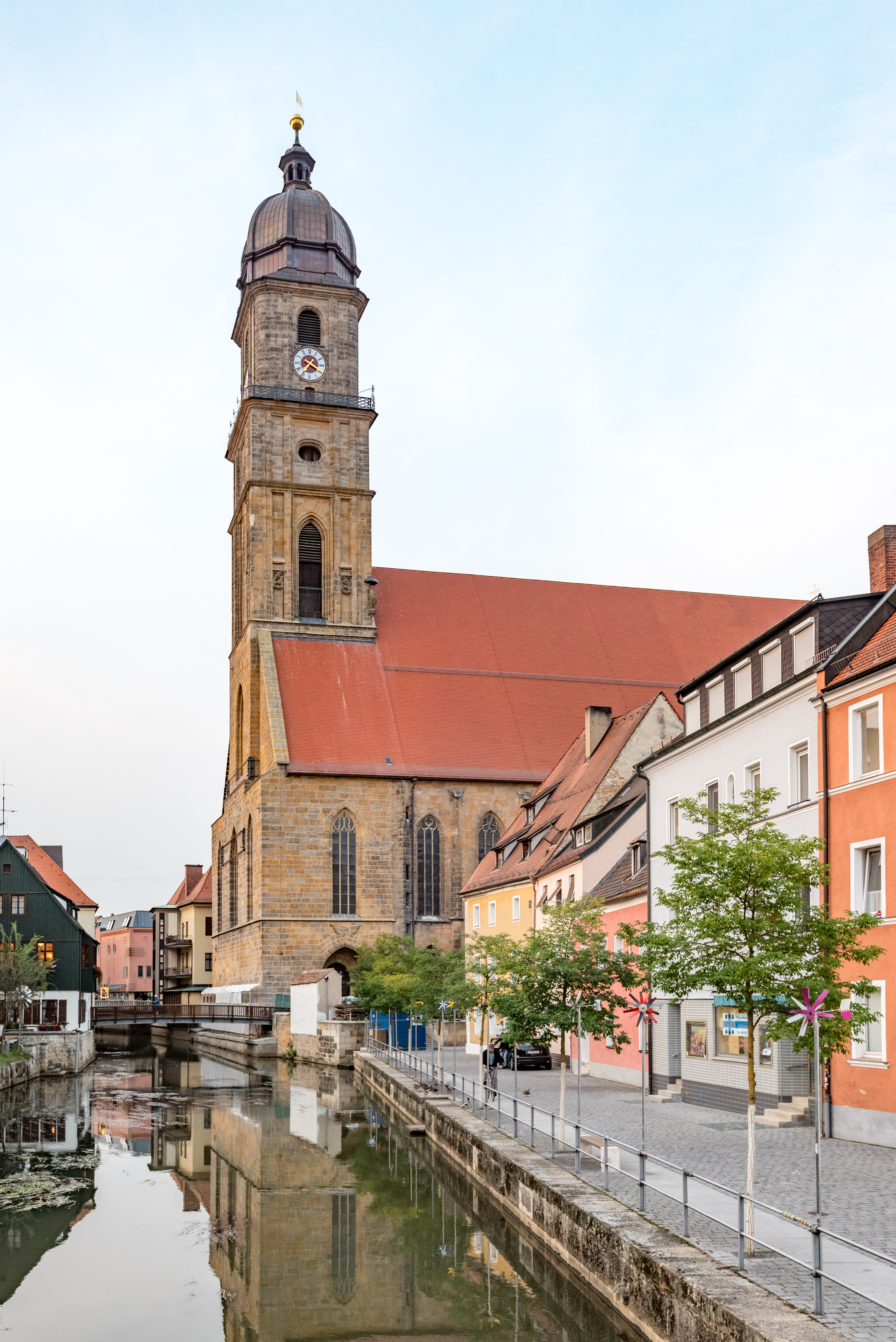
Amberg, St. Martin

Inzwischen war aber auch Ambergs größtes Bauwerk, die Martinskirche, nach langer Vorbereitung 1421 begonnen worden. Das mächtige Dach der dreischiffigen Hallenkirche
ist die Dominante des Stadtbildes. Außerhalb der Altstadt waren in dieser Zeit die Katharinenkapelle, die Dreifaltigkeitskapelle und die Sebastianskirche entstanden, die im
19. und 20. Jahrhundert Ansatzpunkte für neue Stadtviertel wurden. So entschieden wurde bis 1520 alles im Stil der Gotik erneuert, dass, abgesehen vom Gebeingewölbe des Karners der Martinskirche (heute Sakristei), nichts aus der Romanik auf uns gekommen ist.
Im Bereich zwischen den beiden Stadtmauern behielt man die vorhandene Wegstruktur bei, entsprechend der alten Feldflur ist daher das Wegnetz weitmaschiger, die Gassen
selbst sind breiter. Während aber an den früher bebauten Hauptdurchgangsstraßen die Hausgrundstücke noch ähnliche Größen aufweisen, finden sich in den abgelegeneren
Bereichen Zwergparzellen mit kleinmaßstäblicher Bebauung neben großen Gartengrundstücken. Die Ungleichmäßigkeit der Grundstücksstruktur und die auffallende Kleinteiligkeit der Randbebauung großer Freiflächen sind die Hauptmerkmale dieser späten Überbauung. Dank der vorhandenen Straßen ergaben sich in der westlichen Stadthälfte drei größere
Plätze organisch: Roßmarkt, Malteserplatz, Schrannenplatz mit Viehmarkt. In der Osthälfte dagegen mussten Plätze geschaffen werden: Paulanerplatz und Paradeplatz sind
als geplante Anlagen bis heute erkennbar.
Der einzige Großbau des 15. Jahrhunderts neben Schloss und Zeughaus im Erweiterungsbereich ist der Komplex des Franziskanerklosters, 1452 auf noch freiem Gelände begonnen. Die meisten Wohnhäuser zwischen den beiden Mauern entsprechen dem finanziellen Status ihrer einstigen Bewohner. Taglöhner und Inwohner ohne Bürgerrecht lebten hier neben Handwerkern und abhängigen Arbeitskräften. Bis in jüngste Zeit traf man hier noch eingeschossige Häuser. Stattlichere Gebäude stehen nur an den alten Durchgangsstraßen und den Plätzen.
Im 16. Jahrhundert schwand mit der politischen Bedeutung der Bürgerschaft auch deren Bautätigkeit. Die Gestaltungsimpulse gingen vom Landesherrn aus. Renaissancebauten
wie die Kanzlei (1544), das Schloss (1602/1603), das Zeughaus (1604) und das Wagenhaus (1610) prägten seitdem den südlichen Altstadtbereich zu beiden Seiten der Vils.
Der Dreißigjährige Krieg vernichtete die wirtschaftliche Blüte der Stadt, obwohl Amberg zu den ganz wenigen Städten Deutschlands zählt, die in diesen Jahren nicht belagert und erstürmt wurden. Alte Baulücken in einigen Gassen erinnern noch an jene Jahre, da in Amberg viele Häuser verlassen standen und manche in der Folgezeit völlig eingingen.
Die größte Änderung des mittelalterlichen Stadtbildes ergab sich in der Barockzeit durch die Errichtung des Jesuitenkollegs. Die Georgenstraße, die alte Fernstraße nach Westen, musste ihre Richtung ändern, das Georgentor wurde durch das Neutor ersetzt, der Georgsfriedhof und zwölf Bürgerhäuser verschwanden. Dafür entstand zwischen 1665
und 1684 ein dreigeschossiges, über 160 Meter langes, knapp gegliedertes Gebäude, das sich der Georgskirche, nunmehr Jesuitenkirche vorlagerte und die Georgenstraße gegen
Westen abschloss. Auch das Paulanerkloster (1696) und Salesianerinnenkloster (1694) mit entsprechenden Kirchen wurden zu neuen Dominanten im Straßenbild.
Schwere Zerstörungen im Spanischen und Österreichischen Erbfolgekrieg führten zwar zu Neubauten, jedoch zu keiner Änderung in der Bebauungsstruktur, da der alte Grundriss
stets beibehalten wurde. Zierformen des Barock und Rokoko schmückten nicht nur die Neubauten, sondern auch die erneuerten Stadthäuser des Landadels, die Gebäude der
Regierungsbeamten und mancher wohlhabender Bürger. 1723–1727 erhielt der 1703 beschädigte Martinsturm sein jetziges, für Ambergs Silhouette typisches Aussehen. Außerhalb der Altstadt entstand ab 1696 der Komplex Wallfahrtskirche Mariahilf mit Kloster und Mesnerhaus, der das Gesamtbild Ambergs entscheidend mitbestimmt. Von geringerer Bedeutung hinsichtlich der Fernwirkung, aber reizvoll im Nähebereich ist die ab 1711 errichtete Sebastianskirche.

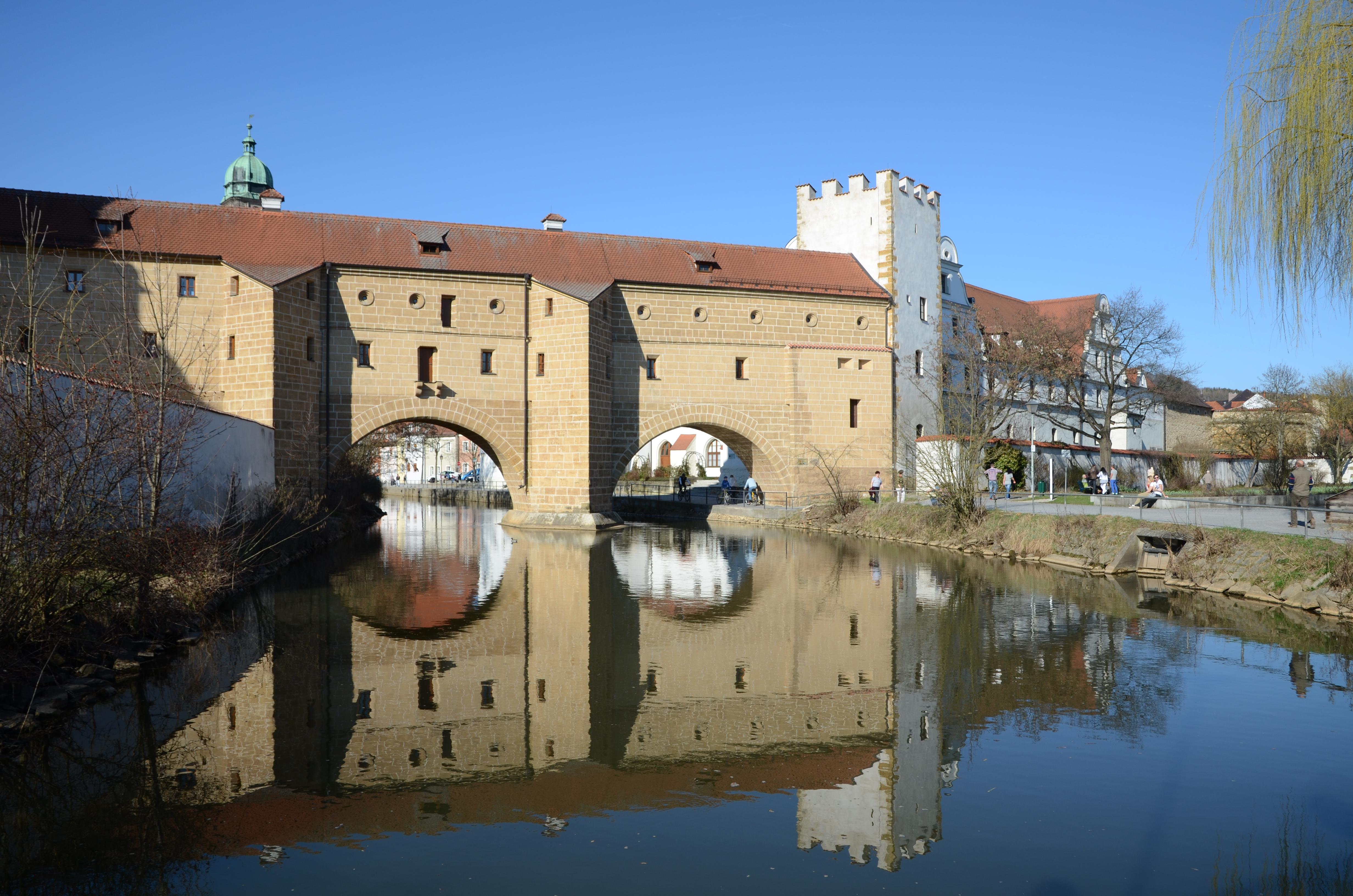
Stadtbrille und ehemaliges kurfürstliches Zeughaus

Eine tiefgreifende Umgestaltung erfuhr im 17. und 18. Jahrhundert das Vorfeld der mittelalterlichen Stadt durch die Anlage von Gräben, Wällen, Bastionen, Schanzen und
besonders stark ausgebauten Torbefestigungen. Nachdem Amberg offiziell aufgehört hatte, Festung zu sein, verwandelte man ab 1788 diese Werke in Grünanlagen, in Ambergs „Allee“. Als Folge der allgemeinen Stagnation nach der Säkularisation und der Verlegung der Regierung nach Regensburg änderten sich die baulichen Gegebenheiten in Amberg bis in die 1850er Jahre kaum. Der Anschluss an das Eisenbahnnetz forderte den ersten Stadtmauerdurchbruch an der Ostseite, die Verlängerung der Ost-West-Straße durch die gesamte Altstadt mit Ausbau der Wartgasse zur Bahnhofstraße und die erste Preisgabe von Grünanlagen für den Verkehr.
Die alte Stadtmauer wurde in der Folgezeit zwischen Englischem Garten und Bahnhof sowie zwischen Nabburger Tor und Zeughaus zum großen Teil an Privatpersonen verkauft und für Wohnzwecke ausgebaut. Zwischen Vilstor und St. Georg hat man sie weitgehend des Wehrgangs beraubt, zwischen St. Georg und dem Wingershofer Tor wurde die gesamte mittelalterliche Befestigung einschließlich des Neutors durch eine Ringstraßenbebauung mit Villen im Stil der Jahrhundertwende ersetzt. Neubauten innerhalb der Altstadt passten sich weitgehend in Gestalt und Größe ihrer Umgebung an.
Erst die Zeit nach dem Zweiten Weltkrieg brachte weitere Eingriffe: Alte Gebäude gingen ihrer speziellen Details verlustig; maßstabsprengende Neubauten gefährden das
Ensemble. Dem Verkehr opferte man bis 1975 die gesamte Wallanlage zwischen Bahnhof und Nabburger Tor. Die Ringstraße, einst Teil der Allee, ist vor allem an der Südseite hart beschneidend vor die Stadtbefestigung getreten und hat weitgehend den Zusammenhang zwischen mittelalterlicher und barocker Stadtwehr verwischt.
Aktennummer: E-3-61-000-1.

### Ensemble Wallfahrtskirche Mariahilf mit Umgebung

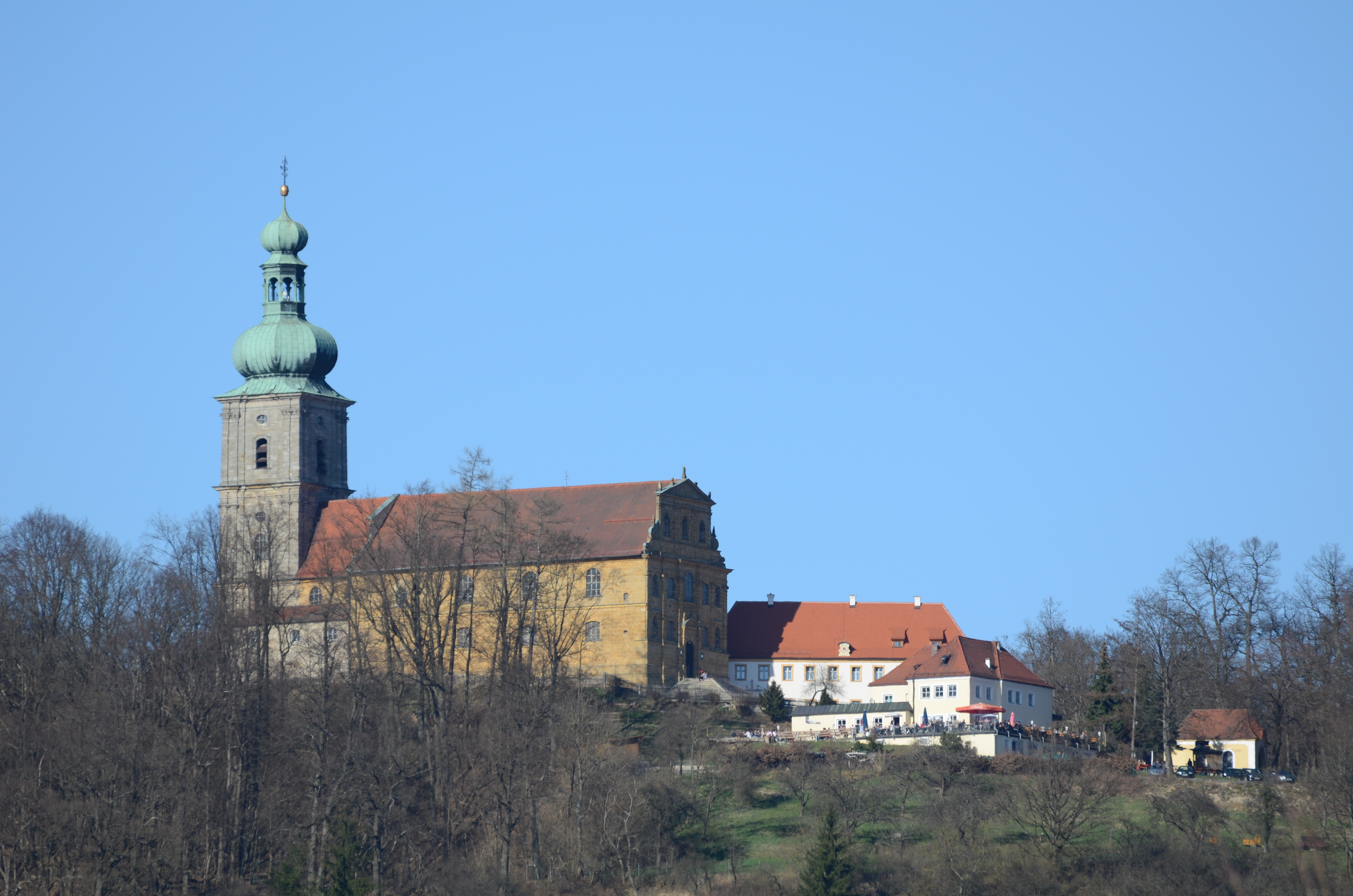
Wallfahrtskirche Maria Hilf

Die Wallfahrt Mariahilf auf dem Bergrücken östlich Ambergs wurde an der Stelle einer mittelalterlichen Burg in der Pestnot des Jahres 1634 gelobt. Das Wallfahrtsbild, eine von den Amberger Jesuiten gestiftete Kopie des Innsbrucker Maria-Hilf-Bildes, fand zunächst Aufstellung im ehemaligen Bergfried. 1696 wurde ein Kloster für die versorgenden Franziskaner, 1697–1703 nach Abbruch der Turmkapelle und einer Rundkirche die bestehende Kirche mit dem später ausgebauten, weithin als Wahrzeichen sichtbaren Turm errichtet, 1709 ein Mesnerhaus (die heutige Gaststätte), ab 1725 schließlich eine Wallfahrerherberge (das heutige Forsthaus). Als Zufahrtsweg wurde um 1760 die bestehende Lindenallee angelegt, 1858/59 der Kreuzweg, dessen letzte Station in der älteren ehemaligen Loretokapelle untergebracht wurde. Ein moderner Freiraumaltar bezieht das von altem Baumbestand beschattete Höhengelände als Wallfahrerplatz mit ein.
Aktennummer: E-3-61-000-2.

## Ehemalige Stadtbefestigung

### Überblick
Die großzügig angelegte Stadtmauererweiterung zur Sicherung und Vergrößerung des Stadtgebietes mit Zwingermauer und Graben, Bruchstein, Haustein, Sandstein, stammt im Kern aus dem 14. Jahrhundert.
Weitgehend erhaltene Stadtmauerabschnitte mit Schalentürmen und Wachtürmen gibt es in den Bereichen
- Hinter der Mauer 7–21 (Lage)
- Baustadelgasse 1 – Militärspitalgasse 8 (Lage)
- Jesuitenfahrt 6–30 (Lage)

Mauerabschnitte mit Hausüberbauungen gibt es in den Bereichen
- Fronfestgasse 2–30,
- Ziegelgasse 40–44,
- Batteriegasse 2–26,
- Untere Nabburger Str. 44–46,
- Militärspitalgasse 1–10
- und Bastei 2–12

Größere Abbrüche gibt es in den Bereichen
- Kaiser-Wilhelm-Ring 6–16,
- Batteriegasse 2 – Hinter der Mauer 1
- und im Bereich Malteserplatz 10–18

Die ehemalige Zwingermauer mit Schalentürmen, Strebepfeilern und Kanzeln, entstammt im Kern dem 14. Jahrhundert und ist der Stadtmauer zur Feldseite vorgelagert.
Es gibt größere Abbrüche im Bereich
- Kaiser-Wilhelm-Ring 6–16,
- Batteriegasse 2 – Hinter der Mauer 1

Folgende Türme sind im Uhrzeigersinn, von der Bahnhofstraße beginnend, erhalten
- Hinter der Mauer 7: Reste eines viergeschossigen Wachturms mit traufständigem Satteldach (Lage)
- Hinter der Mauer 11: Wachturm auf quadratischem Grundriss mit Walmdach und Eckquaderung (Lage)
- Hinter der Mauer 17: Wachturm mit Zeltdach (Lage)
- Hinter der Mauer 19: halbrunder Wachturm, sogenannter Doggenhansl, mit Walmdach und Schießscharten (Lage)
- Hinter der Mauer 19a: Wachturm über halbrundem Grundriss mit Kegeldach und Eckquaderung (Lage)

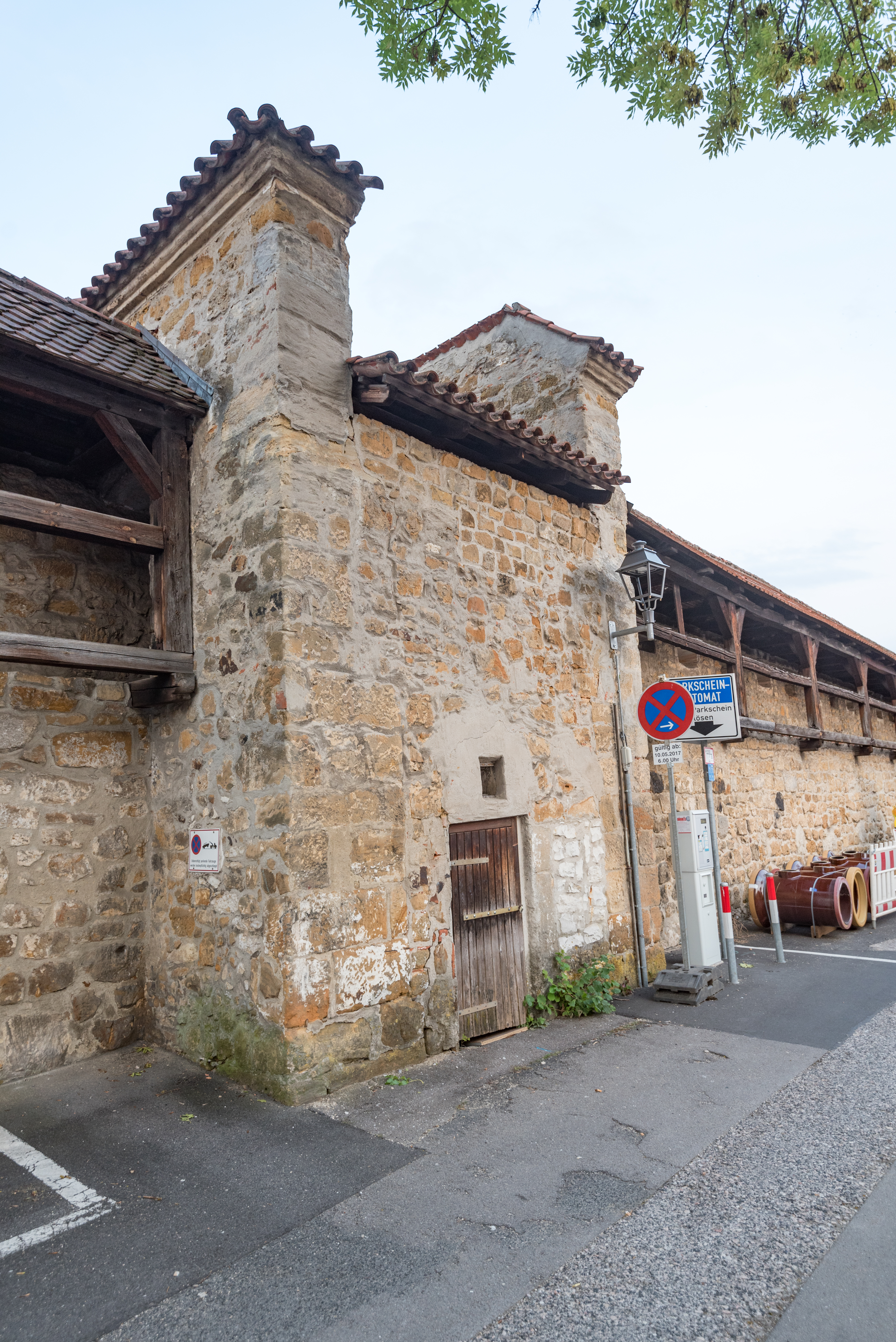
Mauerturm Hinter der Mauer 11
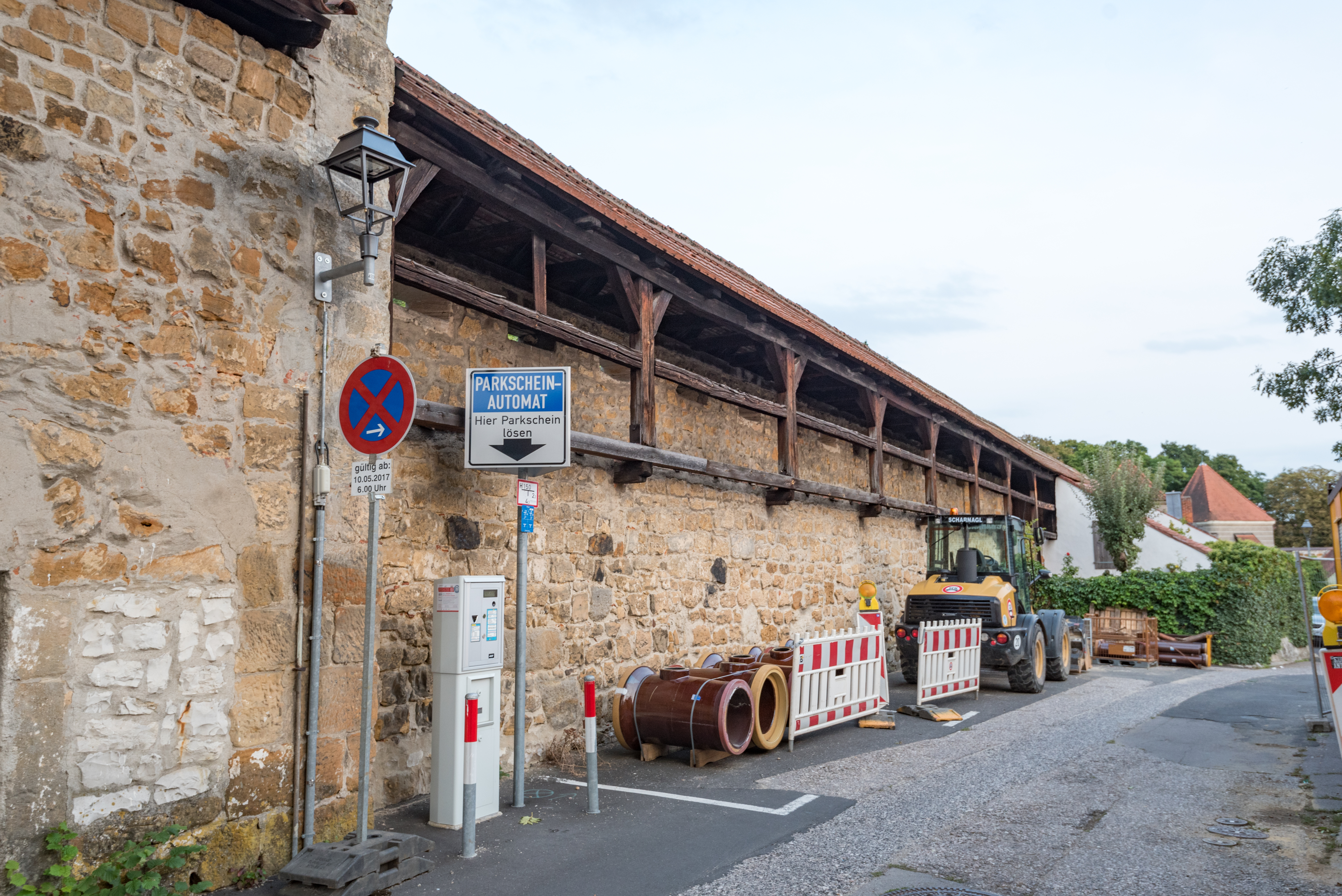
Stadtmauer bei Hinter der Mauer 11, nach Süden
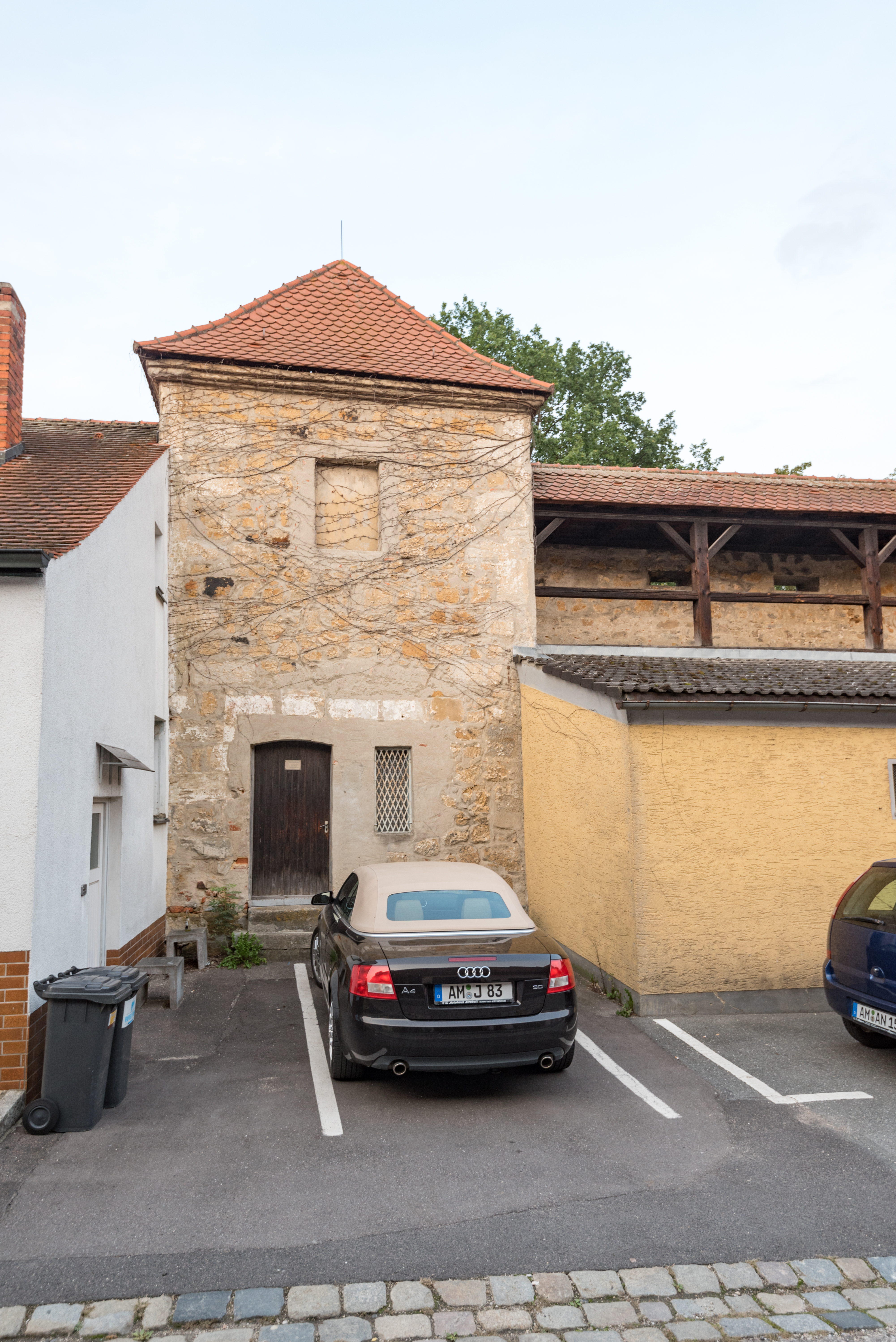
Mauerturm Hinter der Mauer 17
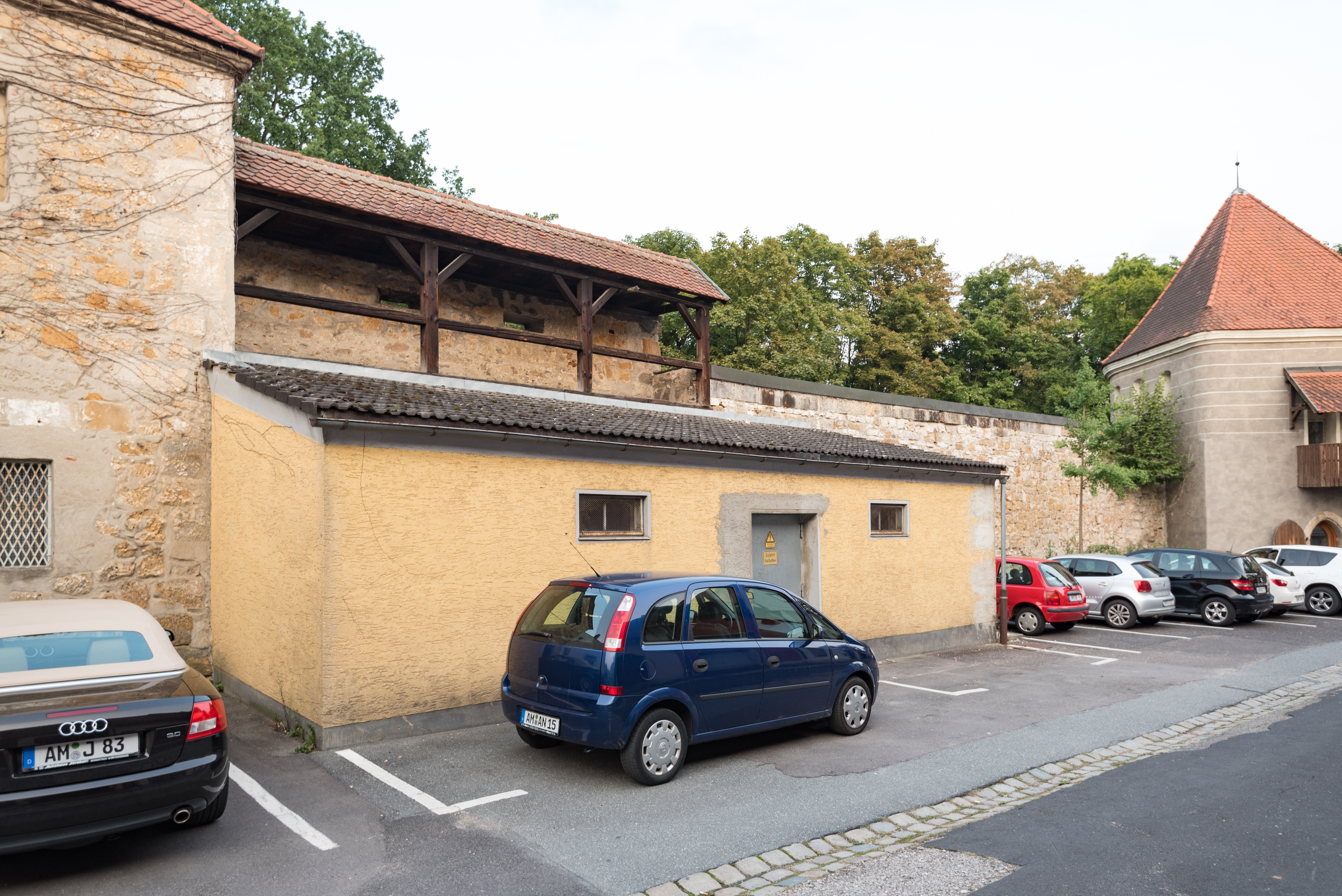
Stadtmauer zwischen Hinter der Mauer 17 und 19, nach Süden
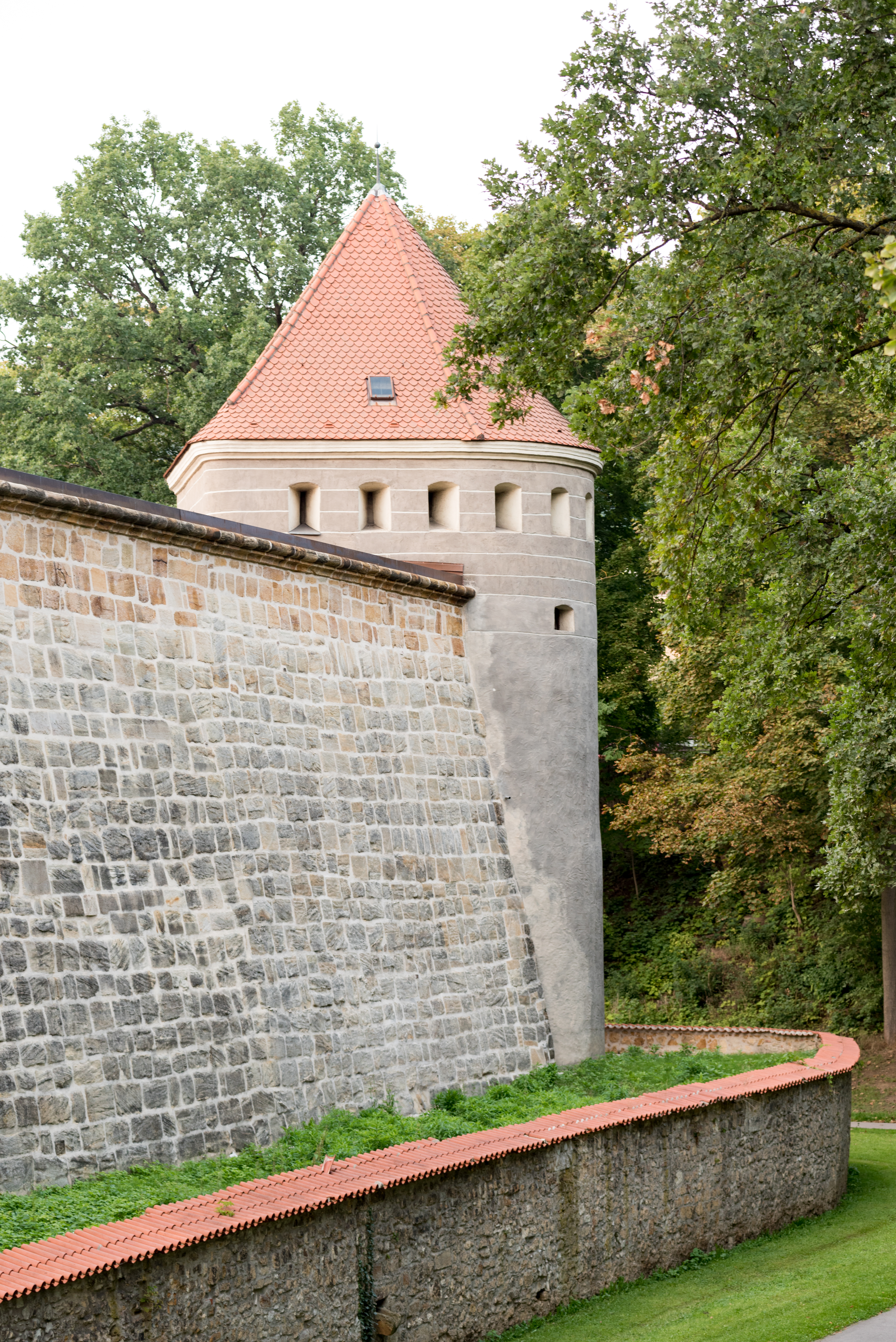
Mauerturm Hinter der Mauer 19, Feldseite
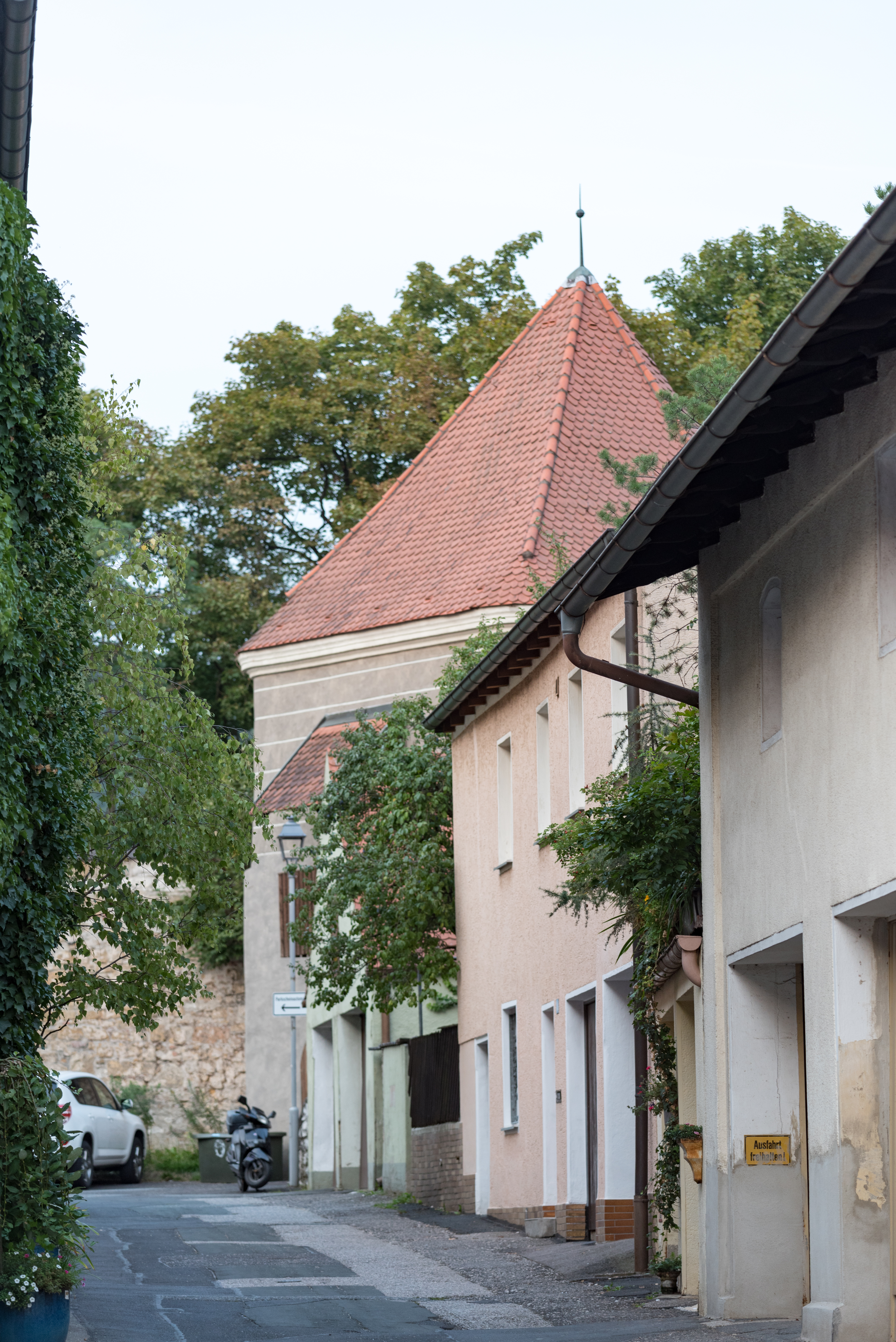
Mauerturm Hinter der Mauer 19, Stadtseite
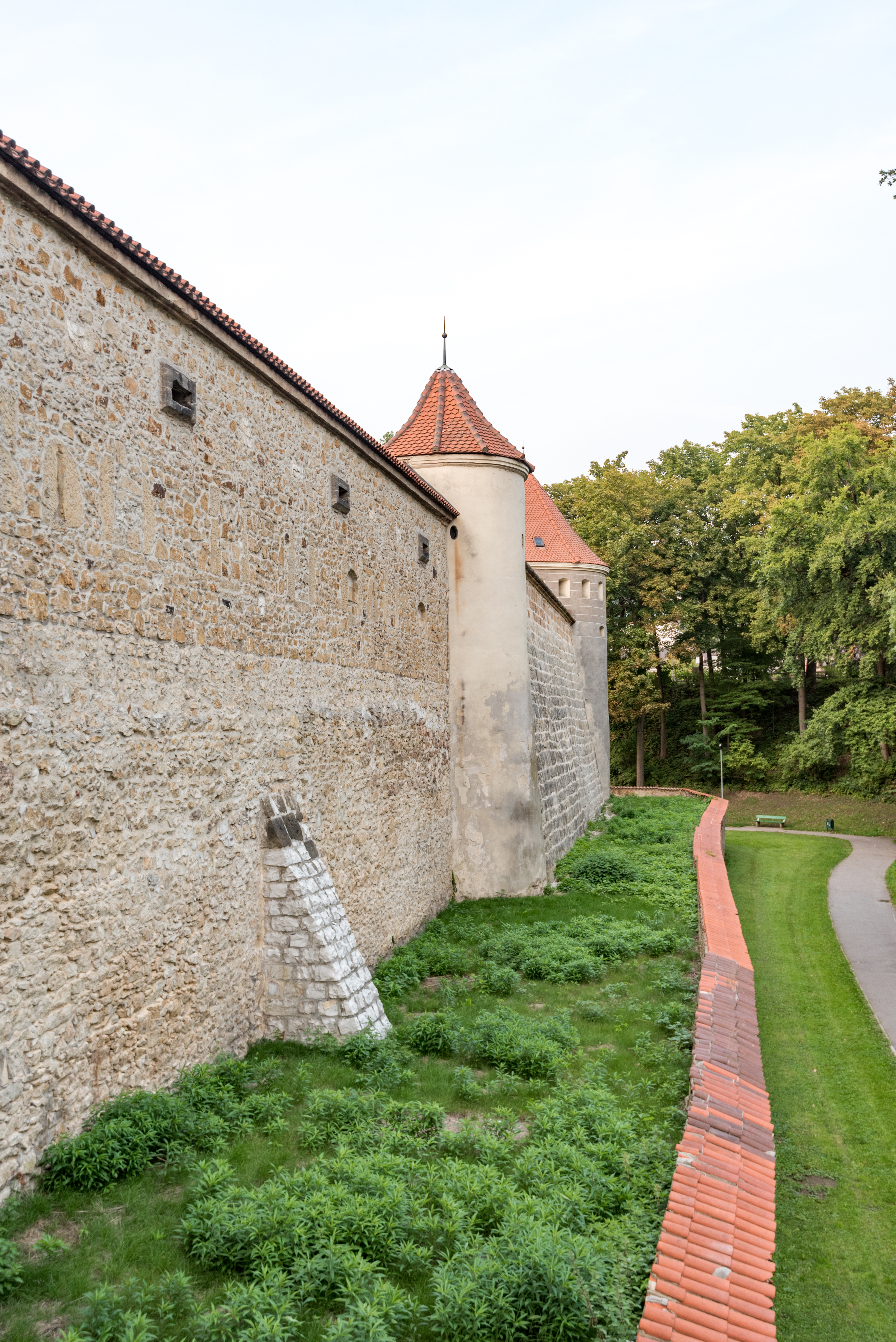
Mauerturm Hinter der Mauer 19a, Feldseite

- Militäspitalgasse 5: halbrunder Schalenturm, bezeichnet 1590, im Kern 14. Jahrhundert (Lage)
- Paulanerplatz 4: Wachturm, halbrund schließender Walmdachbau mit Wandgliederungen (Lage)
- Baustadelgasse 1: Wachturm, halbrund schließender Walmdachbau (Lage)
- Bastei 10: Wehrturm über rechteckigem Grundriss mit Zinnen und seitlichem Torhaus mit Fußgängerpforte (Lage)
- Zeughausstraße 2: Wachturm mit Zinnenkranz, Bruchstein mit Eckquadern, 14. Jahrhundert (Lage)

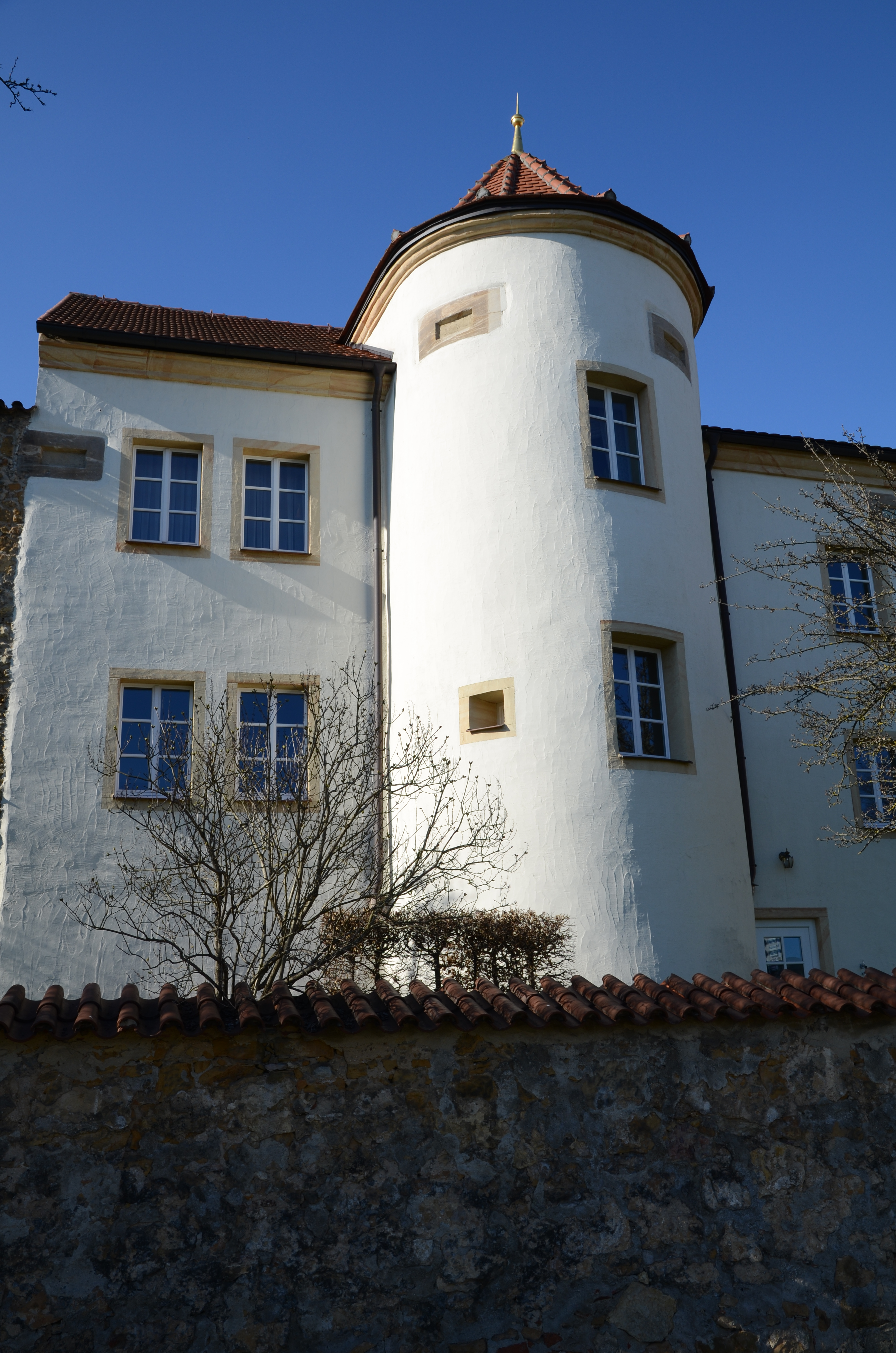
Mauerturm Militäspitalgasse 5
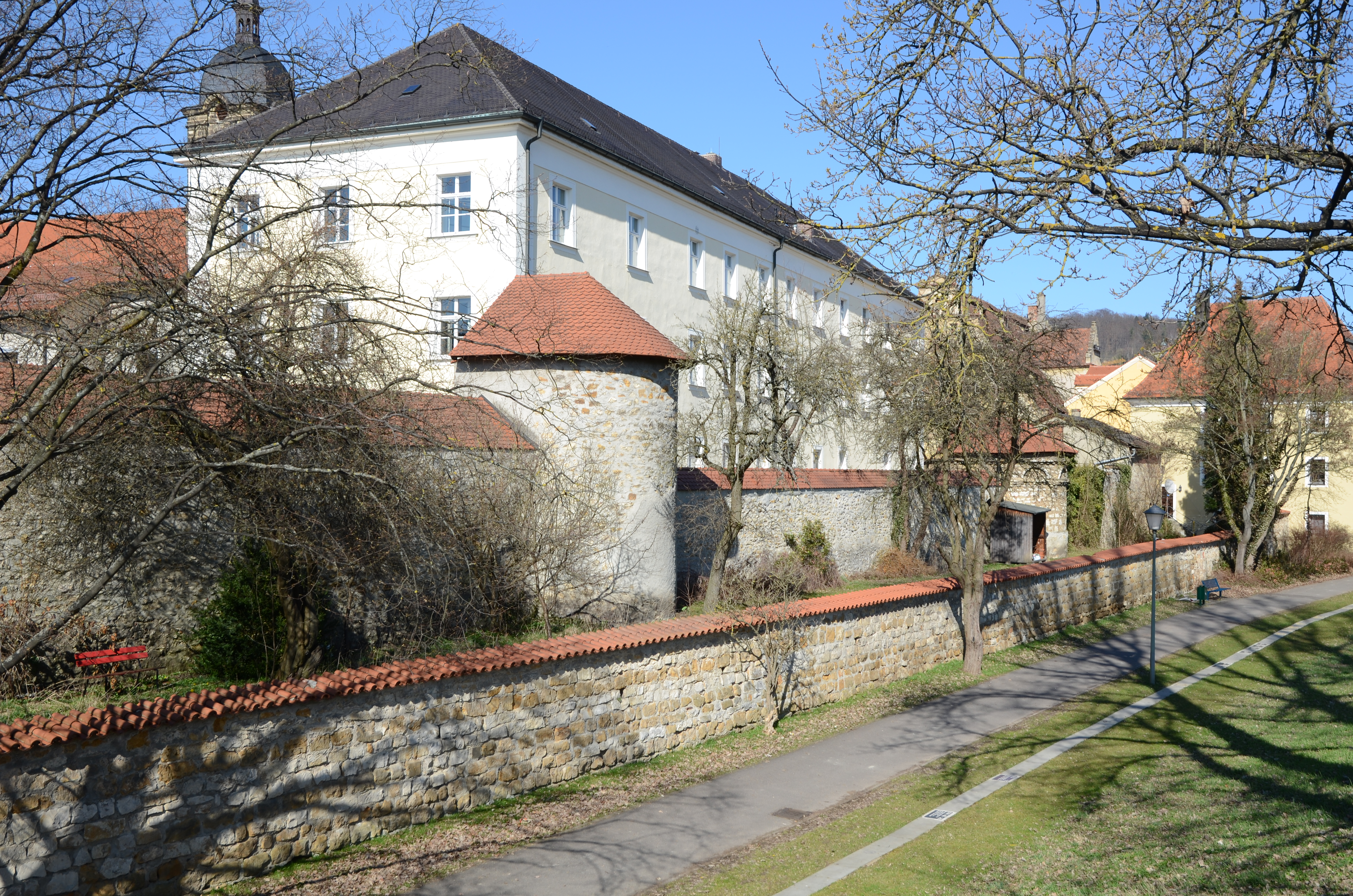
Mauerturm Baustadelgasse 1
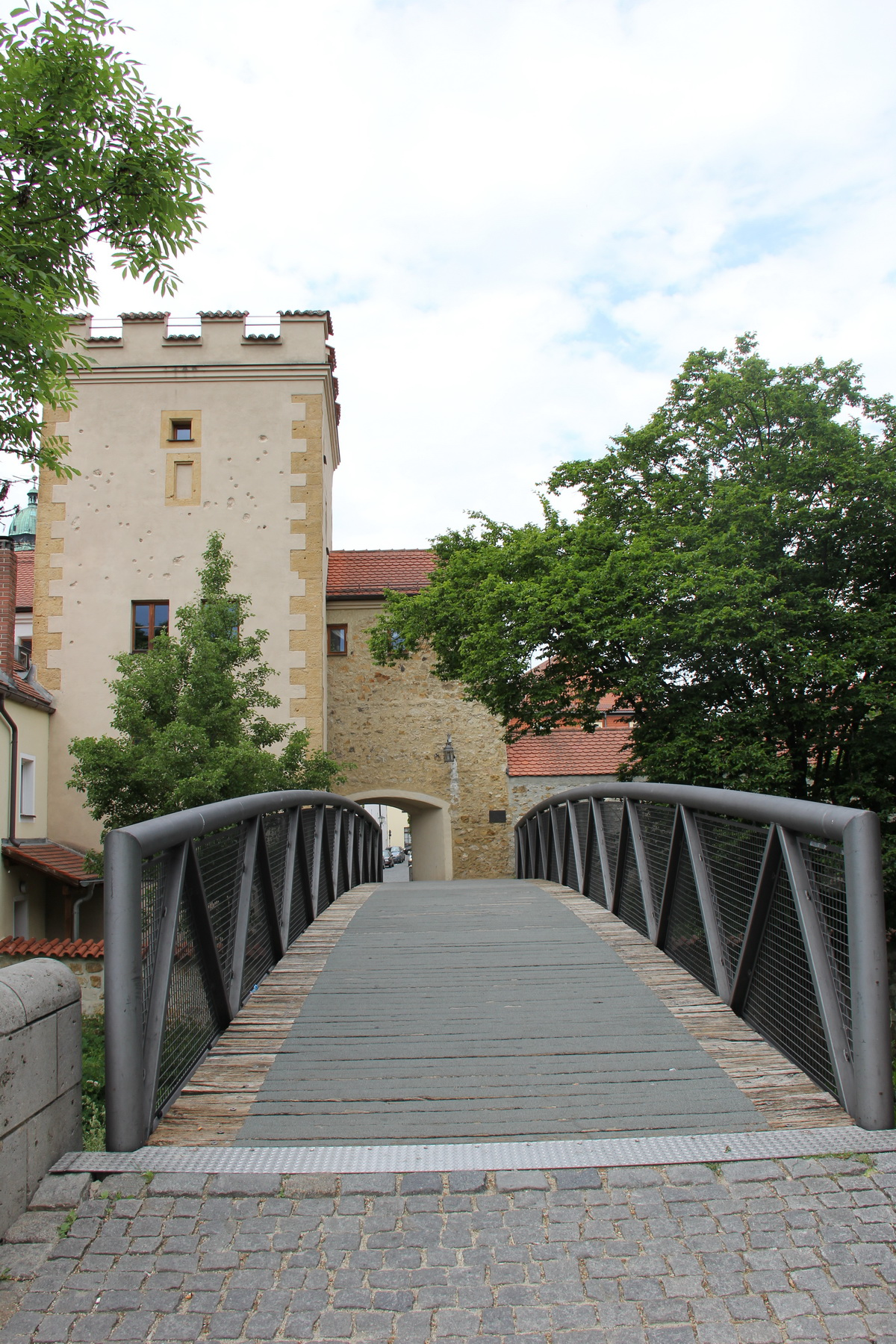
Mauerturm Bastei 10
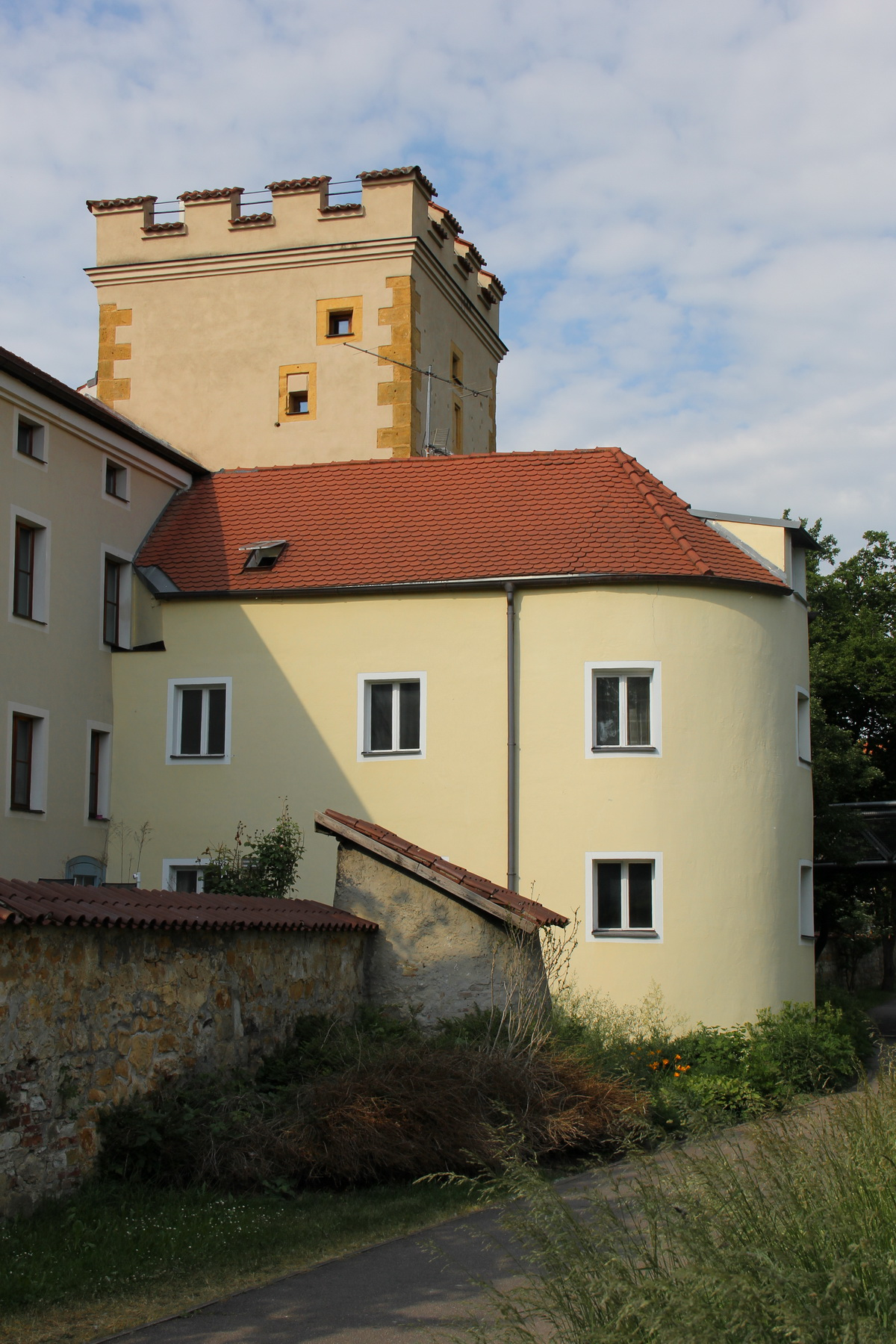
Zwingerturm Bastei 12
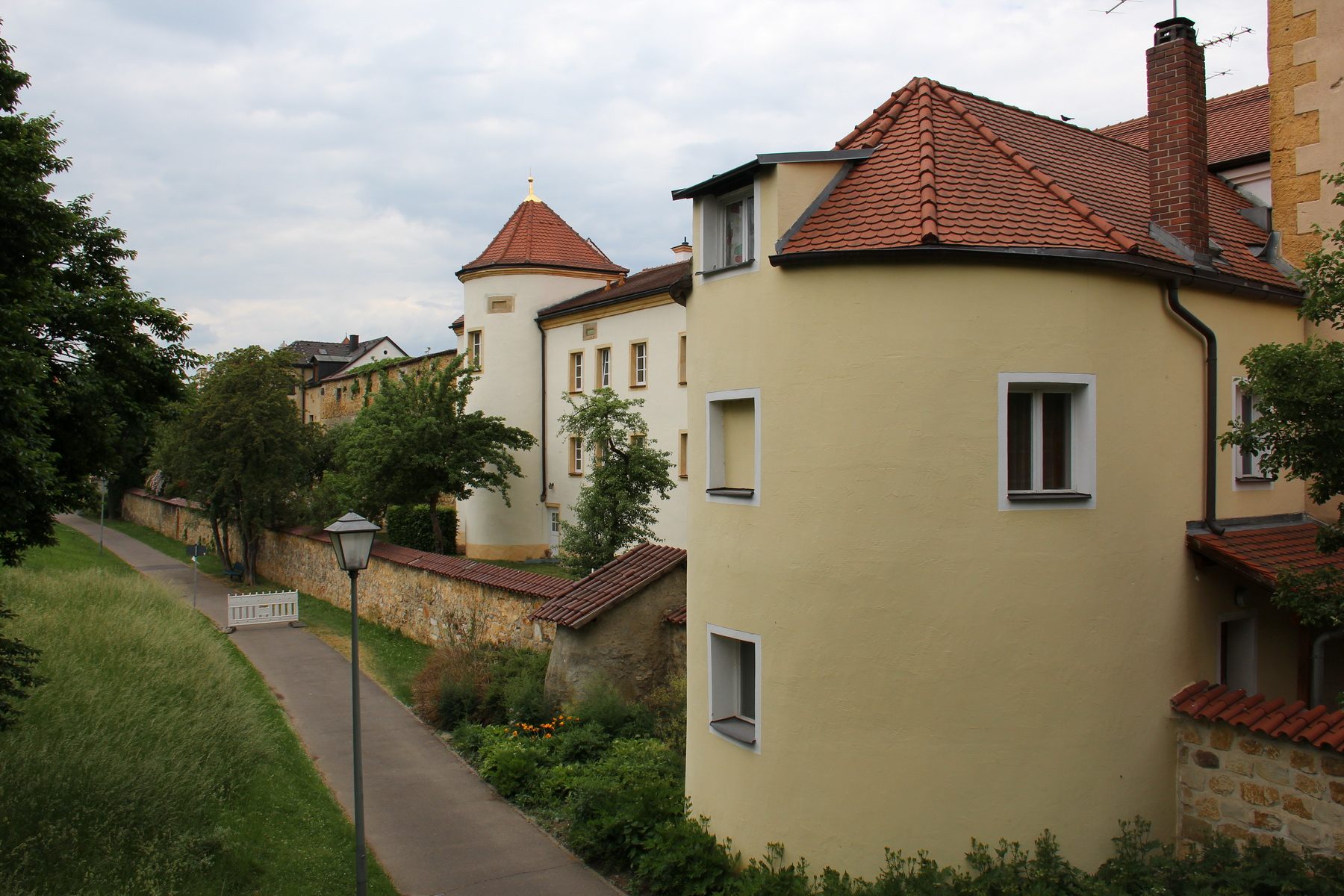
Mauerturm Bastei 8, Zwingerturm Bastei 12
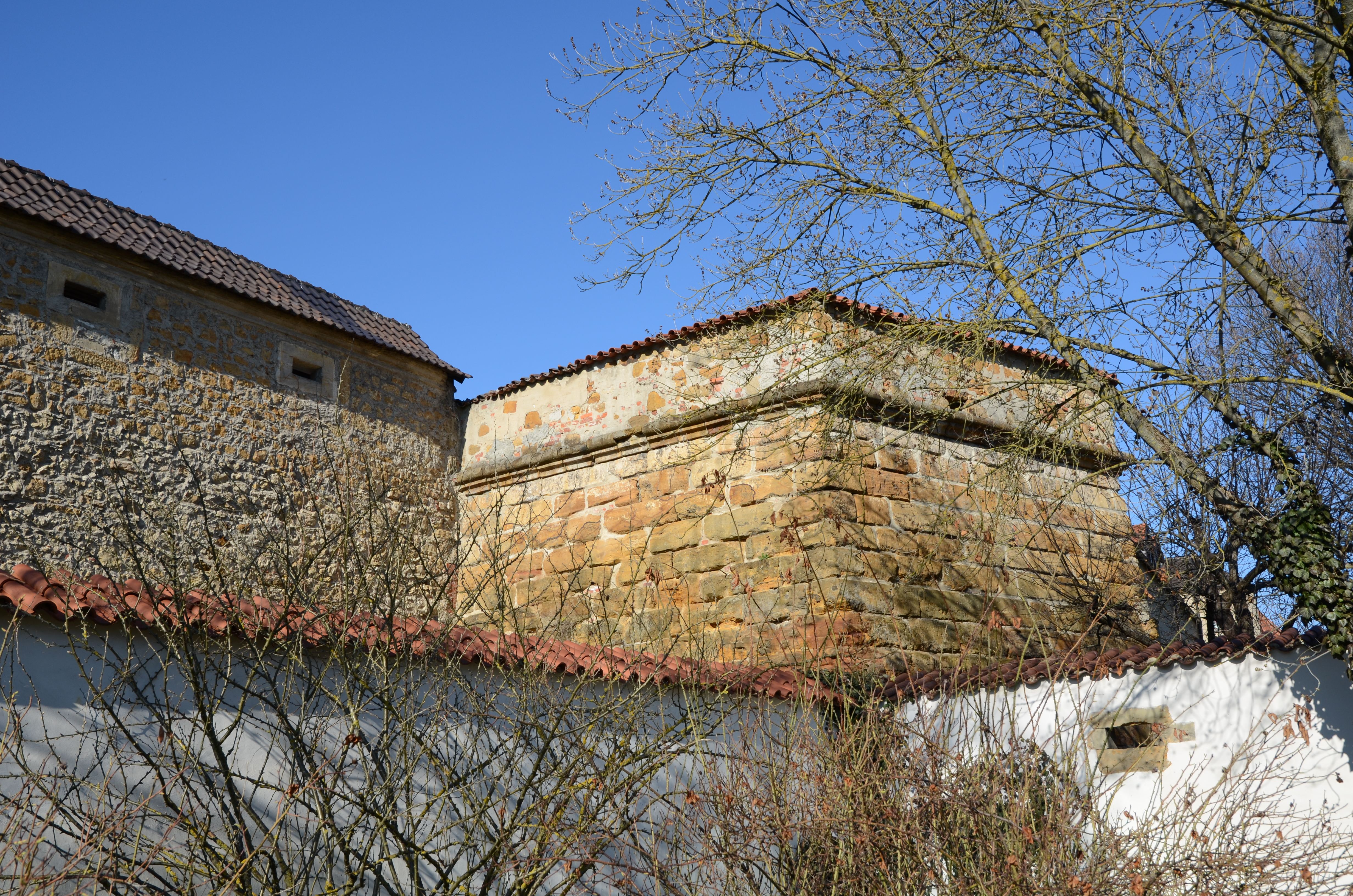
Stadtmauer und Zwingermauer Bastei 2
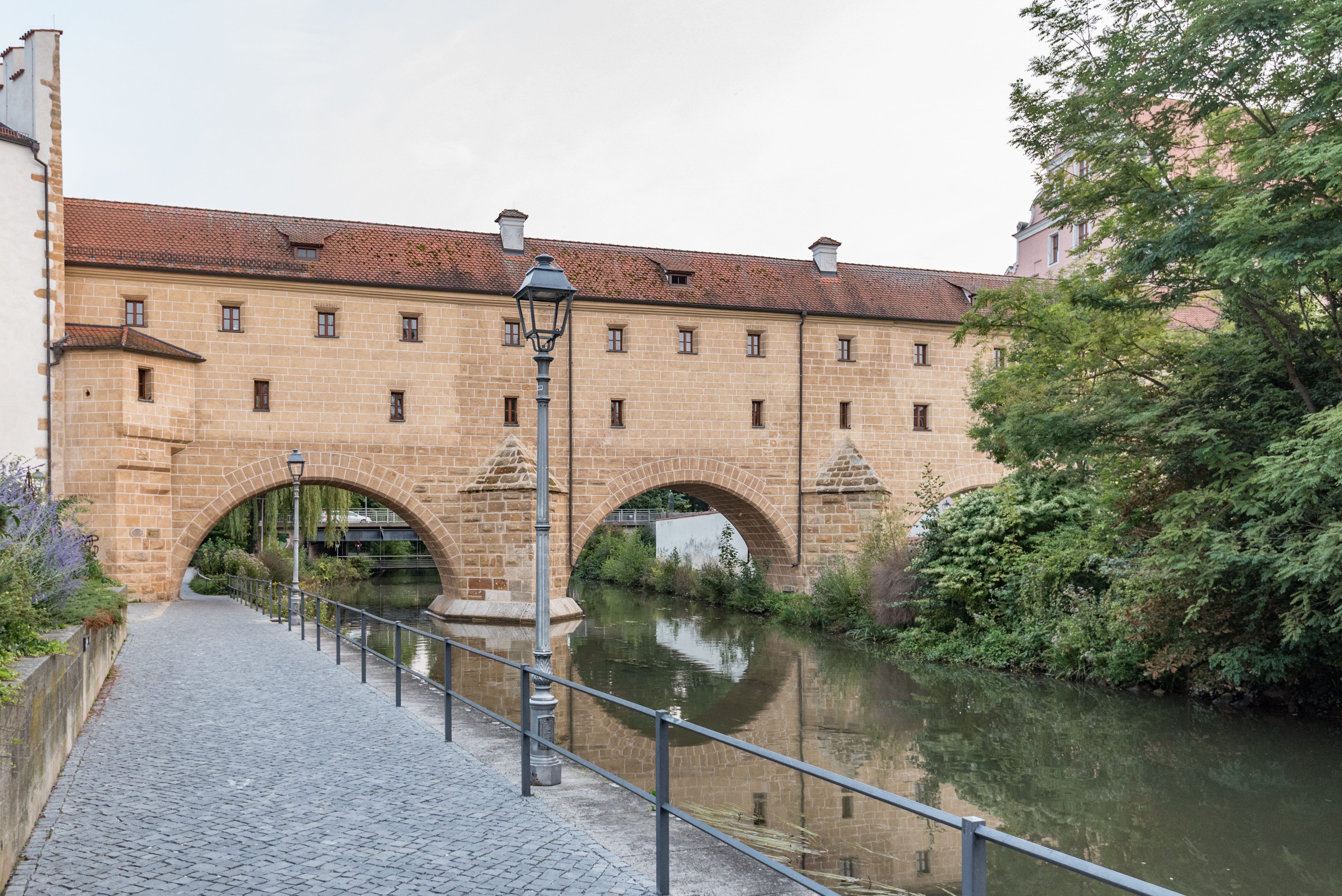
Südliches Wassertor, sogenannte Stadtbrille, Stadtseite

- Schloßgraben 1: Unterbau eines Turms (Lage)
- Nähe Malteserplatz: Unterbau eines Wachturms über quadratischem Grundriss (Lage)
- Nähe Lange Gasse: Wachturm mit Eckquaderung (Lage)
- Jesuitenfahrt 22: Unterbau eines Wachturms (Lage)
- Jesuitenfahrt 20: Wachturm, fünfgeschossiger Zeltdachbau (Lage)
- Jesuitenfahrt 12: Wachturm, fünfgeschossiger Zeltdachbau (Lage)
- Jesuitenfahrt 10: Unterbau eines viereckigen Wachturms (Lage)

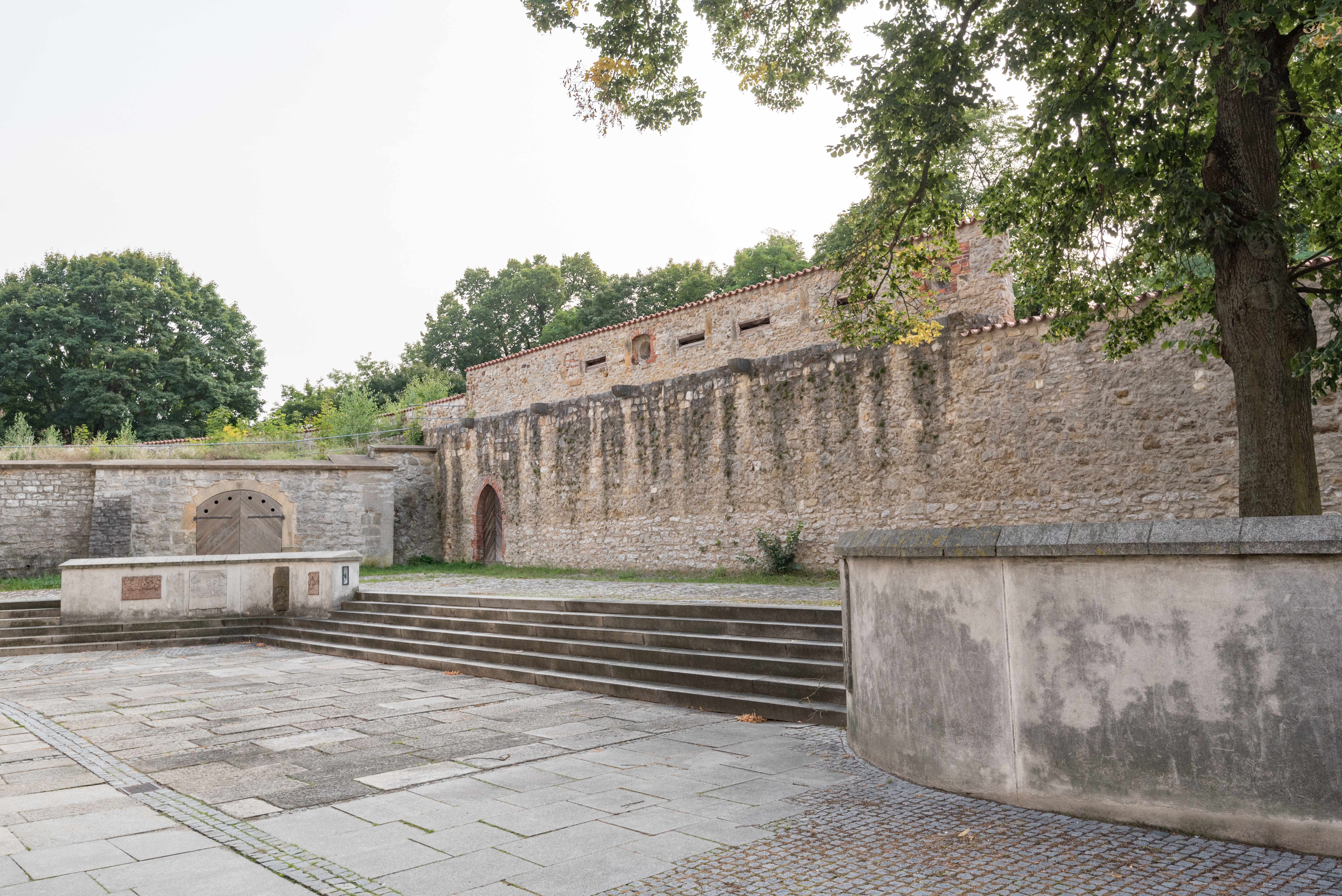
Stadtmauer am Westende
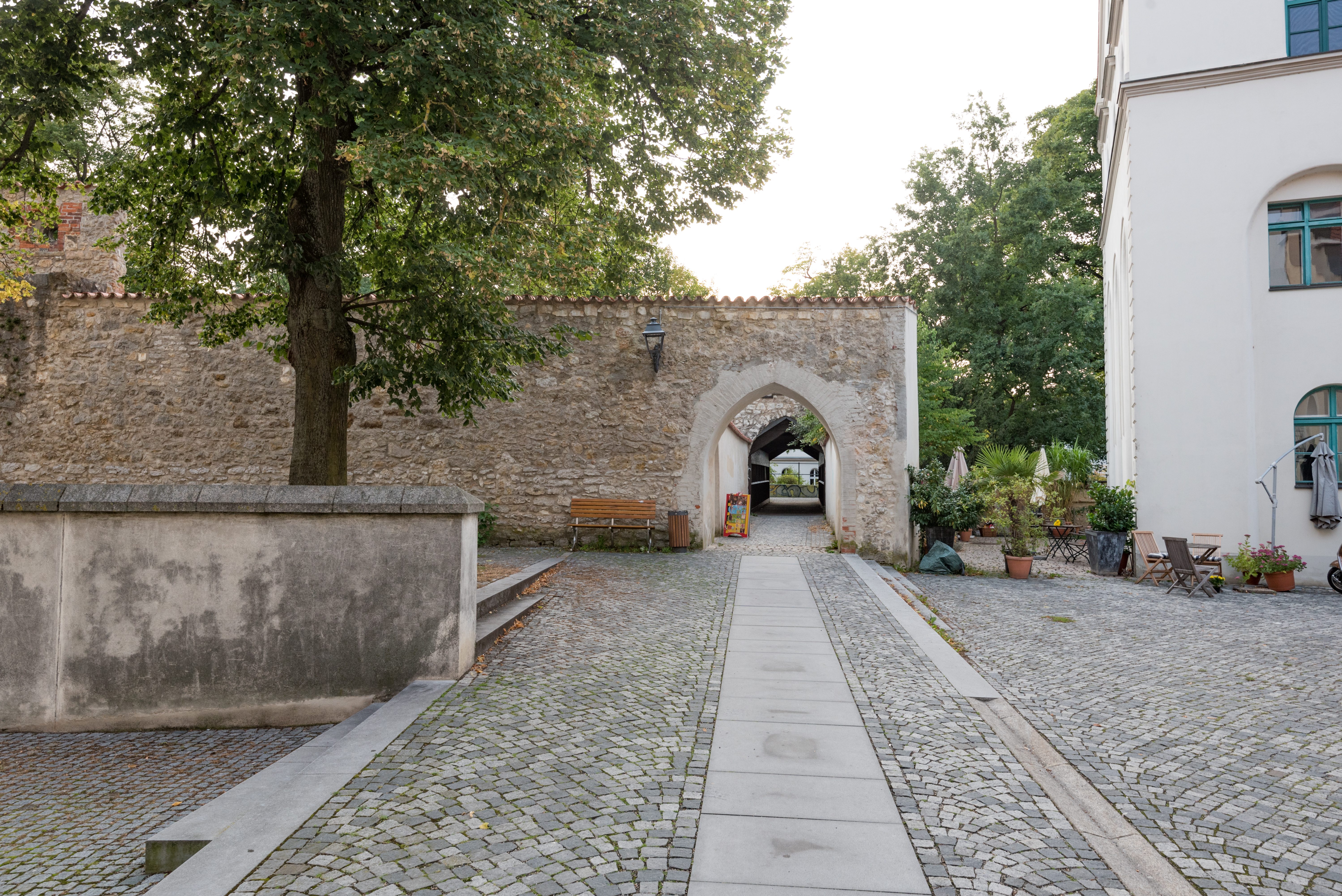
Stadtmauer am Westende
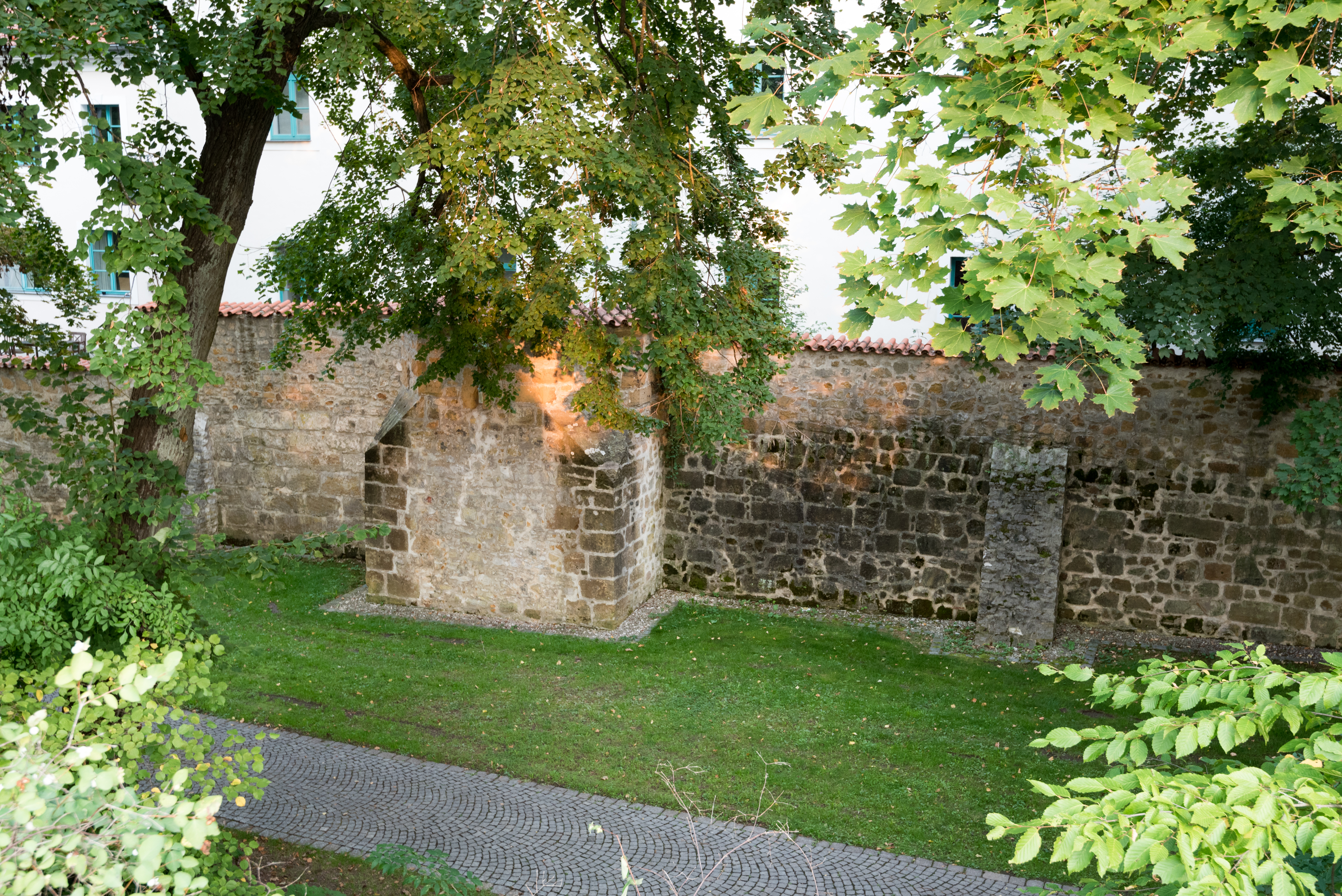
Grabenturmrest bei Malteserplatz 10
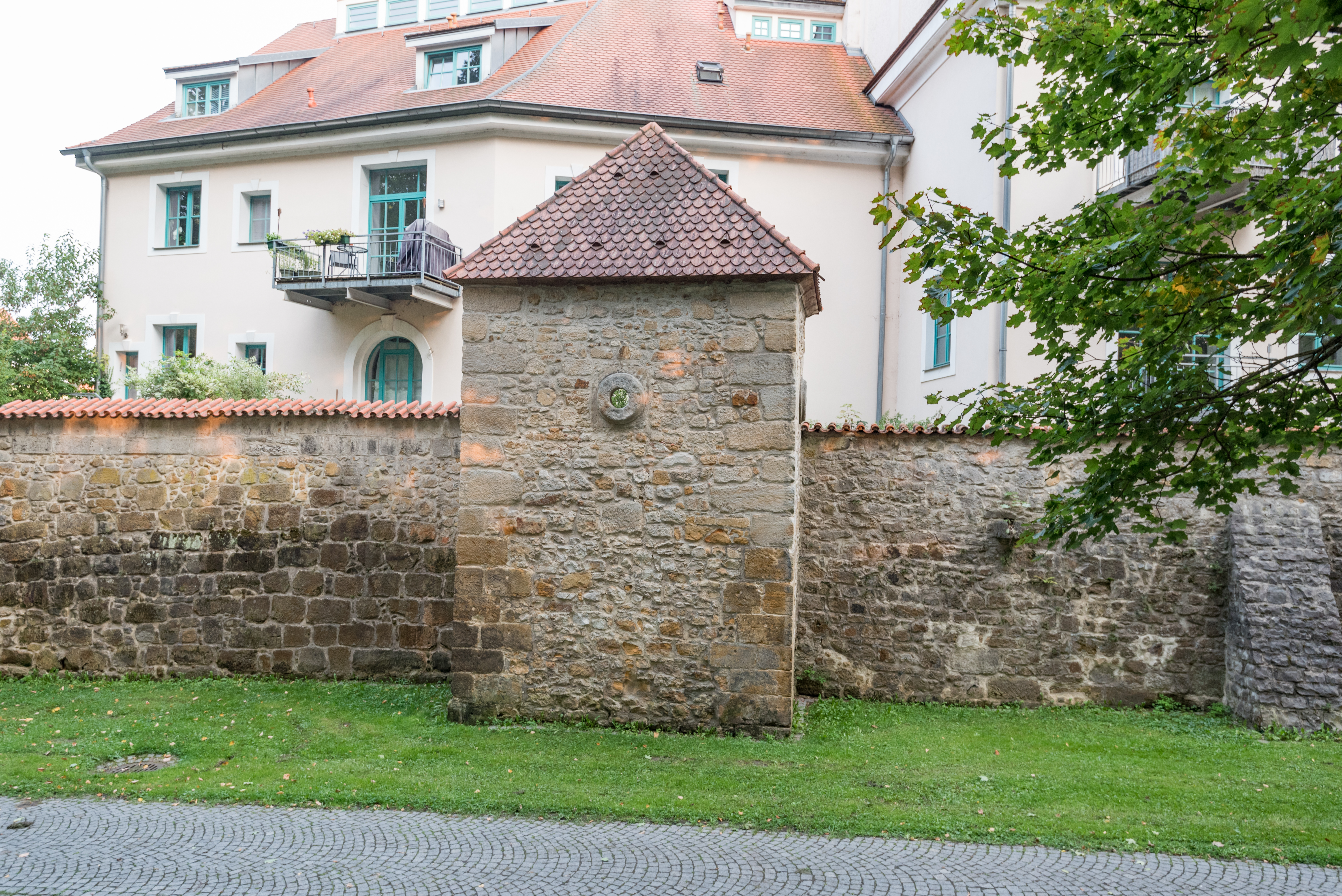
Grabenturmrest bei Malteserplatz 12
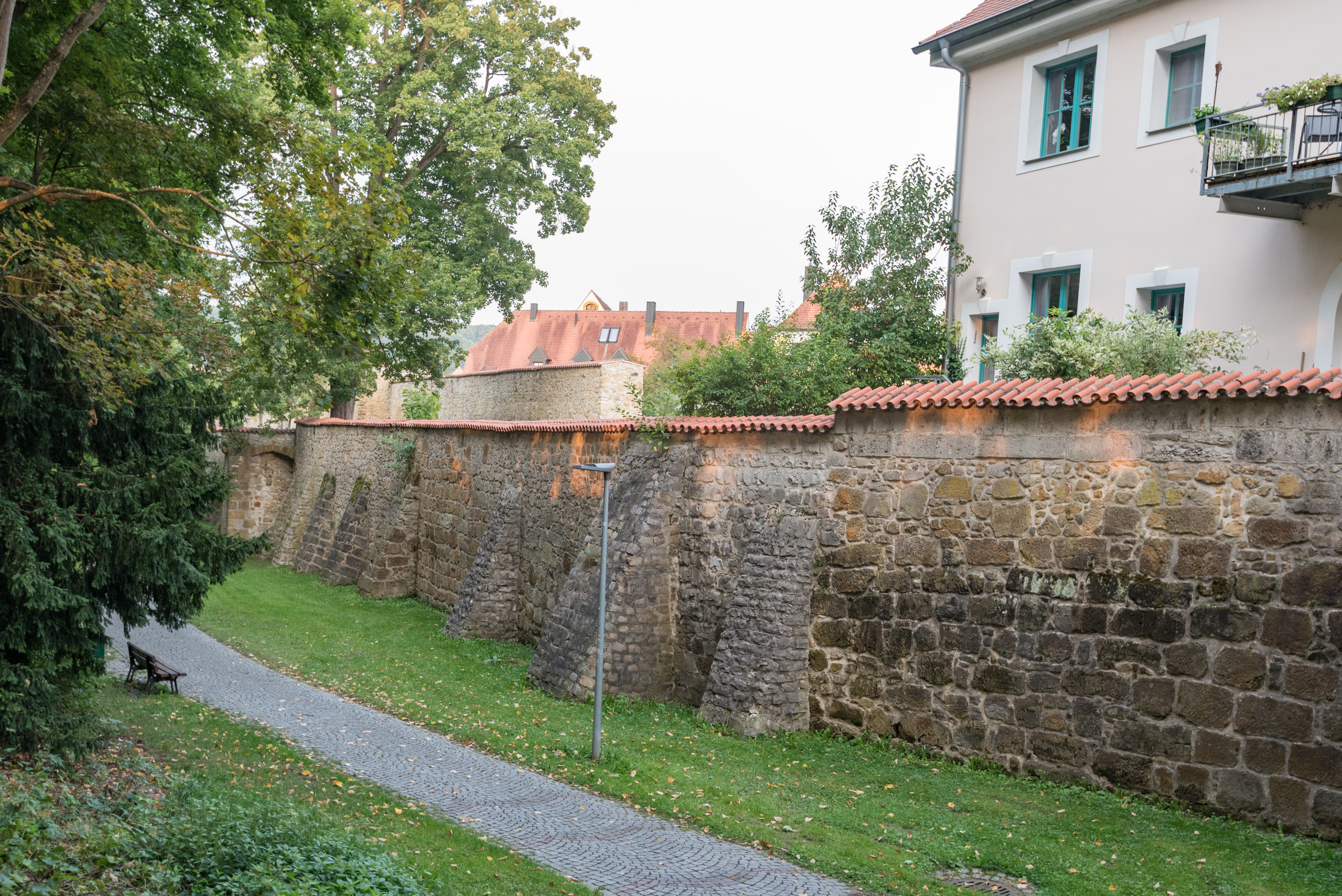
Zwingermauer nördlich Malteserplatz
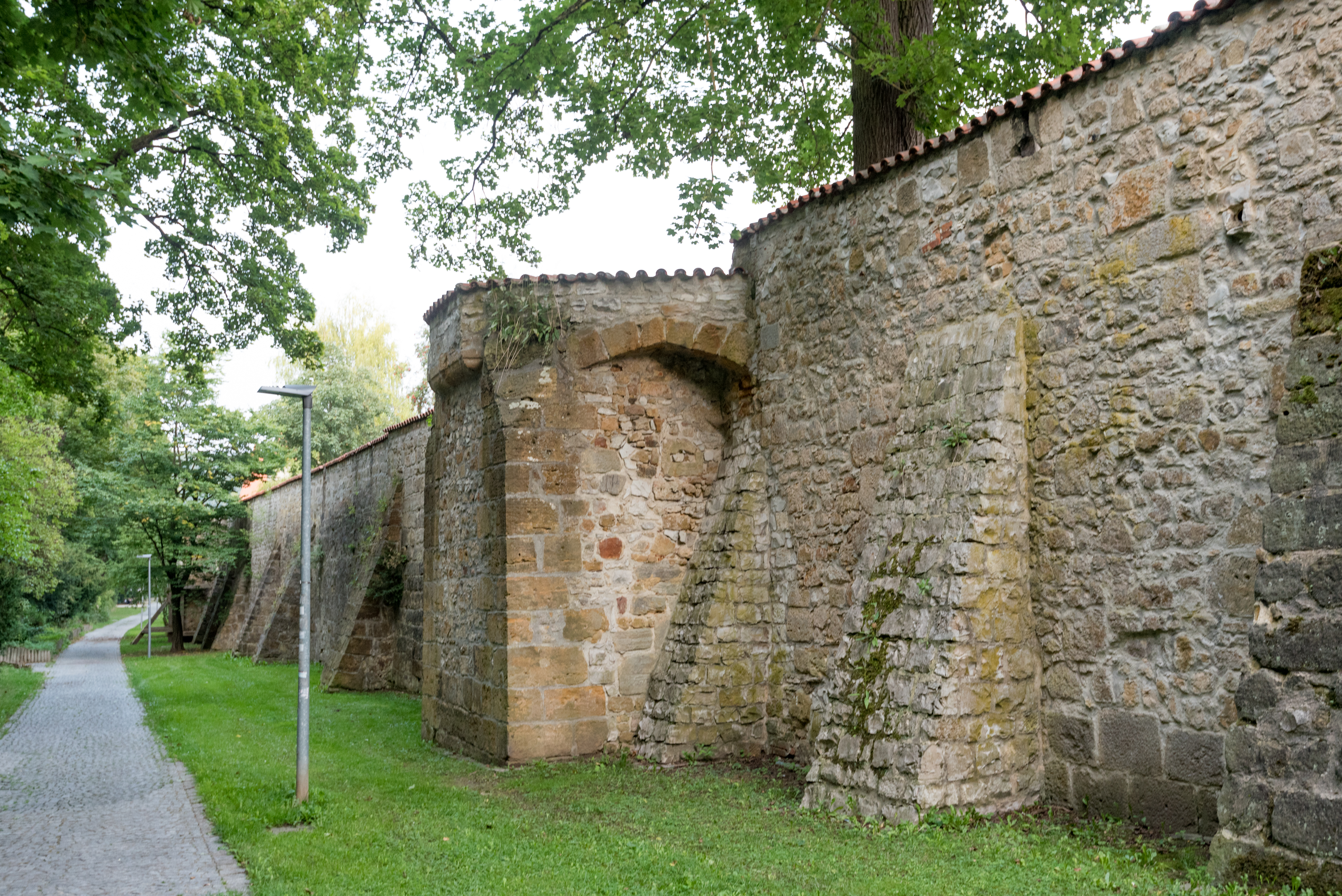
Grabenturmrest bei Jesuitenfahrt
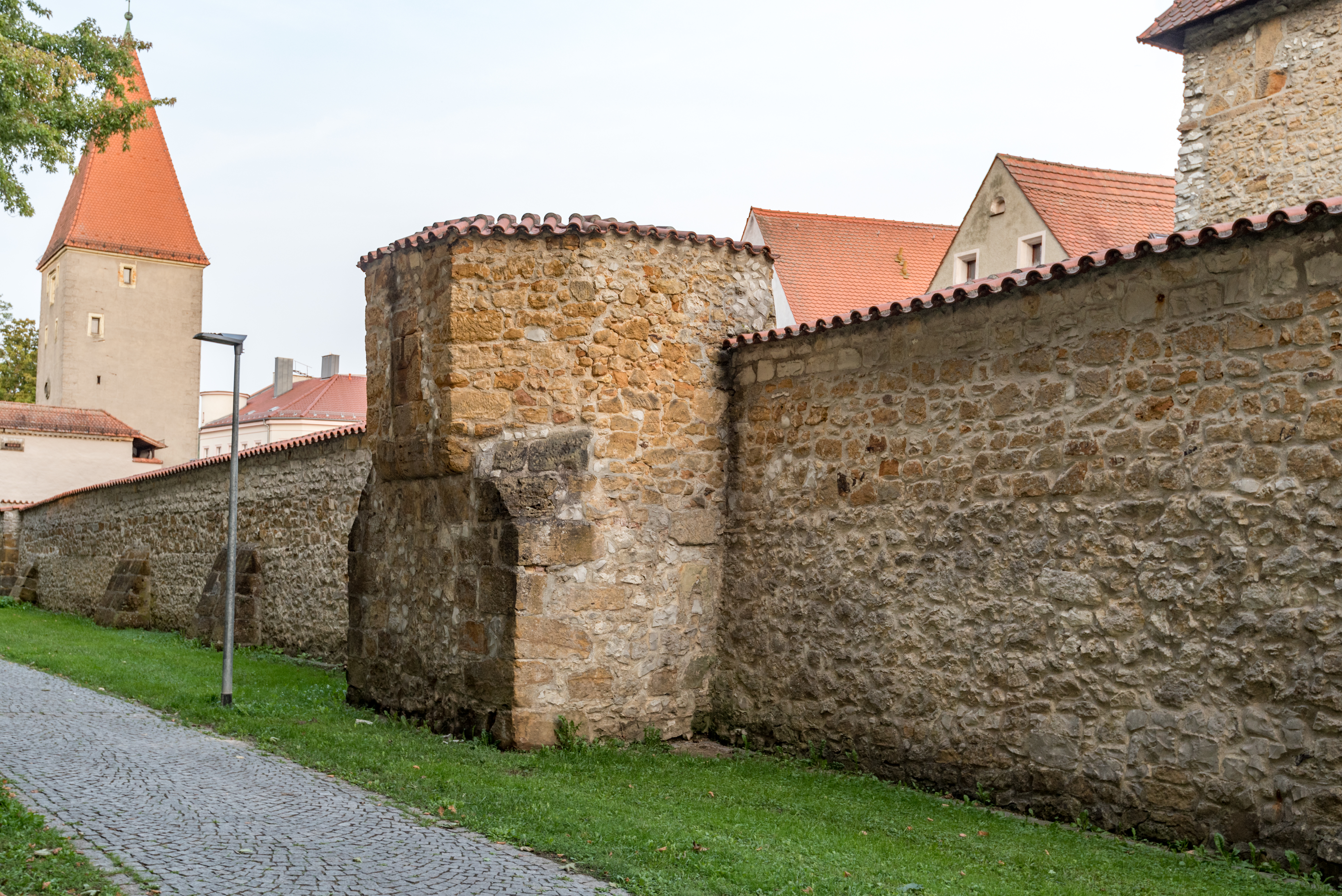
Grabenturmrest bei Jesuitenfahrt
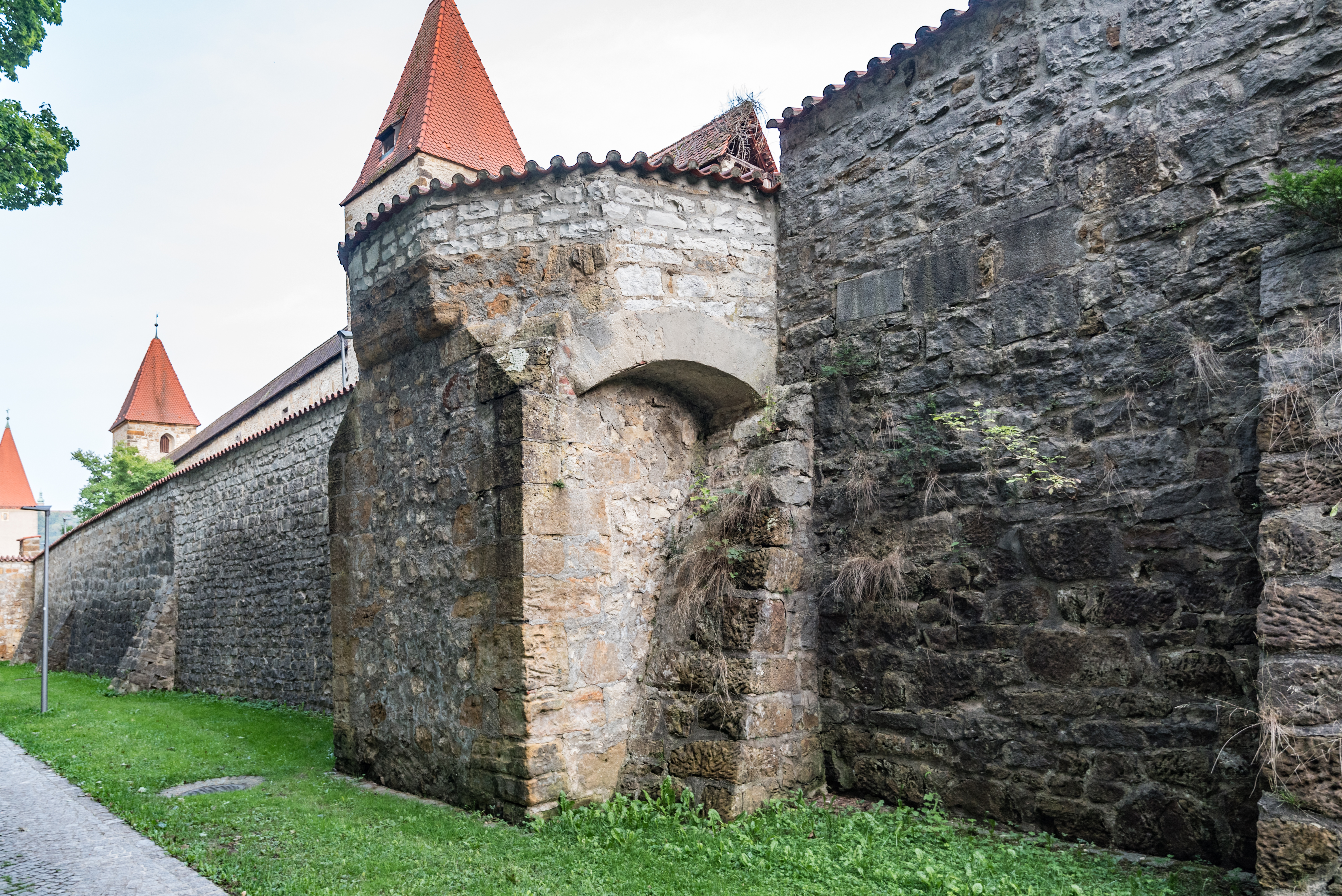
Grabenturmrest bei Jesuitenfahrt
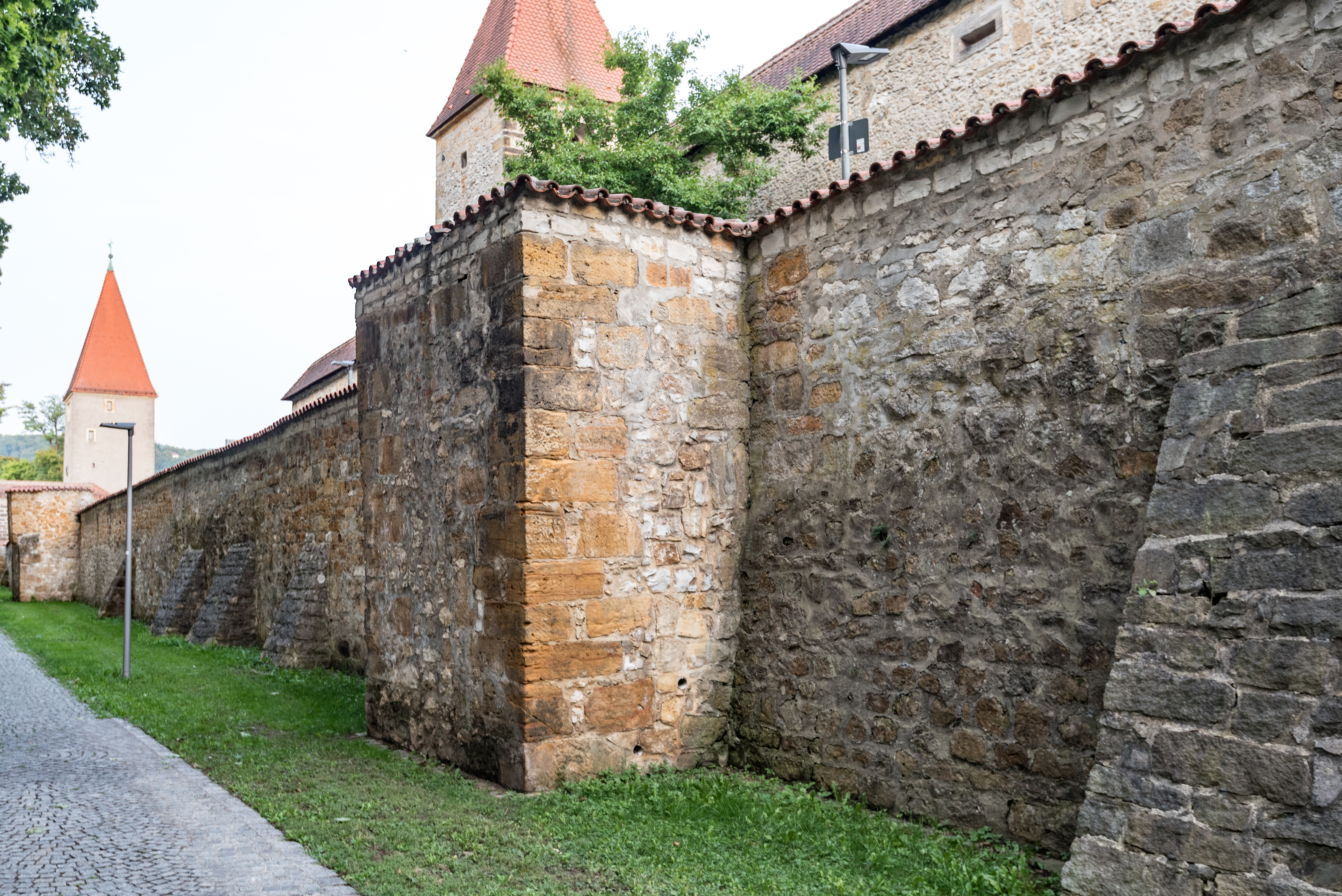
Grabenturmrest bei Jesuitenfahrt
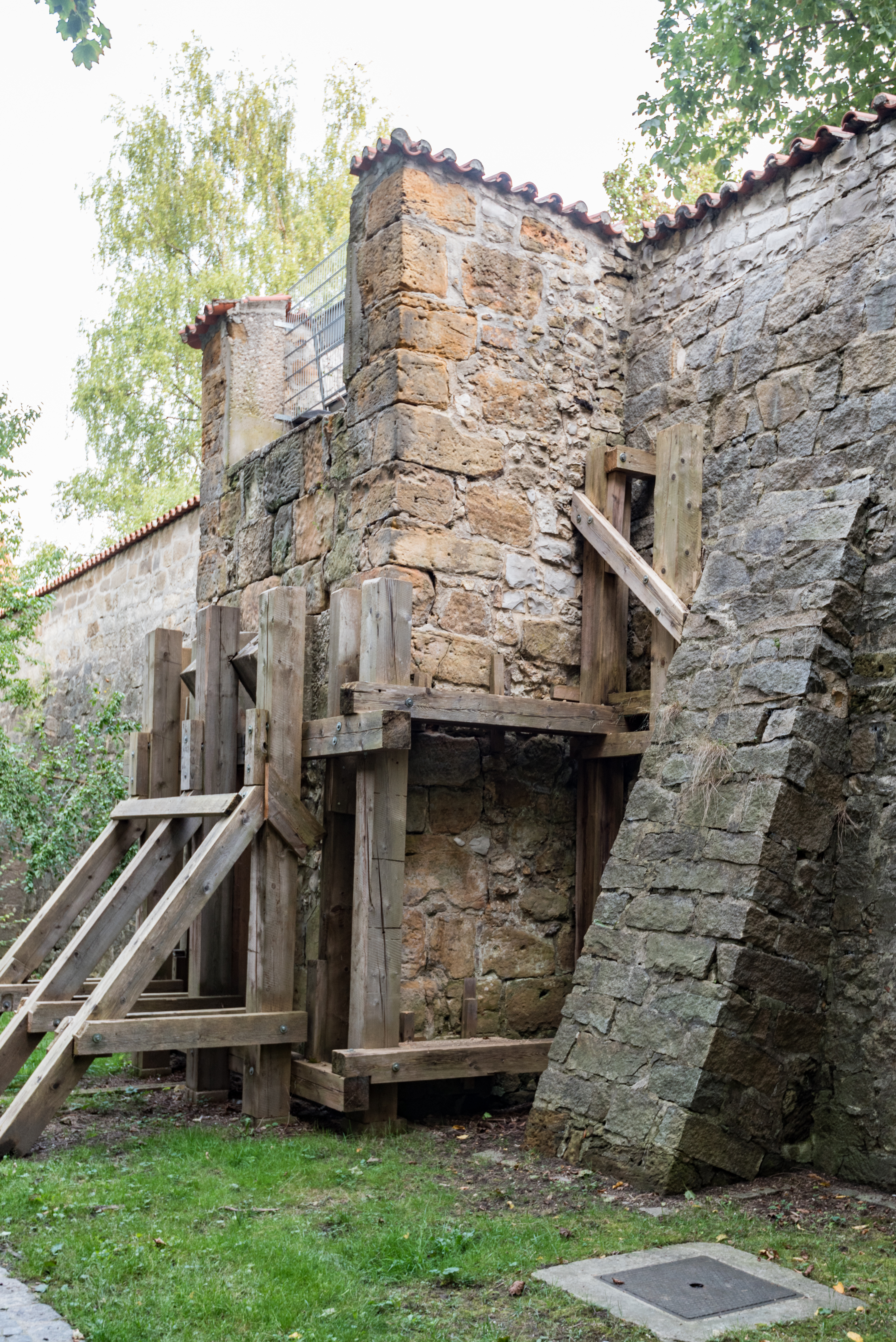
Grabenturmrest bei Jesuitenfahrt
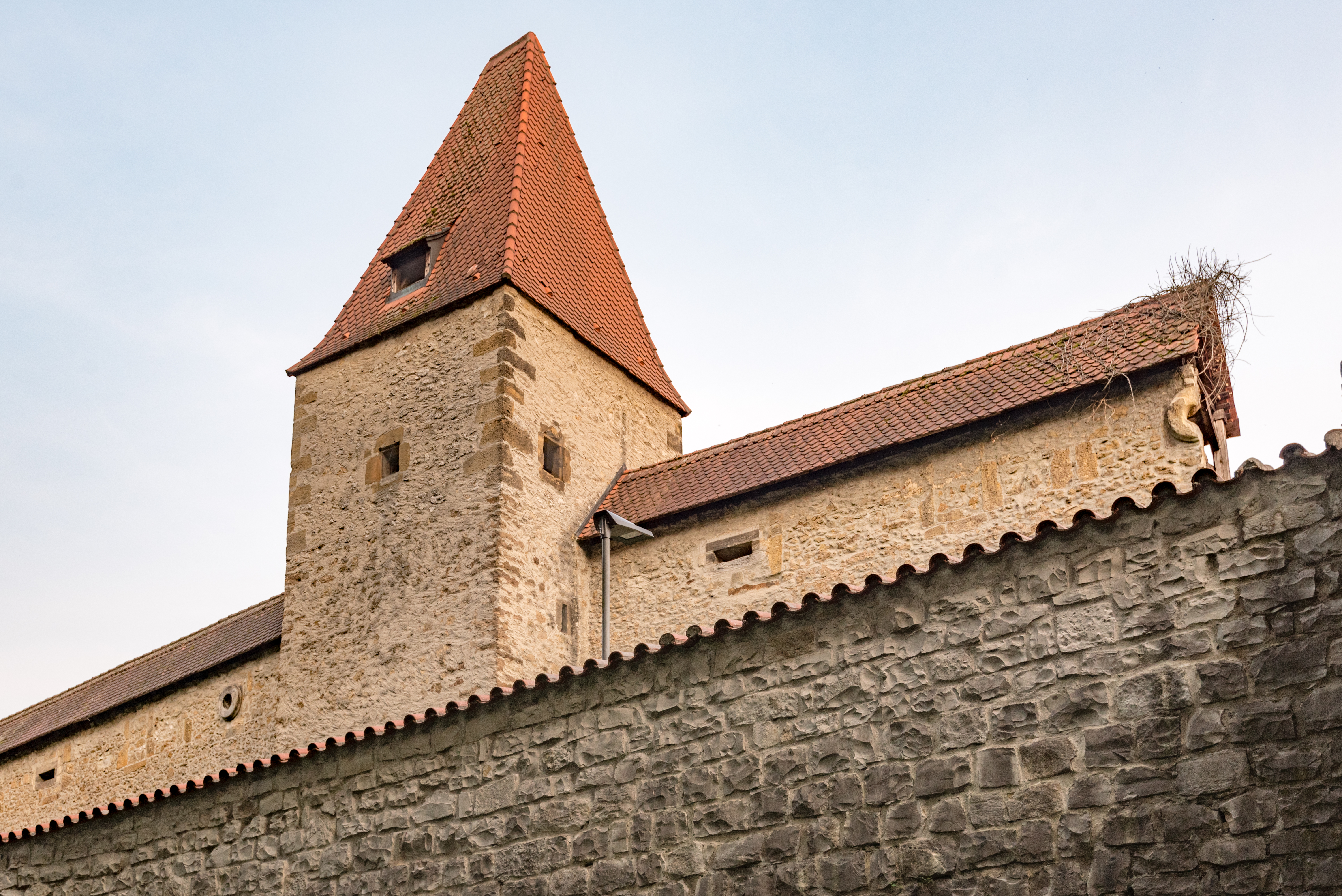
Mauerturm Jesuitenfahrt 20, Feldseite
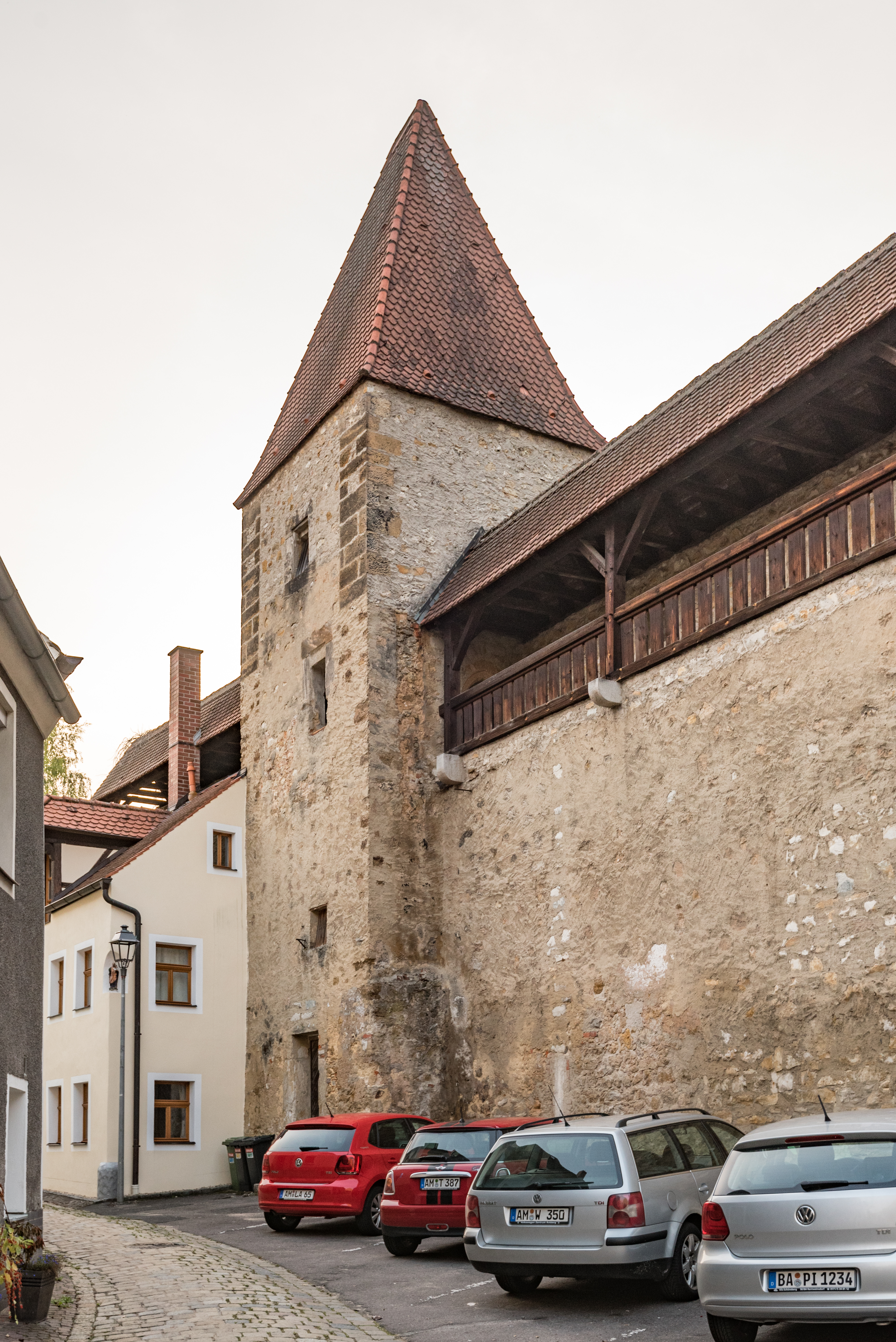
Mauerturm Jesuitenfahrt 20, Stadtseite
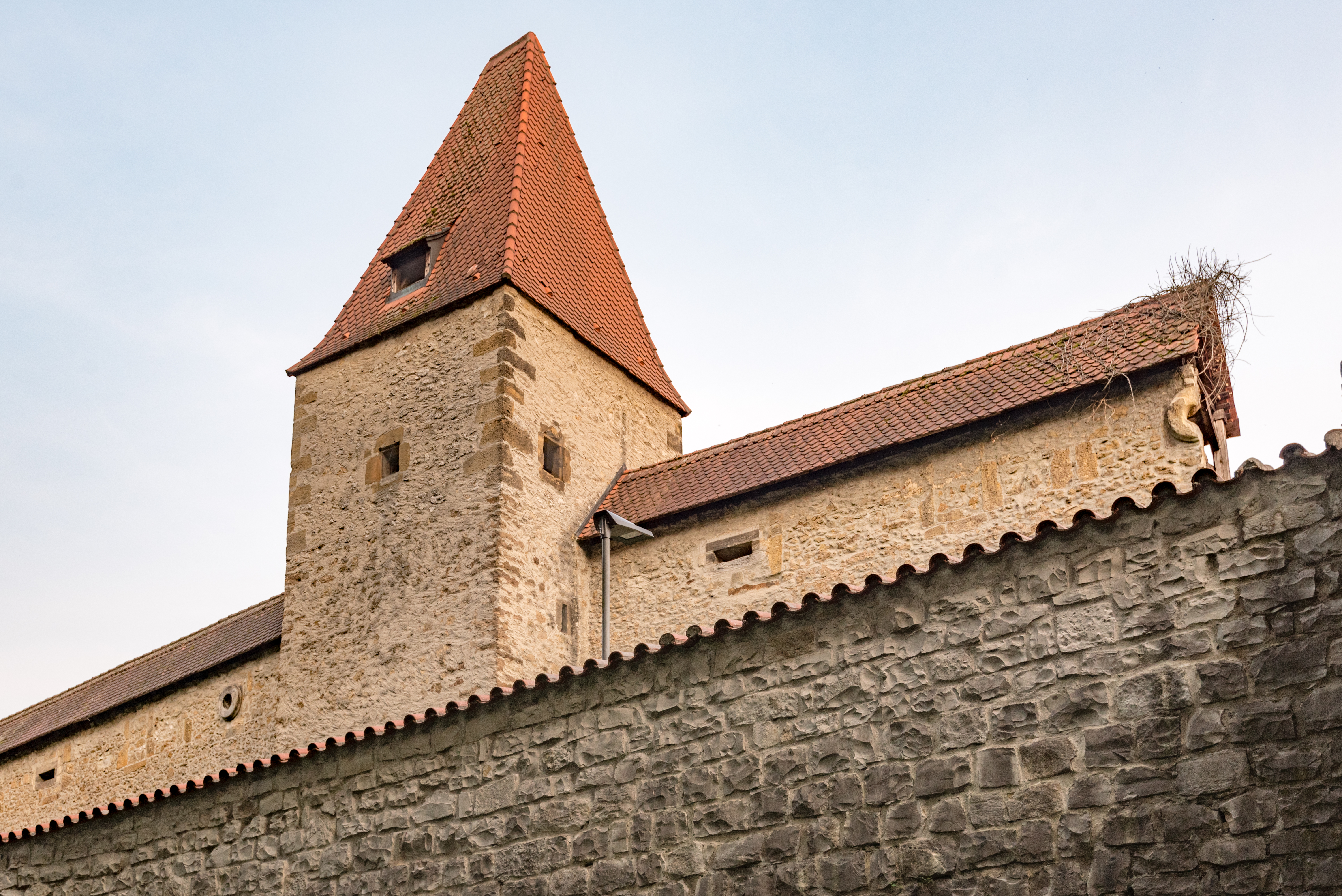
Mauerturm Jesuitenfahrt 20, Feldseite
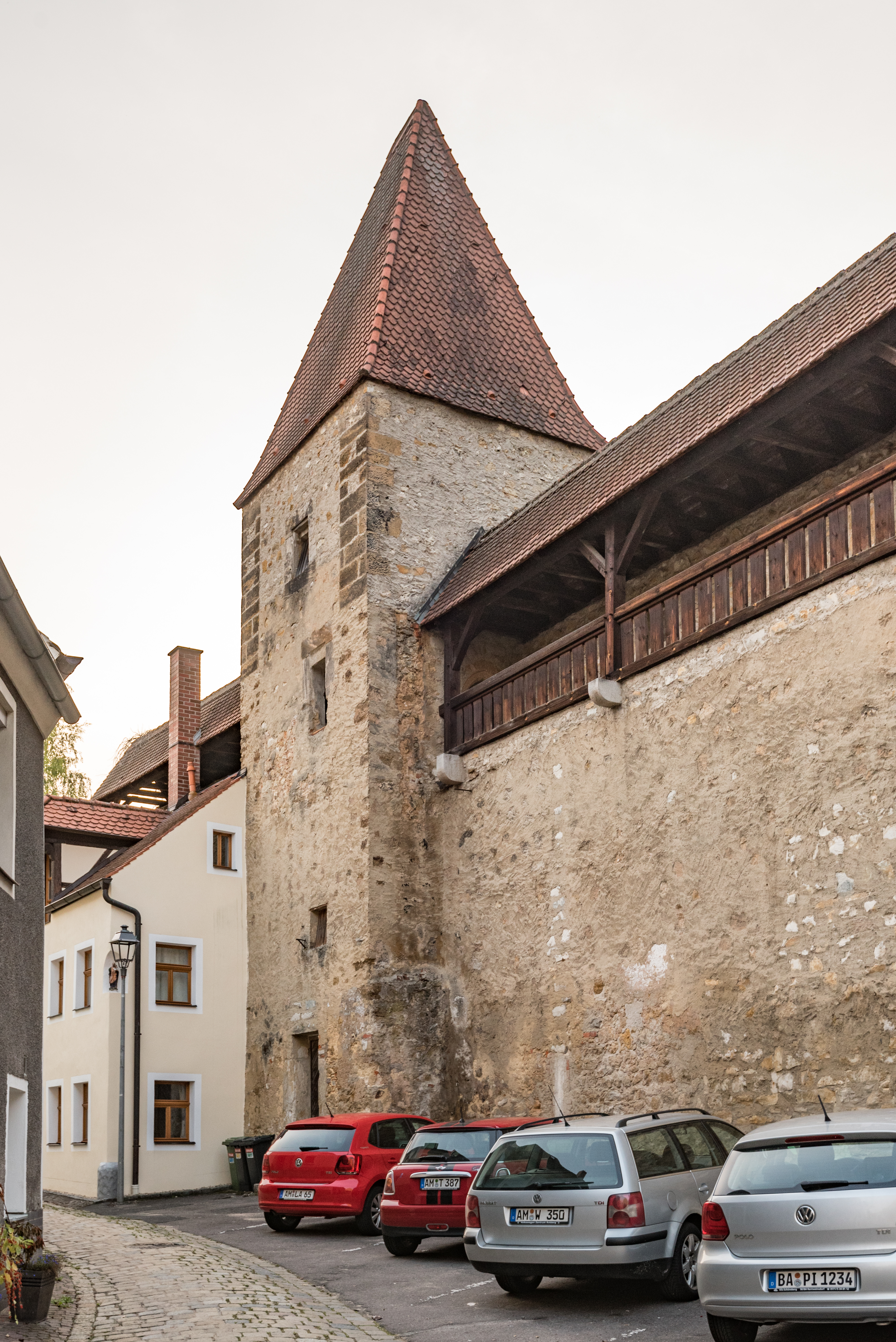
Mauerturm Jesuitenfahrt 20, Stadtseite
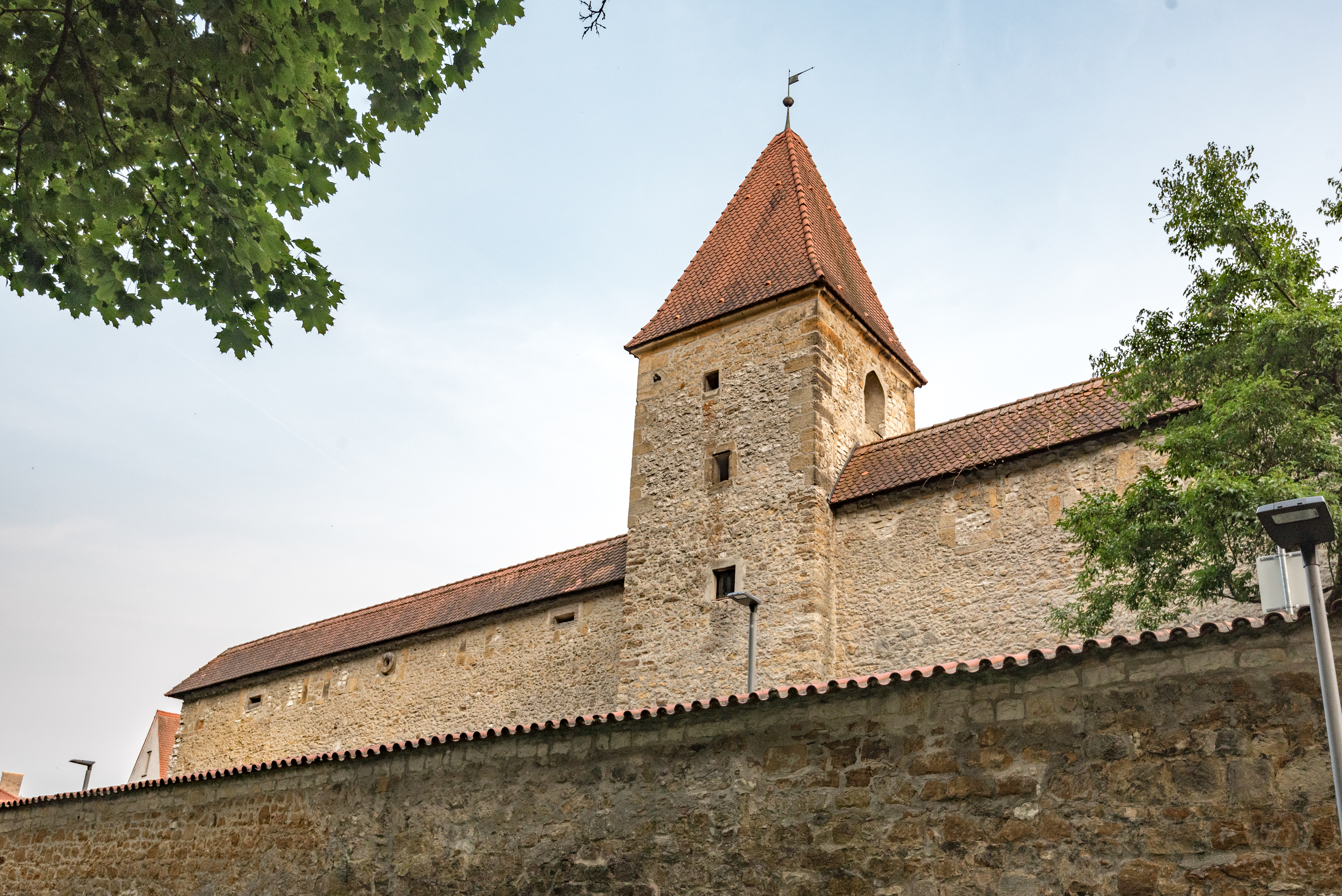
Mauerturm Jesuitenfahrt 12, Feldseite
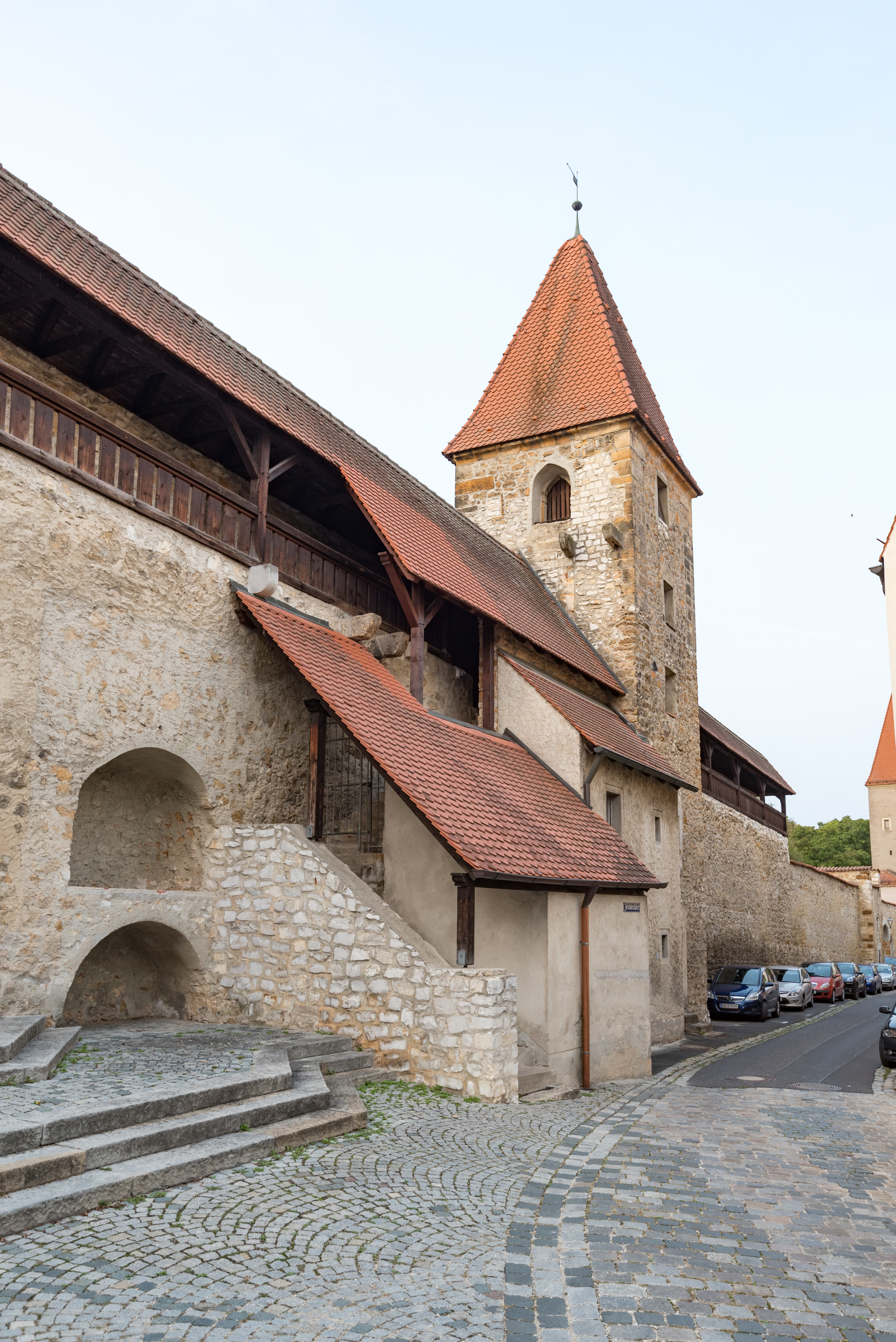
Mauerturm Jesuitenfahrt 12, Stadtseite
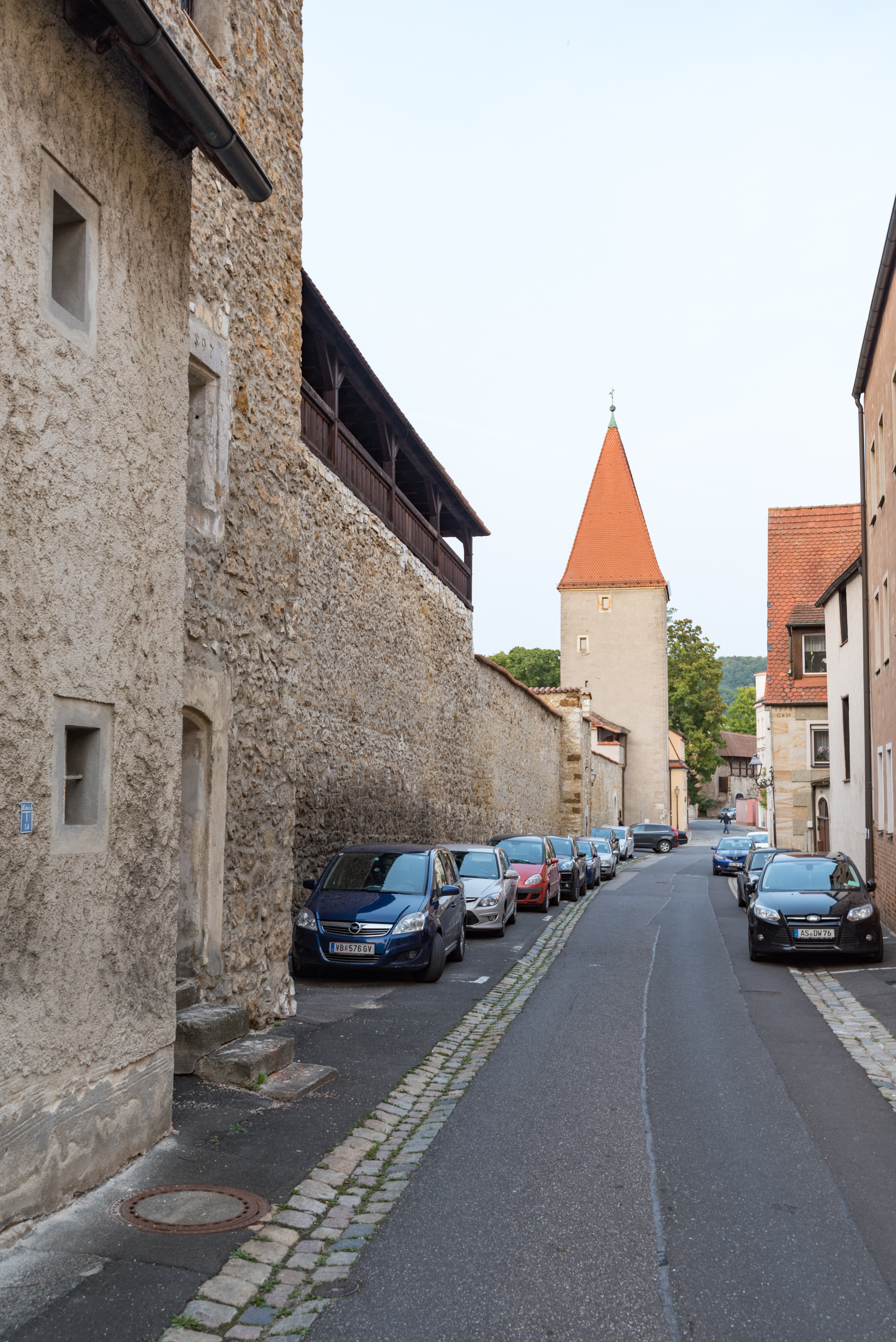
Stadtmauer Jesuitenfahrt 12, 10, 8, Stadtseite
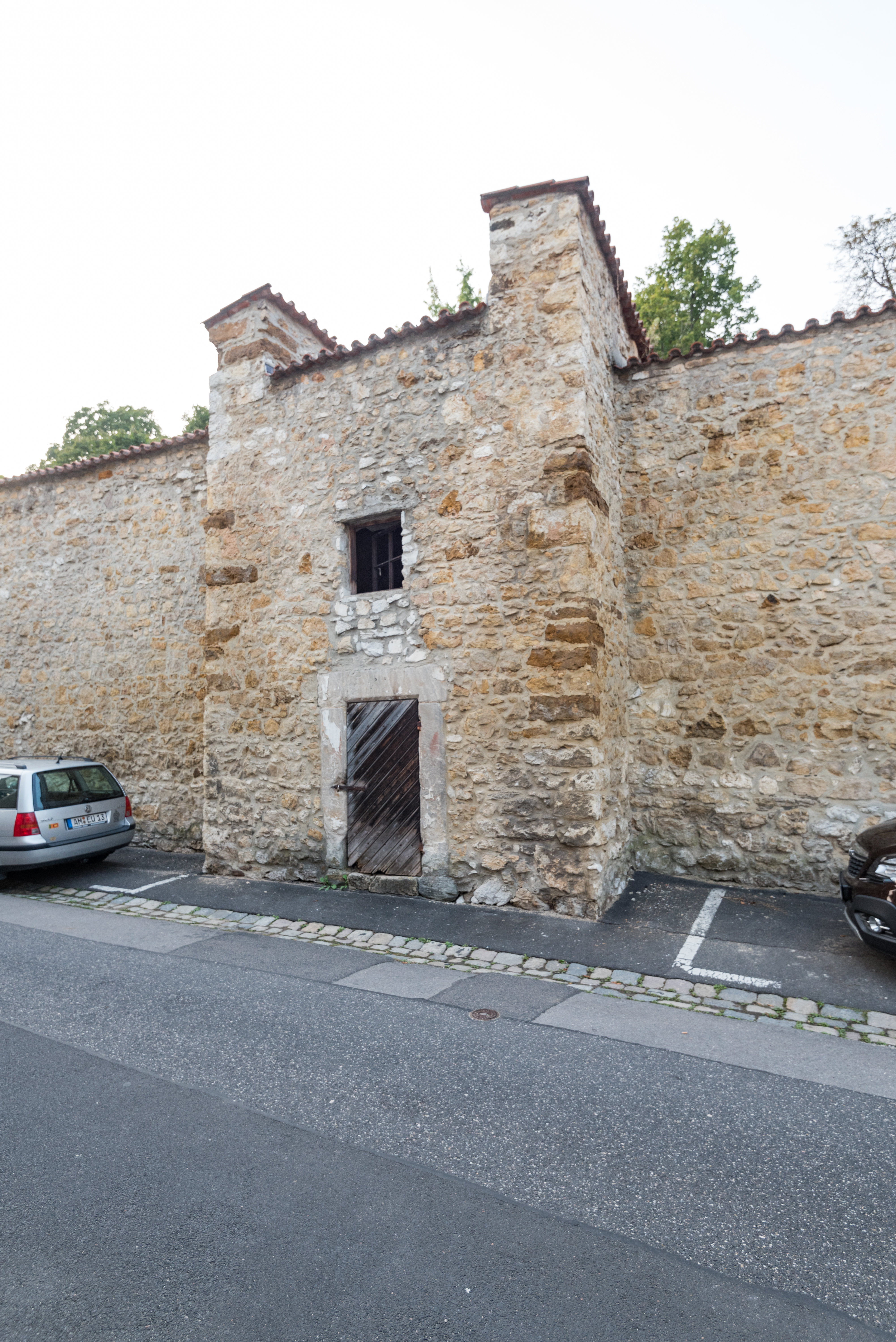
Mauerturm Jesuitenfahrt 10, Stadtseite

- Nähe Fronfestgasse: Wachturm mit Zeltdach (Lage)
- Fronfestgasse 18: Im Wohnhaus Reste eines Wachturms auf quadratischem Grundriss (Lage)
- Nähe Kaiser-Wilhelm-Ring: Unterbau eines Zwingerturms, später Trafostation
- Fronfestgasse 12: Im Wohnhaus Reste eines Wachturms auf quadratischem Grundriss (Lage)
- Batteriegasse 22: Rundturm mit Kegeldach, sogenannter Lehmeierturm, im Kern 14. Jahrhundert (Lage)

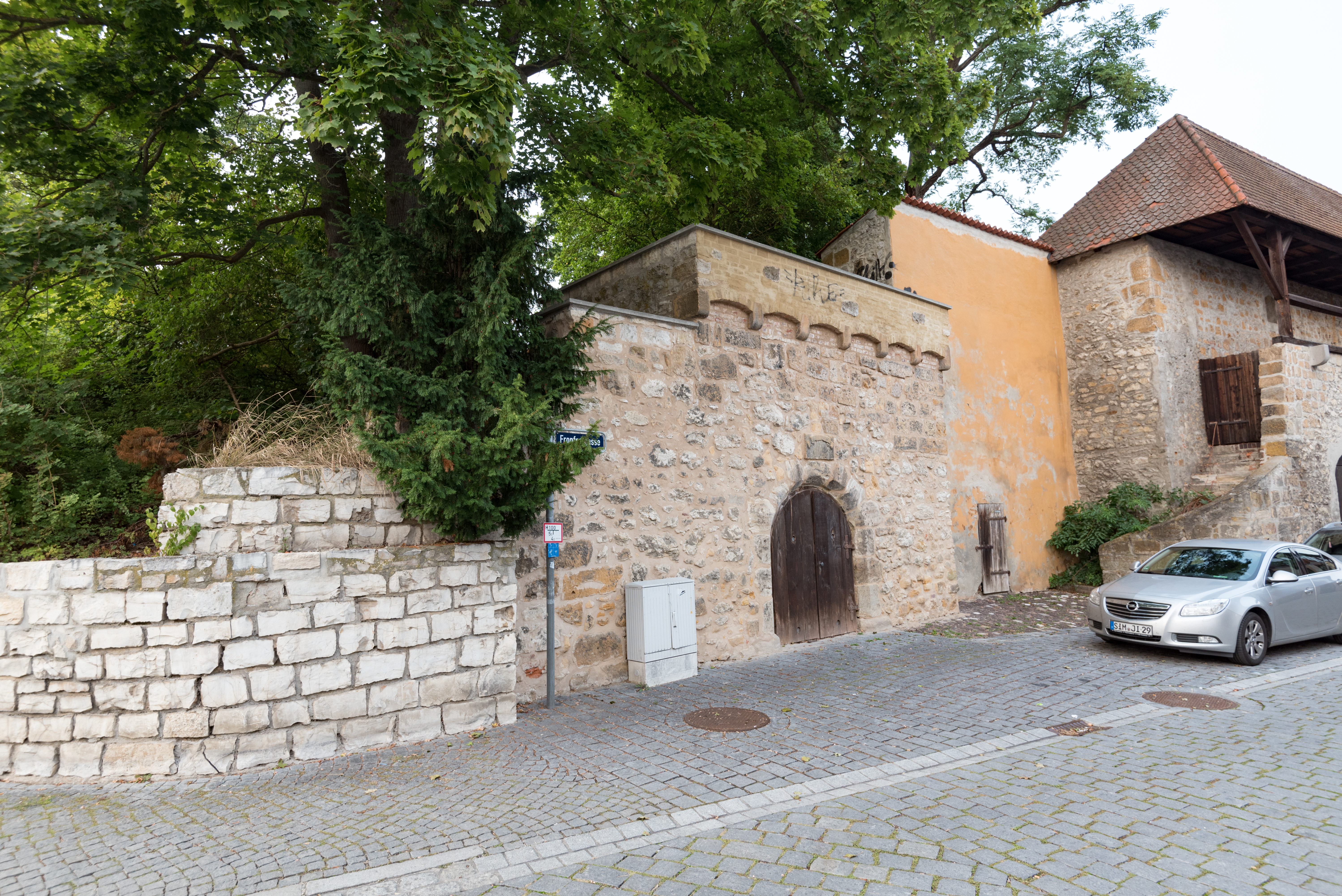
Stadtmauer westlich Fronvestgasse 32, Stadtseite
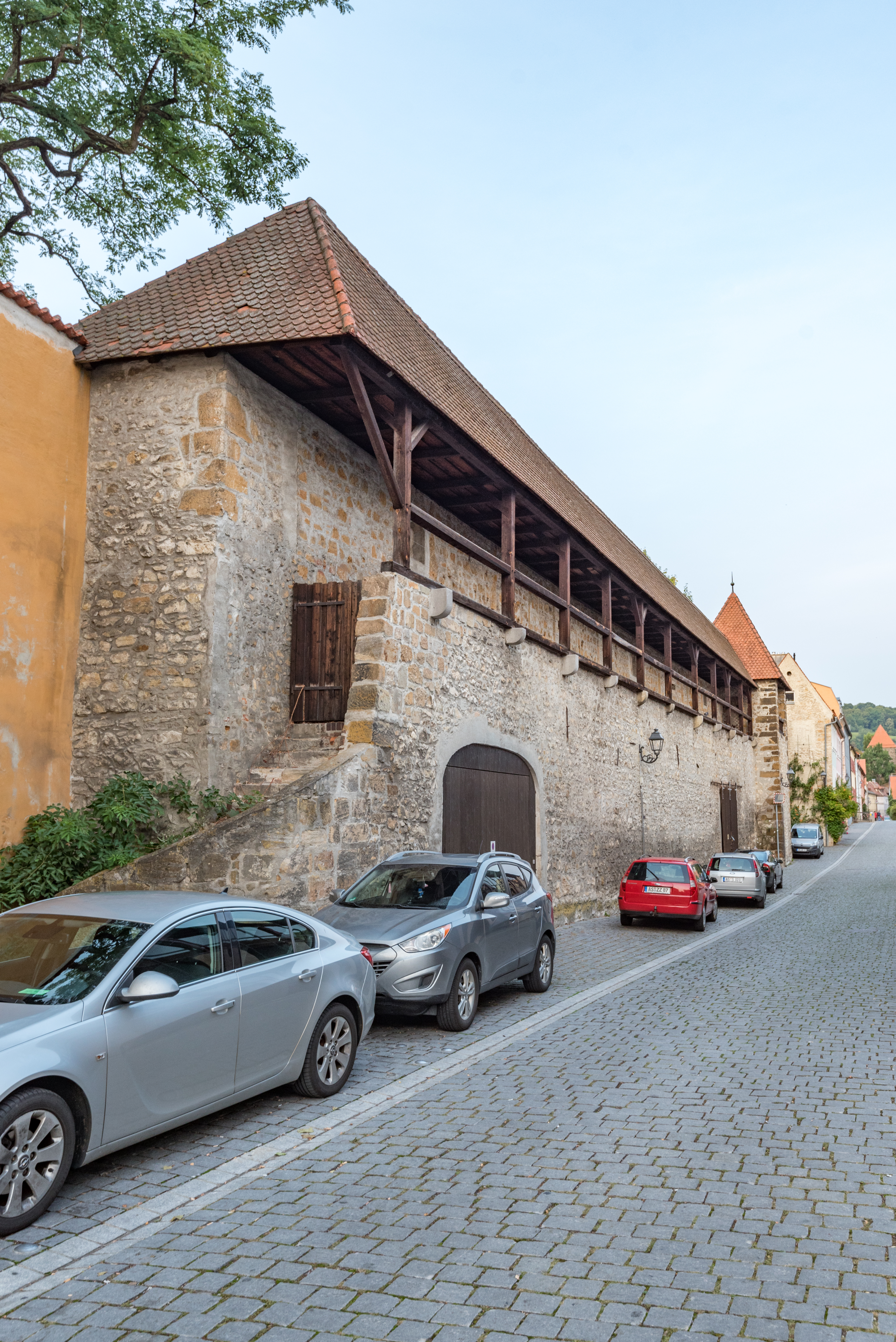
Stadtmauer westlich Fronvestgasse 32, Stadtseite
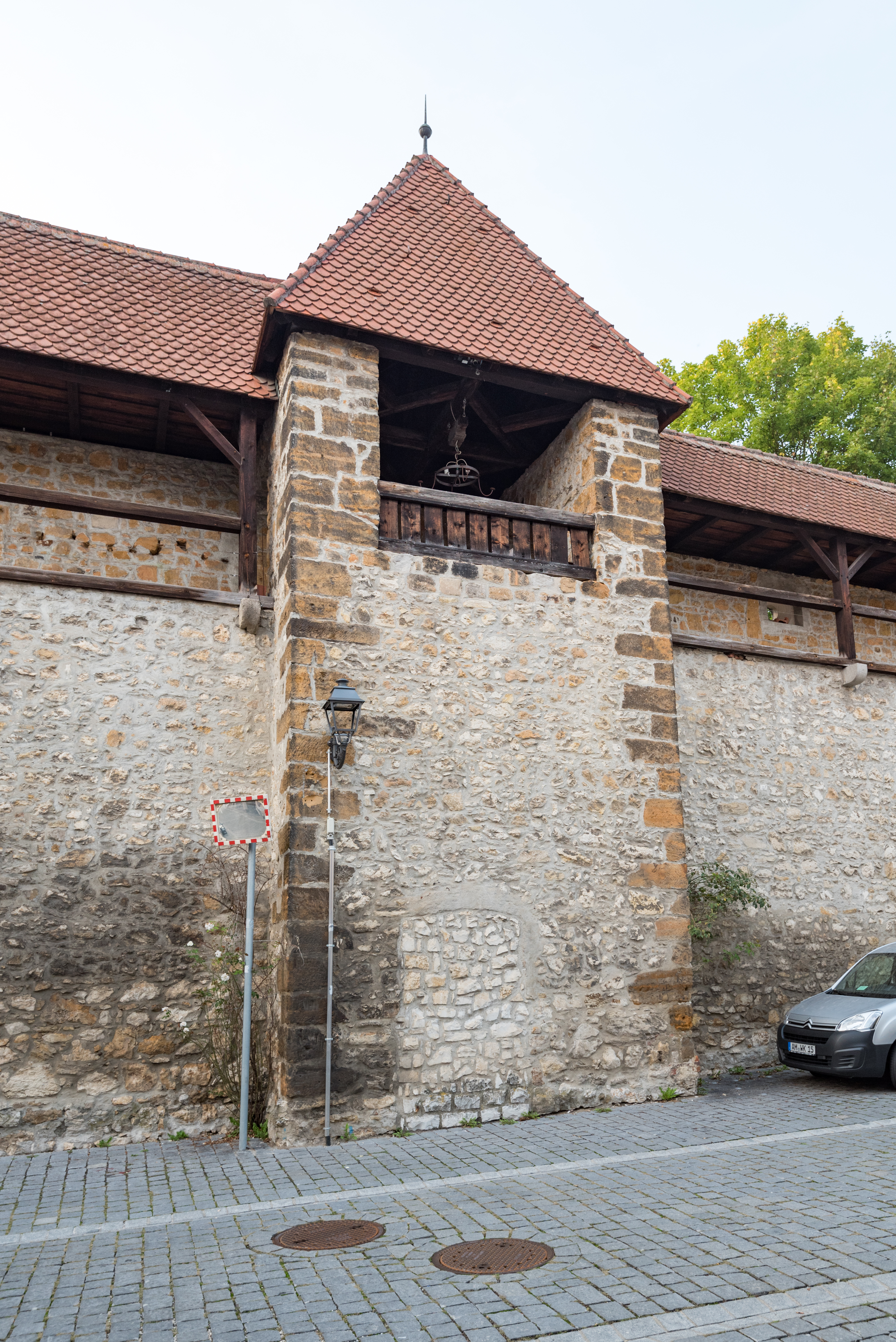
Mauerturm Fronvestgasse 32, Stadtseite
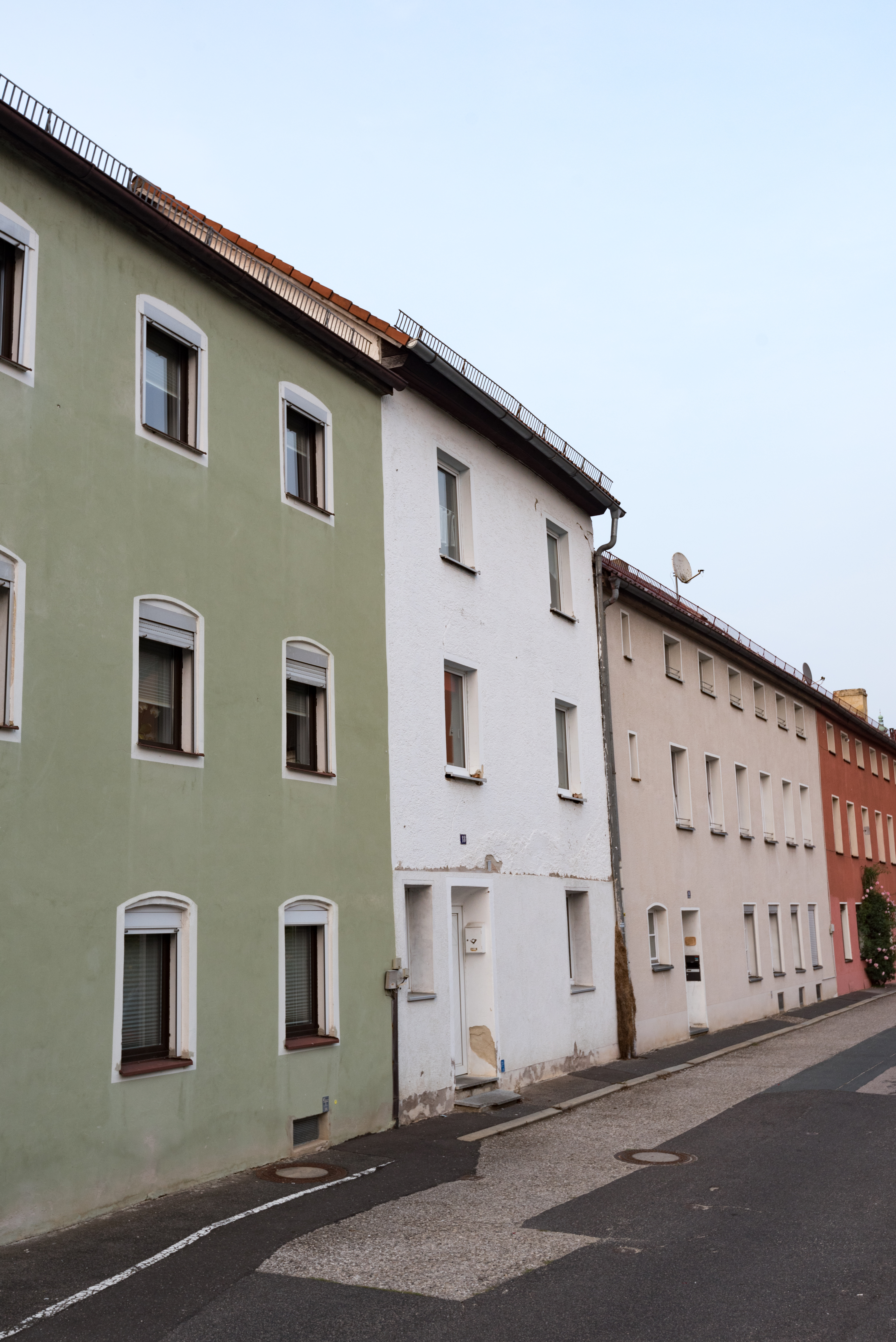
Mauerturm Fronvestgasse 18, Stadtseite
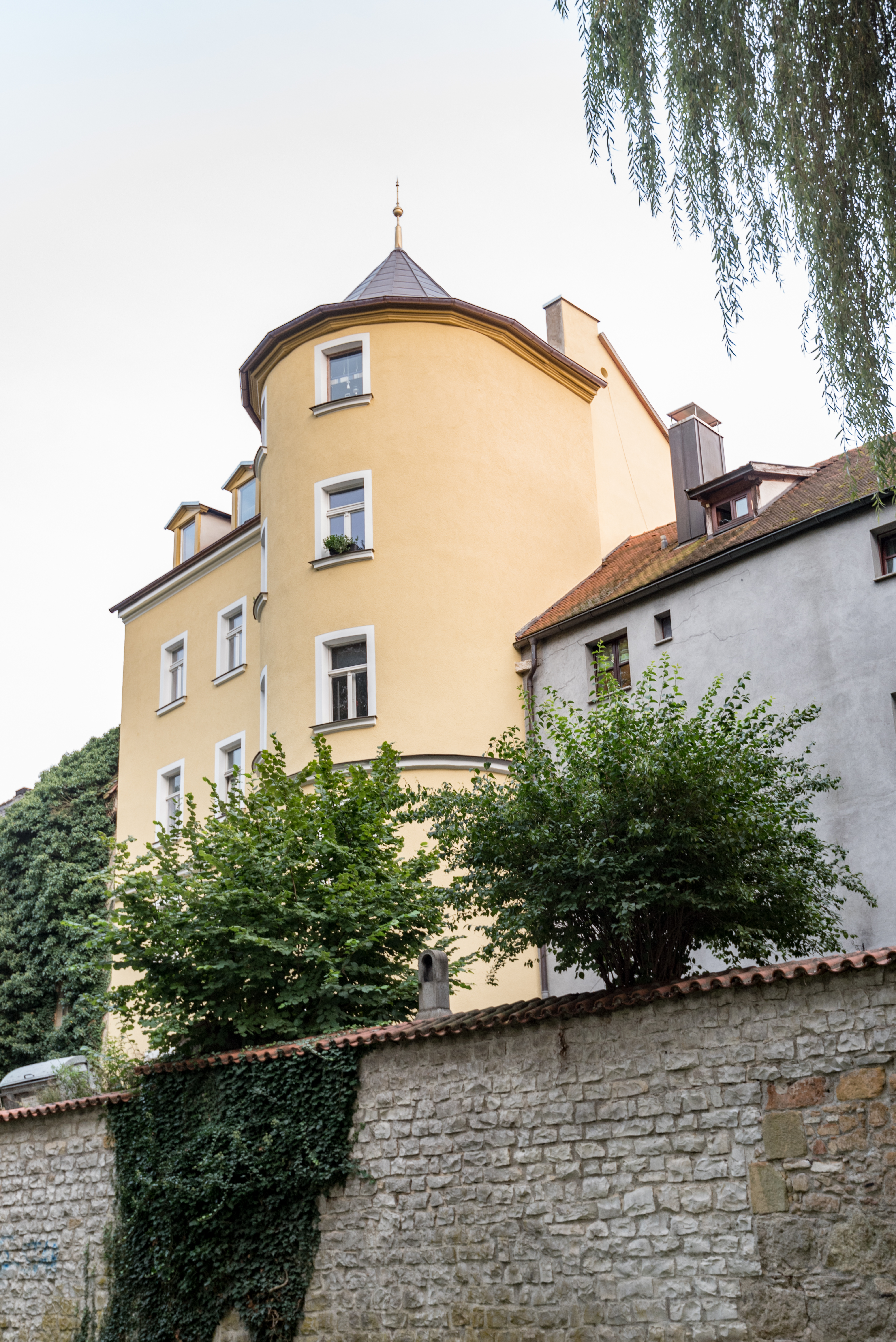
Mauerturm Ziegelgasse 40, Feldseite
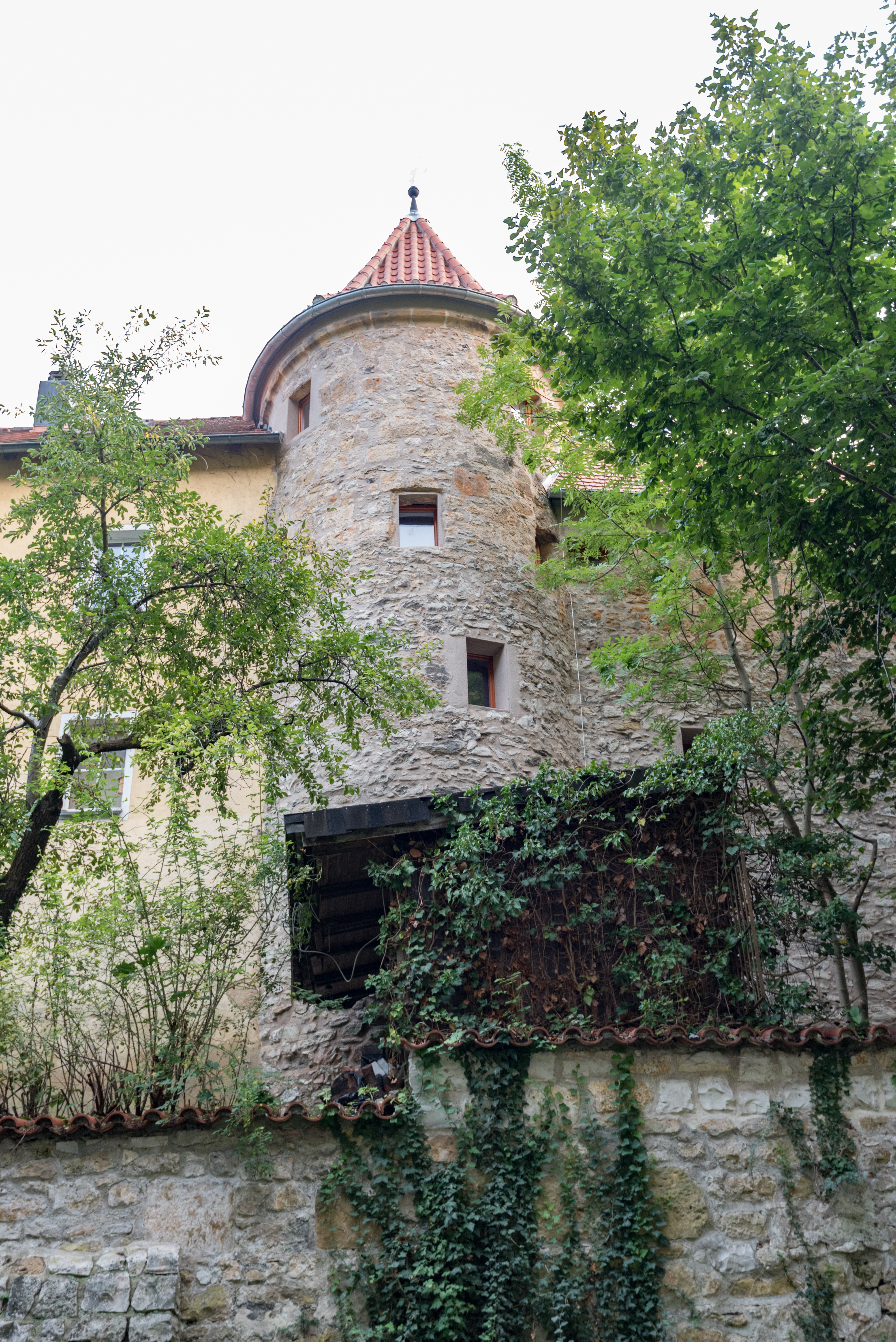
Mauerturm Batteriegasse 22, Feldseite
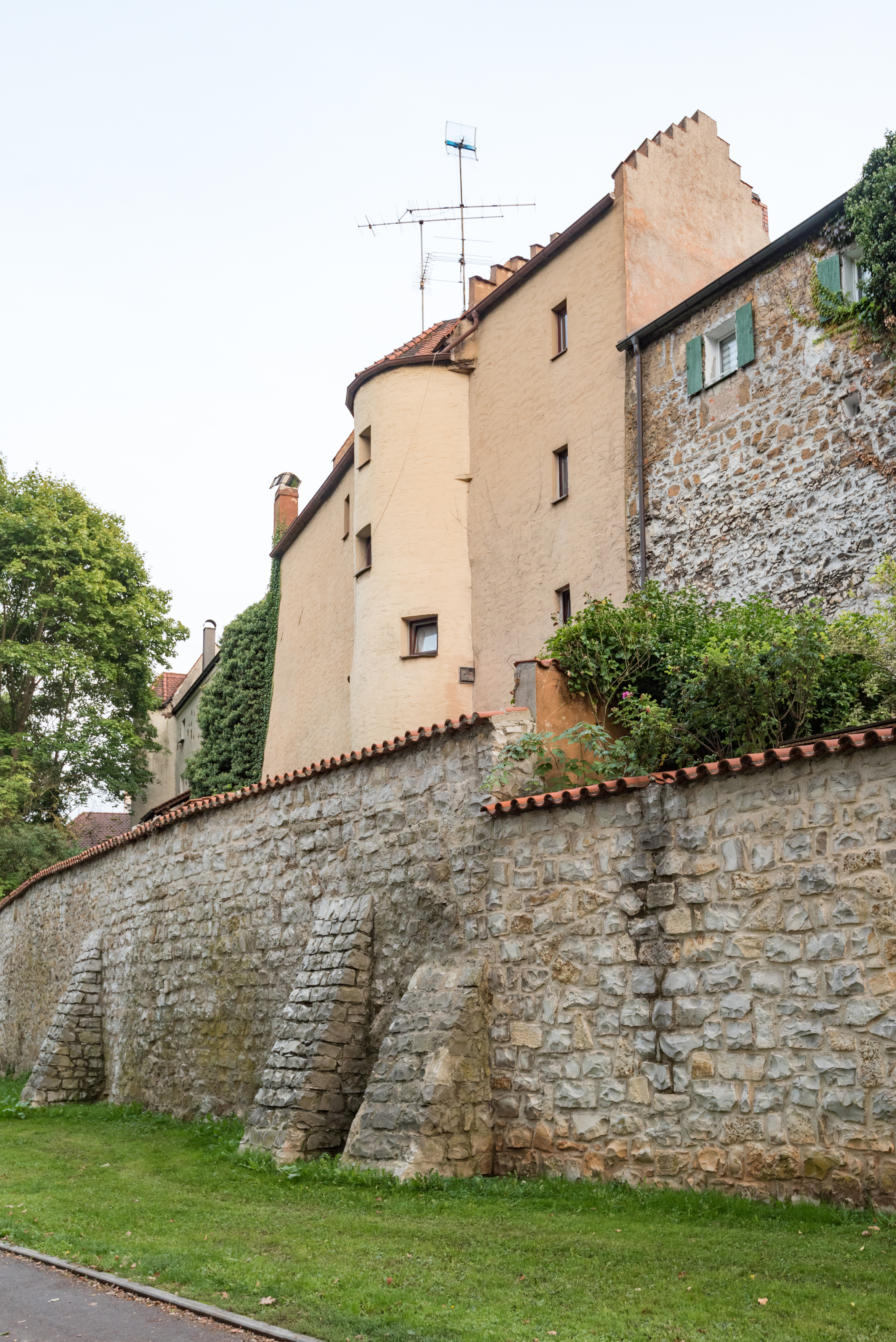
Mauerturm Batteriegasse 12, Feldseite

Stadttore:
- Vilstor, siehe Jesuitenfahrt 6 und 8
- Ziegeltor, siehe Ziegelgasse 46
- Nabburger Tor, siehe Hinter der Mauer 25
- Wingershofer Tor, siehe Kaiser-Wilhelm-Ring 2

Aktennummer: D-3-61-000-541.

### Einzelne Baudenkmäler der ehemaligen Stadtbefestigung
| Lage                                                               | Objekt                                         | Beschreibung | Akten-Nr.               | Bild                                           |
| ------------------------------------------------------------------ | ---------------------------------------------- | --- | ----------------------- | ---------------------------------------------- |
| Batteriegasse 10 (Standort)                                        | Teilstück der Stadtbefestigung                 | 14. Jahrhundert | D-3-61-000-541          | BW                                             |
| Batteriegasse 12, 22 (Standort)                                    | Zugehöriges Teilstück der Stadtbefestigung     | Mit Stadtmauer, Zwingermauer und Schalentürmen bei Nr. 22 Wachturm, sogenannter Lehmeierturm, Rundbau mit Kegeldach; im Kern 14. Jahrhundert, Zwingermauer teilweise erneuert | D-3-61-000-541          | BW                                             |
| Baustadelgasse 1 (Standort)                                        | Zugehöriges Teilstück der Stadtbefestigung     | Mit Stadtmauer, Zwingermauer und Schalenturm, im Kern 14. Jahrhundert | D-3-61-000-541          | BW                                             |
| Hinter der Mauer 25; Nabburger Torplatz (Standort)                 | Nabburger Tor                                  | Südöstliches Stadttor, spitzbogiges Tor mit Fußwalm, zweigeschossigem Wehrgang und zwei Flankentürmen mit Pyramidendächern, Fußgängerpforten und Eckquadern, 14. Jahrhundert, Aufstockung 1587 Grabenbrücke, einbogiger Sandsteinquaderbau mit gusseisernen Maßwerkbrüstungen, neugotisch, 19. Jahrhundert | D-3-61-000-134          | weitere Bilder                                 |
| Jesuitenfahrt 6, 8 (Standort)                                      | Vilstor                                        | Nordwestliches Stadttor, viergeschossiger Torturm mit Zeltdach und Vorwerk mit Wehrgang und rustizierter Feldseite, im Kern 14. Jahrhundert, Veränderungen im 17. Jahrhundert | D-3-61-000-140          | weitere Bilder                                 |
| Militärspitalgasse 3, 5, 7, 9, 11 (Standort)                       | Zugehöriges Teilstück der Stadtbefestigung     | Mauerabschnitte in späteren Wohnhausüberbauungen, mit zwei Schalentürmen mit Zeltdach, bei Haus Nummer 5 mit Inschrifttafel von 1590 Zwingermauer mit halbrundem Schalenturm; im Kern 14. Jahrhundert, Veränderungen im 16. und 18. Jahrhundert | D-3-61-000-541 Wikidata | BW                                             |
| Kaiser-Wilhelm-Ring (Standort)                                     | Abschnitte der Stadtbefestigung mit Stadtmauer | Südwestliche und nordwestliche Abschnitte der Stadtbefestigung mit Stadtmauer, Zwinger, Graben, 14.–18. Jahrhundert | D-3-61-000-541 Wikidata | Abschnitte der Stadtbefestigung mit Stadtmauer |
| Kaiser-Wilhelm-Ring 2 (Standort)                                   | Sogenanntes Wingershofer Tor                   | Südwestliches Stadttor, zweigeschossiger Walmdachbau mit viergeschossigem Mittelturm, Innenhof und Wehrgang, Feldseite rustiziert, Bauinschrift bezeichnet „1579/80“ | D-3-61-000-152 Wikidata | weitere Bilder                                 |
| Kaiser-Wilhelm-Ring 4a (Standort)                                  | Teilstück der Stadtbefestigung                 | Bruchstein, im Kern 14. Jahrhundert | D-3-61-000-541 Wikidata | BW                                             |
| Nähe Bastei (Standort)                                             | Zugehöriges Teilstück der Stadtbefestigung     | Stadtmauer mit Schalentürmen; bei Nr. 10 Wehrturm über rechteckigem Grundriss mit Zinnen und seitlichem Torhaus mit Fußgängerpforte Zwingermauer; Bruchstein, im Kern 14. Jahrhundert | D-3-61-000-541          | Zugehöriges Teilstück der Stadtbefestigung     |
| Nähe Fronfestgasse (Standort)                                      | Zugehöriges Teilstück der Stadtbefestigung     | Mit Stadtmauer, Wehrgangabschnitte und Schalentürmen Nr. 18, im Wohnhaus Reste eines Wachtturms auf quadratischem Grundriss Bei Nr.32, Wachtturm mit Zeltdach Zwingermauer; Bruchsteinmauerwerk, im Kern 14. Jahrhundert | D-3-61-000-541          | BW                                             |
| Nähe Kaiser-Ludwig-Ring (Standort)                                 | Zugehöriges Teilstück der Stadtbefestigung     | Stadtmauer mit Wehrgangsabschnitten Nr. 7 Reste eines viergeschossigen Wachturms mit traufständigem Satteldach Nr. 11 Wachtum über quadratischem Grundriss mit Walmdach und Eckquaderungen Nr. 17 Wachturm mit Zeltdach Nr. 19 halbrunder Wachturm, sogenannter Doggenhansl, mit Walmdach und Schießscharten Nr. 19a Wachturm über halbrunden Grundriss mit Zeltdach und Eckquaderungen Zwingermauer; Bruchstein, im Kern 14. Jahrhundert, Veränderungen 1. Hälfte 16. Jahrhundert | D-3-61-000-541 Wikidata | weitere Bilder                                 |
| Nähe Lange Gasse (Standort)                                        | Zugehöriges Teilstück der Stadtmauer           | Nr. 10 Untergeschoss eines viereckigen Wachturms Nr. 12 Wachturm, fünfgeschossiger Zeltdachbau Nr. 18 Wachturm, fünfgeschossiger Zeltdachbau Nr. 22, Untergeschoss eines Wachturms Zwingermauer mit Strebepfeilern und Kanzel, im Kern 14. Jahrhundert, spätere Veränderungen. | D-3-61-000-541 Wikidata | Zugehöriges Teilstück der Stadtmauer           |
| Nähe Malteserplatz (Standort)                                      | Abschnitt der Stadtbefestigung                 | Stadtmauer mit Schalenturm Untergeschoss eines Wachturms über quadratischem Grundriss Zwingermauer mit Strebepfeilern und Schalentürmen Untergeschoss eines Zwingerturms, später Trafostation; im Kern 14. Jahrhundert | D-3-61-000-541 Wikidata | BW                                             |
| Nähe Militärspitalgasse; Untere Nabburger Straße 44, 46 (Standort) | Teilstück der Stadtbefestigung                 | Mauerabschnitt in Hausüberbauungen Zwingermauer; im Kern 14. Jahrhundert | D-3-61-000-541 Wikidata | BW                                             |
| Nähe Schloßgraben; Schloßgraben 1, 3 (Standort)                    | Teilstück der Stadtmauer                       | mit Unterbau eines Turms und Resten des Zwingers, im Kern 14. Jahrhundert | D-3-61-000-541 Wikidata | BW                                             |
| Paulanerplatz 4 (Standort)                                         | Zugehöriges Teilstück der Stadtbefestigung     | Nr. 4 Wachturm, halbrund schließender Walmdachbau mit Wandgliederungen Zwingermauer; im Kern 14. Jahrhundert | D-3-61-000-541 Wikidata | BW                                             |
| Ziegelgasse 40, 42, 44 (Standort)                                  | Zugehöriges Teilstück der Stadtbefestigung     | Mauer mit Schalenturm bei Nr. 40 Zwingermauer; im Kern 14. Jahrhundert | D-3-61-000-541 Wikidata | BW                                             |
| Ziegelgasse 46 (Standort)                                          | Sogenanntes Ziegeltor                          | Nordöstliches Stadttor, dreigeschossiger rustizierter Walmdachbau, um 1580, auf spitzbogigem gotischem Unterbau, flankiert von zwei Batterietürmen mit Walmdach und kurzen Mauerstücken mit Fußgängerpforten und Wehrgang | D-3-61-000-402 Wikidata | weitere Bilder                                 |

## Baudenkmäler nach Stadtteilen

### Amberg

#### Einzeldenkmale innerhalb des Ensembles Altstadt
| Lage                                                              | Objekt                                                                                               | Beschreibung | Akten-Nr.                         | Bild                                                |
| ----------------------------------------------------------------- | --- | --- | --------------------------------- | --------------------------------------------------- |
| Badgasse 5 (Standort)                                             | Wohnhaus, ehemaliges Ackerbürgerhaus                                                                 | Zweigeschossiger und traufständiger Satteldachbau mit profilierten Öffnungen im Obergeschoss, bezeichnet mit „1604“, Dachstuhl 1719 (dendrochronologisch datiert) | D-3-61-000-451 Wikidata           | weitere Bilder                                      |
| Badgasse 7 (Standort)                                             | Stadel                                                                                               | Giebelständiger Steildachbau über L-förmigem Grundriss, mit korbbogiger Toreinfahrt, 17./18. Jahrhundert | D-3-61-000-452 Wikidata           | weitere Bilder                                      |
| Badgasse 13 (Standort)                                            | Ehemaliges Benefiziatenhaus                                                                          | Zweigeschossiger Walmdachbau, 18. Jahrhundert | D-3-61-000-7                      | weitere Bilder                                      |
| Badgasse 22 (Standort)                                            | Relieftafel                                                                                          | mit Handwerkszeichen eines Steinmetzen, bezeichnet mit 1591 | D-3-61-000-9                      | weitere Bilder                                      |
| Badgasse 22 (Standort)                                            | Hauskreuz                                                                                            | Dreinageltypus, Holz, 18. Jahrhundert | D-3-61-000-9                      | weitere Bilder                                      |
| Bahnhofstraße 1 (Standort)                                        | Wohn- und Geschäftshaus                                                                              | Zweigeschossiger Walmdachbau mit Figurennische, aus vier ehemals eigenständigen Gebäuden zusammengeschlossen, im Kern mittelalterlich, prägende Bau- und Ausstattungsphasen 1543 und 1705 (dendrochronologisch datiert), 1865 und um 1880 | D-3-61-000-10                     | weitere Bilder                                      |
| Bahnhofstraße 2 (Standort)                                        | Bürgerhaus                                                                                           | Dreigeschossiger und traufständiger Satteldachbau mit Putzgliederungen, im Kern 18. Jahrhundert, mehrfach umgestaltet | D-3-61-000-11                     | weitere Bilder                                      |
| Bahnhofstraße 3 (Standort)                                        | Gedenktafel                                                                                          | Zur Erinnerung an die Stelle des Nabburger Tores vor der Stadterweiterung des 14. Jahrhunderts, Sandstein, Ende 19. Jahrhundert | D-3-61-000-12                     | Gedenktafel                                         |
| Bahnhofstraße 5 (Standort)                                        | Tondo mit Hausmarke und Umschrift in Spiegelschrift                                                  | Sandstein, 16. Jahrhundert Wappentafel, Sandstein, spätgotisch, bezeichnet mit 1491 | D-3-61-000-13                     | Tondo mit Hausmarke und Umschrift in Spiegelschrift |
| Bahnhofstraße 6 (Standort)                                        | Ehemaliger Gasthof                                                                                   | Dreigeschossiger Walmdachbau mit Putzgliederungen, im Kern 17. Jahrhundert, Dach um 1830 Reste der ehemaligen Stadtmauer des 14. Jahrhunderts | D-3-61-000-14                     | weitere Bilder                                      |
| Bahnhofstraße 7 (Standort)                                        | Katholische Spitalkirche zum Hl. Geist                                                               | Saalbau mit eingezogenem Chor und Dachreiter, Anfang 15. Jahrhundert, Dachreiter 1866/67; mit Ausstattung | D-3-61-000-15                     | weitere Bilder                                      |
| Bahnhofstraße 7a (Standort)                                       | Tafel mit Stadtwappen                                                                                | Sandstein, bezeichnet mit „1586“ Gedenktafel zur Stiftung des Bürgerspitals durch Ludwig den Bayern im Jahre 1317, Sandstein, spätes 19. Jahrhundert | D-3-61-000-16                     | Tafel mit Stadtwappen                               |
| Bahnhofstraße 8 (Standort)                                        | Apotheke                                                                                             | Dreigeschossiger Walmdachbau mit Putzgliederungen, 18. Jahrhundert | D-3-61-000-17                     | weitere Bilder                                      |
| Bahnhofstraße 10, 12, Münzgäßchen 1 (Standort)                    | Ehemaliges Palais Armknecht, später kurfürstliche Münze                                              | Dreigeschossiger und traufständiger Dreiflügelbau mit Satteldach, Kniestock und architektonischen Gliederungen, 1762, Fassade Neurenaissance, zweite Hälfte 19. Jahrhundert, Erdgeschoss 1981 erneuert | D-3-61-000-19                     | weitere Bilder                                      |
| Bahnhofstraße 17 (Standort)                                       | Wohn- und Geschäftshaus                                                                              | dreigeschossiger repräsentativer Walmdachbau in Ecklage, mit aufwändiger Sandsteingliederung, Eckerker und Zwerchhäusern, teilweise mit Schweifgiebel, in historisierenden Formen, 1909 anstelle eines Vorgängerbaus, Erdgeschoss im Inneren verändert | D-3-61-000-471                    | BW                                                  |
| Ballhausgasse 4 (Standort)                                        | Handwerkerhaus                                                                                       | Zweigeschossiger und traufständiger Satteldachbau mit Halbwalm, 18. Jahrhundert | D-3-61-000-20                     | weitere Bilder                                      |
| Batteriesteig 2 (Standort)                                        | Ehemaliges Wohnstallhaus                                                                             | Zweigeschossiger und verputzter Satteldachbau, 17./18. Jahrhundert | D-3-61-000-460 Wikidata           | weitere Bilder                                      |
| Baustadelgasse 1 (Standort)                                       | Ehemaliges Militärlazarett, jetzt Amtsgericht                                                        | Zweiflügeliger Mansardwalmdachbau mit Putzgliederungen und Werksteinportalen, neubarock, bezeichnet „1916/17“ Teilstück der Stadtbefestigung | D-3-61-000-39                     | weitere Bilder                                      |
| Deutsche Schulgasse 2 (Standort)                                  | Institut und Kloster der Armen Schulschwestern                                                       | Dreigeschossige Mehrflügelanlage mit Satteldächern, der Nordostflügel mit Schweifgiebel, ab 1694 von Wolfgang Dientzenhofer, Erweiterungen im 18. und 19. Jahrhundert, mit Ausstattung | D-3-61-000-42 zugehörig           | weitere Bilder                                      |
| Schrannenplatz 1 (Standort)                                       | Institut und Kloster der Armen Schulschwestern                                                       | Nordwestlich dreigeschossiger Walmdachbau mit Putzgliederungen, 19, Jahrhundert | D-3-61-000-42 zugehörig           | weitere Bilder                                      |
| Deutsche Schulgasse 4 (Standort)                                  | Sogenannte Deutsche Schulkirche St. Augustinus                                                       | Ehemalige Salesianerinnenkloster-Kirche, seit 1846 Schulkirche der Armen Schulschwestern, Saalbau mit eingezogenem Chor und querhausartiger Erweiterung, 1697–1699 von Wolfgang Dientzenhofer, 1757/58 Erweiterung nach Westen durch Johann Paul Ufferer, mit Ausstattung | D-3-61-000-42                     | weitere Bilder                                      |
| Deutsche Schulgasse 9 (Standort)                                  | Stadel                                                                                               | Zweigeschossiger und traufständiger Satteldachbau in Ecklage mit Ladeluken, im Kern 15. Jahrhundert, Aufstockung um 1547/48, im 18. und 19. Jahrhundert überformt | D-3-61-000-43                     | weitere Bilder                                      |
| Deutsche Schulgasse 11 (Standort)                                 | Bürgerhaus                                                                                           | Zweigeschossiger und traufständiger Steildachbau mit Ladeluken, 1544 (dendrochronologisch datiert), 1699/1700 von Wolfgang Dientzenhofer als sein Wohnhaus umgebaut | D-3-61-000-44                     | weitere Bilder                                      |
| Eichenforstgäßchen 12 (Standort)                                  | Ehemalige Kurfürstliche Hofhaltung, jetzt Museum                                                     | Zweigeschossiger und giebelständiger Satteldachbau mit Treppengiebel, zweigeschossigem Zwerchflügel mit Treppengiebel, Hauskapelle mit Altarerker im Obergeschoss der Ostseite, um 1380, Südflügel, zweigeschossiger Satteldachbau, bezeichnet „1912“; mit Ausstattung | D-3-61-000-47                     | weitere Bilder                                      |
| Entengasse 6 (Standort)                                           | Ehemaliges Wirtschaftsgebäude zu Löffelgasse 6, heute Wohnhaus                                       | Zweigeschossiger und traufständiger Satteldachbau, im Kern 16. Jahrhundert, im Hof Laubengangerschließung, 19. Jahrhundert | D-3-61-000-50                     | weitere Bilder                                      |
| Fleischbankgasse 4 (Standort)                                     | Ehemaliges Weißgerberhaus                                                                            | Dreigeschossiger und traufständiger Satteldachbau, 18. Jahrhundert, im 19. Jahrhundert aufgestockt | D-3-61-000-52                     | weitere Bilder                                      |
| Fleischbankgasse 10 (Standort)                                    | Ehemaliges Weißgerberhaus                                                                            | Zweigeschossiger und traufständiger Satteldachbau mit Halbwalm in Ecklage, nördlich mit Fachwerkgiebel, 18. Jahrhundert | D-3-61-000-54                     | weitere Bilder                                      |
| Fleischbankgasse 12 (Standort)                                    | Ehemalige städtische Schleiferei und Walkerei                                                        | Zweigeschossiger und zur Vils traufständiger Satteldachbau mit südlichem Fachwerkgiebel, im Kern 16. Jahrhundert | D-3-61-000-55                     | weitere Bilder                                      |
| Frauenplatz 1 (Standort)                                          | Katholische Nebenkirche, sogenannte Frauenkirche, ehemalige Hofkapelle                               | Dreischiffiger Hallenbau mit abgewalmtem Satteldach, teilweise verputzt, mit Werksteingliederungen, spätgotisch, Anfang 15. Jahrhundert, Dachreiter 1860; mit Ausstattung | D-3-61-000-59                     | weitere Bilder                                      |
| Frauenplatz 6 (Standort)                                          | Ehemaliges Benefiziatenhaus, 1770–1778 Wohnhaus von Michael Wittmann                                 | Zweigeschossiger und giebelständiger Halbwalmdachbau, Mitte 18. Jahrhundert | D-3-61-000-60                     | weitere Bilder                                      |
| Franziskanergasse 3 (Standort)                                    | Ehemaliges Ausgeherinnenhaus des Franziskanerklosters                                                | Dreigeschossiger und traufständiger Mansarddachbau 1731, Dach 19. Jahrhundert | D-3-61-000-58                     | weitere Bilder                                      |
| Franziskanergasse 5 (Standort)                                    | Ehemaliges Filmtheater Park-Kino-Center                                                              | Eingeschossiger Walmdachbau mit Pfeilerportikus und Bauplastik, 1938, von Hanns Atzenbeck | D-3-61-000-428 Wikidata           | weitere Bilder                                      |
| Franziskanergasse 7 (Standort)                                    | Wohnhaus                                                                                             | im Winkel an das Kinogebäude angefügter zweigeschossiger Walmdachbau, Heimatstil, 1939, von Hanns Atzenbeck | D-3-61-000-428 zugehörig Wikidata | weitere Bilder                                      |
| Fronfestgasse 8 (Standort)                                        | Ehemalige Fronfeste                                                                                  | Zweigeschossiger und traufständiger Satteldachbau mit Walmdach-Zwerchflügel, teilweise Quadermauerwerk, 1698, erweitert 1764, im 19. Jahrhundert umgestaltet | D-3-61-000-70                     | weitere Bilder                                      |
| Fronfestgasse 32, an der Stadtmauer (Standort)                    | Stadel                                                                                               | Eingeschossiger und traufständiger Satteldachbau, 19. Jahrhundert | D-3-61-000-80                     | BW                                                  |
| Georgenstraße 1, 3 (Standort)                                     | Sogenanntes Neues Haus der Stadt                                                                     | Zweigeschossiger und traufständiger Satteldachbau mit profilierten Öffnungen und Stadtwappen, bezeichnet mit „1577“ | D-3-61-000-83                     | weitere Bilder                                      |
| Georgenstraße 6 (Standort)                                        | Wohnhaus                                                                                             | Dreigeschossiger Walmdachbau mit profilierten Öffnungen und Putzgliederungen, Mitte 18. Jahrhundert | D-3-61-000-84                     | weitere Bilder                                      |
| Georgenstraße 7, 9 (Standort)                                     | Ehemaliges Sattleranwesen                                                                            | Zweigeschossiger und traufständiger Satteldachbau mit Walm, im Kern 17. Jahrhundert, um 1924 verändert | D-3-61-000-85                     | weitere Bilder                                      |
| Georgenstraße 15 (Standort)                                       | Wohnhaus                                                                                             | Zweigeschossiger und traufständiger Krüppelwalmdachbau in Ecklage, im Kern barock, Stuck- und Putzgliederungen 1886 | D-3-61-000-86                     | weitere Bilder                                      |
| Georgenstraße 16 (Standort)                                       | Patrizierhaus, von Rummelsches Stadthaus                                                             | Dreigeschossiger und traufständiger Quaderbau mit Satteldach, geschnitzten Türflügeln und Wappen der Steinhauser, bezeichnet mit „1538“, renoviert 1894 | D-3-61-000-87                     | weitere Bilder                                      |
| Tanzhausgasse 3 (Standort)                                        | Ehemaliges Rückgebäude                                                                               | Zwei- und zweigeschossiger traufständiger Flachsatteldachbau mit stichbogiger Einfahrt, bezeichnet mit „1654“ | D-3-61-000-87 zugehörig           | weitere Bilder                                      |
| Georgenstraße 18 (Standort)                                       | Bürgerhaus                                                                                           | dreigeschossiger Satteldachbau mit Krüppelwalm, 1564 (d), im Kern 1. Hälfte 16. Jahrhundert, Ladeneinbau 1891, Fassadenänderung 1934. | D-3-61-000-543                    | weitere Bilder                                      |
| Georgenstraße 20 (Standort)                                       | Ehemalige Obere Apotheke                                                                             | Dreigeschossiger Walmdachbau mit Frontispiz und Putzgliederungen, 1737 | D-3-61-000-88                     | weitere Bilder                                      |
| Georgenstraße 21 (Standort)                                       | Schaufensterrahmung                                                                                  | Mit Pilastern, Gebälken und Aufsätzen, Holz, Neurenaissance, Ende 19. Jahrhundert | D-3-61-000-89                     | weitere Bilder                                      |
| Georgenstraße 24 (Standort)                                       | Ehemaliges Metzgeranwesen                                                                            | Dreigeschossiger und traufständiger Satteldachbau mit profilierten Öffnungen, 17. Jahrhundert, Dach 1792 (dendrochronologisch datiert), Rückgebäude älter | D-3-61-000-90                     | weitere Bilder                                      |
| Georgenstraße 33 (Standort)                                       | Bürgerhaus                                                                                           | Zweigeschossiger und giebelständiger Mansarddachbau in Ecklage, mit Schweifgiebel, Eckerker und Stuckgliederungen, bezeichnet mit „1772“, drei Nischenfiguren in Sandstein, 1910 | D-3-61-000-91                     | weitere Bilder                                      |
| Georgenstraße 34 (Standort)                                       | Wohnhaus                                                                                             | Zweigeschossiger und giebelständiger Steildachbau mit Fachwerkerker, 16. Jahrhundert | D-3-61-000-92                     | weitere Bilder                                      |
| Georgenstraße 37 (Standort)                                       | Beamtenwohnhaus                                                                                      | Dreigeschossiger Walmdachbau mit Frontispiz und Putzgliederungen, wohl 18. Jahrhundert | D-3-61-000-93                     | weitere Bilder                                      |
| Georgenstraße 40; Viehmarktgasse 6a (Standort)                    | Beamtenwohnhaus                                                                                      | Dreigeschossiger Walmdachbau, im Kern 16. Jahrhundert, barock umgestaltet, Fassade von 1881 bereinigt | D-3-61-000-94                     | weitere Bilder                                      |
| Georgenstraße 44 (Standort)                                       | Wohnhaus                                                                                             | Zweigeschossiger und giebelständiger Halbwalmdachbau mit Bogengiebel, bezeichnet mit „1678“, Kastenerker mit Maßwerkbrüstung in Sandstein, um 1500 | D-3-61-000-96                     | weitere Bilder                                      |
| Georgenstraße 45 (Standort)                                       | Bürgerhaus, Wohnhaus                                                                                 | teilunterkellerter zweigeschossiger giebelständiger Satteldachbau mit Spitzbibereindeckung, 1567 (dendro.dat.), im Kern älter, Erdgeschoss und Erschließung 1938 verändert. | D-3-61-000-544                    | BW                                                  |
| Georgenstraße 46 (Standort)                                       | Ehemaliges Bäckereianwesen                                                                           | Zwei- bis dreigeschossiger und giebelständiger Satteldachbau mit Putzgliederungen und Eckerker mit Maßwerkbrüstung, vor 1500, Umbauten um 1750 | D-3-61-000-97                     | weitere Bilder                                      |
| Georgenstraße 48 (Standort)                                       | Bürgerhaus                                                                                           | Dreigeschossiger und giebelständiger Satteldachbau mit Vorschussgiebel und profilierten Öffnungen, 17. Jahrhundert | D-3-61-000-98                     | weitere Bilder                                      |
| Georgenstraße 50 (Standort)                                       | Wohn- und Geschäftshaus                                                                              | Dreigeschossiger und traufständiger Satteldachbau, im Kern 16. Jahrhundert, Umbau zweite Hälfte 18. Jahrhundert, aufgestockt 1878 | D-3-61-000-99                     | weitere Bilder                                      |
| Georgenstraße 51 (Standort)                                       | Gasthaus                                                                                             | Dreigeschossiger und giebelständiger Satteldachbau mit Ziergiebel und Putzgliederungen, Erdgeschoss mit Stichbogenöffnungen, 18. Jahrhundert, Umbau 1919 | D-3-61-000-100 Wikidata           | weitere Bilder                                      |
| Georgenstraße 52 (Standort)                                       | Wohnhaus                                                                                             | Zweigeschossiger Walmdachbau mit stichbogigen Fenstern, wohl erstes Drittel 19. Jahrhundert | D-3-61-000-101 Wikidata           | weitere Bilder                                      |
| Georgenstraße 54 (Standort)                                       | Gasthaus                                                                                             | Zweigeschossiger Walmdachbau mit Tordurchfahrt und Putzgliederungen, 18. Jahrhundert, im Kern älter, (Dachwerk, dendrochronologisch datiert 1682), mit Türflügel und Nischenfigur der Maria Immaculata, Mitte 18. Jahrhundert | D-3-61-000-102 Wikidata           | weitere Bilder                                      |
| Georgenstraße 57 (Standort)                                       | Wohn- und Geschäftshaus                                                                              | Zweigeschossiger und giebelständiger Halbwalmdachbau mit Putzgliederungen, 18. Jahrhundert | D-3-61-000-103 Wikidata           | weitere Bilder                                      |
| Georgenstraße 59 (Standort)                                       | Wohn- und Geschäftshaus                                                                              | Dreigeschossiger und abgewalmter Satteldachbau in Ecklage, mit Schweifgiebel und Erker, Erdgeschoss mit Bogengliederungen, später Jugendstil, 1907 | D-3-61-000-104 Wikidata           | weitere Bilder                                      |
| Georgenstraße 61 (Standort)                                       | Ehemaliges Stadthaus des Landsassen von Gobel                                                        | Zweigeschossiger Walmdachbau mit profilierten Öffnungen, Putzgliederungen und seitlichem Einfahrtstor, 1738 | D-3-61-000-105 Wikidata           | weitere Bilder                                      |
| Georgenstraße 62 (Standort)                                       | Metzgeranwesen                                                                                       | Zweigeschossiger und traufständiger Satteldachbau, im Kern 16. Jahrhundert, spätere Veränderungen | D-3-61-000-106 Wikidata           | weitere Bilder                                      |
| Georgenstraße 65 (Standort)                                       | Ehemaliges Gasthaus Schwarzer Adler                                                                  | Zweigeschossiger und traufständiger Satteldachbau mit profilierten Öffnungen, Aufzugserker und stichbogiger Einfahrt, bezeichnet mit „1598“, später verändert | D-3-61-000-107 Wikidata           | weitere Bilder                                      |
| Georgenstraße 67, Malteserplatz 1 (Standort)                      | Ehemaliges Lyceumsgebäude, später Bergamt                                                            | Dreigeschossiger Walmdachbau mit Pilasterportal, 1723 | D-3-61-000-207 Wikidata           | weitere Bilder                                      |
| Georgenstraße 74 (Standort)                                       | Ehemaliges Beamtenwohnhaus                                                                           | Dreigeschossiger und traufständiger Flachsatteldachbau mit gefasten Fenstern und Figurennische, im Kern 16. Jahrhundert | D-3-61-000-108 Wikidata           | weitere Bilder                                      |
| Georgenstraße 80 (Standort)                                       | Ehemaliges Handwerkerhaus                                                                            | Zweigeschossiger Walmdachbau in Ecklage, mit Putzgliederungen, bezeichnet mit „1553“ | D-3-61-000-109 Wikidata           | weitere Bilder                                      |
| Haberlochgäßchen 4 (Standort)                                     | Wohnhaus                                                                                             | Zweigeschossiger und traufständiger Satteldachbau, 17. Jahrhundert | D-3-61-000-111                    | weitere Bilder                                      |
| Hafnergäßchen 3 (Standort)                                        | Ehemaliges Metzgeranwesen, ehemaliges Ökonomiegebäude                                                | Zweigeschossiger und traufständiger Satteldachbau des 19. Jahrhunderts, über mittelalterlichem Kernbau (Teil der ersten Stadtbefestigung?) und barockem Ausbau | D-3-61-000-366 zugehörig Wikidata | weitere Bilder                                      |
| Hallplatz 2 (Standort)                                            | Ehemaliges Mautgebäude                                                                               | Dreigeschossiger und traufständiger Walmdachbau mit Putzgliederungen und Figurennische mit Hausmadonna, 18. Jahrhundert, Umbauten im 19. Jahrhundert | D-3-61-000-113 Wikidata           | weitere Bilder                                      |
| Hallplatz 4 (Standort)                                            | Morawitzky-Palais                                                                                    | Zweigeschossiger und gestelzter Zweiflügelbau in Ecklage mit Walm- und Satteldach, Kordongesims und Säulenportal, zweite Hälfte 18. Jahrhundert | D-3-61-000-114 Wikidata           | weitere Bilder                                      |
| Herrnstraße 2 (Standort)                                          | Wohnhaus                                                                                             | Zweigeschossiger Walmdachbau, 18. Jahrhundert, mit neubarocken Putzgliederungen des 19. Jahrhunderts | D-3-61-000-115 Wikidata           | weitere Bilder                                      |
| Herrnstraße 10 (Standort)                                         | Ehemaliges Stadthaus der Barone Frank und Wildenau                                                   | Dreigeschossiger und traufständiger Satteldachbau mit rustiziertem Portal und Putzgliederungen, spätbarock, 1726 | D-3-61-000-116 Wikidata           | weitere Bilder                                      |
| Herrnstraße 12 (Standort)                                         | Bürgerhaus                                                                                           | Dreigeschossiger und traufständiger Mansarddachbau mit mittigem Ziergiebel und Putz- und Stuckgliederungen, spätbarock, 1747 | D-3-61-000-117 Wikidata           | weitere Bilder                                      |
| Herrnstraße 14 (Standort)                                         | Haustor                                                                                              | Profilierter Stichbogen, Sandstein, 16. Jahrhundert, mit Türflügeln, Rokoko, zweite Hälfte 18. Jahrhundert | D-3-61-000-118 Wikidata           | BW                                                  |
| Herrnstraße 16 (Standort)                                         | Wohnhaus, sogenannter Herrngarten                                                                    | Zweigeschossiger und traufständiger Steildachbau mit segmentbogiger Durchfahrt und profilierten Rahmungen, im Kern 16. Jahrhundert | D-3-61-000-119 Wikidata           | weitere Bilder                                      |
| Herrnstraße 18, 18a (Standort)                                    | Ehemalige Infanteriekaserne                                                                          | Dreigeschossiger und traufständiger Satteldachbau, 1766, Betonung der Torachse durch Relief von 1880 | D-3-61-000-120 Wikidata           | weitere Bilder                                      |
| Herrnstraße 20 (Standort)                                         | Gasthof zum Hirschen                                                                                 | Zweigeschossiger Satteldachbau, im Kern 16. Jahrhundert, Fassadengestaltung 1753, nördlich zweigeschossiger Eckbau | D-3-61-000-121 Wikidata           | weitere Bilder                                      |
| Hinter der Mauer 23 (Standort)                                    | Ehemaliges Torwärterhaus                                                                             | Zweigeschossiger Walmdachbau mit Rundbogenarkaden und Putzgliederungen, 18. Jahrhundert | D-3-61-000-133 Wikidata           | weitere Bilder                                      |
| Hinter der Veste 3, 5 (Standort)                                  | Wohnhaus                                                                                             | Dreigeschossiger und giebelständiger Satteldachbau, 17. Jahrhundert, im Kern älter | D-3-61-000-135 Wikidata           | weitere Bilder                                      |
| In der Brüh 2 (Standort)                                          | Handwerkerhaus                                                                                       | Zweigeschossiger und giebelständiger Satteldachbau mit verputztem Fachwerkgiebel, wohl vor 1600 | D-3-61-000-137 Wikidata           | weitere Bilder                                      |
| Jesuitenfahrt 9 (Standort)                                        | Ehemaliges Schusteranwesen                                                                           | Zweigeschossiger und traufständiger Satteldachbau mit korbbogigem Tor, bezeichnet mit „1578“ | D-3-61-000-141 Wikidata           | weitere Bilder                                      |
| Jesuitenfahrt 14 (Standort)                                       | Wohnhaus                                                                                             | Zweigeschossiger und traufständiger Pultdachbau an der Stadtmauer, bezeichnet mit „1597“ | D-3-61-000-144 Wikidata           | weitere Bilder                                      |
| Jesuitenfahrt 20 (Standort)                                       | Kleinhaus                                                                                            | Zweigeschossiger und traufständiger Anbau an die Stadtmauer mit Pultdach, wohl 18. Jahrhundert | D-3-61-000-147 Wikidata           | weitere Bilder                                      |
| Jesuitenfahrt 27 (Standort)                                       | Ehemaliger Stadel, sogenannter Jesuitenstadel                                                        | Eingeschossiger Steildachbau mit Ladeluken, wohl Ende 17. Jahrhundert | D-3-61-000-150 Wikidata           | weitere Bilder                                      |
| Kasernstraße 1 (Standort)                                         | Ehemaliges Bäckerhaus                                                                                | Zweigeschossiger Walmdachbau in Ecklage, 18. Jahrhundert, mit seitlicher Altane des 19. Jahrhunderts | D-3-61-000-158 Wikidata           | weitere Bilder                                      |
| Kasernstraße 2, 2 1/2 (Standort)                                  | Ehemalige Kavalleriekaserne                                                                          | Dreigeschossiger Dreiflügelbau mit Walmdach, hofseitigem Laubengang und Fachwerk, 1716–1717, Erweiterung Anfang 19. Jahrhundert | D-3-61-000-159 Wikidata           | weitere Bilder                                      |
| Kasernstraße 4 (Standort)                                         | Mietshaus                                                                                            | Dreigeschossiger und traufständiger Mansarddachbau mit Fassadengliederung, Neurenaissance, um 1900 | D-3-61-000-160 Wikidata           | weitere Bilder                                      |
| Kasernstraße 5 (Standort)                                         | Ehemaliges Weißbäckeranwesen                                                                         | Zweigeschossiger und traufständiger Satteldachbau mit Putzgliederungen und geohrten Rahmungen, im Kern 17. Jahrhundert | D-3-61-000-161 Wikidata           | weitere Bilder                                      |
| Kasernstraße 6 (Standort)                                         | Ehemaliges Stadtchirurgenhaus                                                                        | Zweigeschossiger und traufständiger Walmdachbau in Ecklage, mit Nischenfigur der Maria Immaculata, 18. Jahrhundert | D-3-61-000-162 Wikidata           | weitere Bilder                                      |
| Kasernstraße 11 (Standort)                                        | Doppelhaus                                                                                           | Südlich zweigeschossiger und giebelständiger Satteldachbau, nördlich zweigeschossiger und traufständiger Satteldachbau mit Toreinfahrt, frühes 17. Jahrhundert | D-3-61-000-163 Wikidata           | weitere Bilder                                      |
| Kasernstraße 13 (Standort)                                        | Ehemalige Hafnerei                                                                                   | Zweigeschossiger und traufständiger Satteldachbau in Ecklage, mit Fachwerkgiebel, im Kern 16. Jahrhundert | D-3-61-000-164 Wikidata           | weitere Bilder                                      |
| Klosterhof 1, Klosterhof 2, Vilsstraße 4, Vilsstraße 6 (Standort) | Ehemaliges Franziskanerkloster, heute Brauerei und Gastwirtschaft                                    | Zweigeschossiger und traufständiger Walmdachbau mit Kreuzganghof und Verlängerung des Westtraktes mit Brauereigebäuden nach Norden, im Kern ab 1452, mit späteren Veränderungen östlicher Trakt des vierflügeligen Kreuzganghofs, zweigeschossiger Satteldachbau mit Aufzugsgaube, im Kern mit Kreuzgang von 1452, spätere Umbauten Wohnhaus, nordöstlicher Kopfbau am Kreuzganghof des ehem. Franziskanerklosters, zweigeschossiger Walmdachbau, mit Aufzugsgaube und reliefiertem Erker, spätgotisch, bez. 1482 | D-3-61-000-371 Wikidata           | weitere Bilder                                      |
| Lange Gasse 5 (Standort)                                          | Ehemaliges Inwohnerhaus                                                                              | Zweigeschossiger Walmdachbau mit Zwerchhaus, in Ecklage, 18. Jahrhundert | D-3-61-000-184 Wikidata           | weitere Bilder                                      |
| Lange Gasse 21 (Standort)                                         | Ehemaliges Handwerkerhaus                                                                            | Zweigeschossiger und traufständiger Satteldachbau mit Zwerchgiebel, Rundbogennische und Altane zum Hof, 18. Jahrhundert | D-3-61-000-440 Wikidata           | weitere Bilder                                      |
| Lange Gasse 23 (Standort)                                         | Ehemaliges Handwerkerhaus                                                                            | Zweigeschossiger und traufständiger Flachsatteldachbau mit stichbogiger Tür, bezeichnet mit „1594“ | D-3-61-000-185 Wikidata           | weitere Bilder                                      |
| Lange Gasse 29 (Standort)                                         | Wohnhaus                                                                                             | Zweigeschossiger und traufständiger Satteldachbau mit rückseitiger Altane, 17./18. Jahrhundert | D-3-61-000-187 Wikidata           | weitere Bilder                                      |
| Lange Gasse 34 (Standort)                                         | Ehemaliges Seelhaus (Lazarettbau)                                                                    | Zweigeschossiger und traufständiger Steildachbau in Ecklage, bezeichnet mit „1533“ | D-3-61-000-188 Wikidata           | weitere Bilder                                      |
| Lederergasse 2 (Standort)                                         | Ehemaliges Walkeranwesen                                                                             | Dreigeschossiger und traufständiger Satteldachbau mit geohrten Rahmungen, im Kern 18. Jahrhundert, Umbau um 1900 | D-3-61-000-189 Wikidata           | weitere Bilder                                      |
| Lederergasse 4 (Standort)                                         | Wohnhaus                                                                                             | Dreigeschossiger und traufständiger Halbwalmdachbau in Ecklage, mit Eckerker, im Kern 16. Jahrhundert | D-3-61-000-190 Wikidata           | weitere Bilder                                      |
| Lederergasse 5 (Standort)                                         | Ehemaliges Färberanwesen                                                                             | Verputzter Fachwerkgiebel, mit Satteldach, Aufzugsgauben und Trocknungsaltane, 1404/05 (dendrochronologisch datiert), Umbauten im 17. Jahrhundert | D-3-61-000-191 Wikidata           | weitere Bilder                                      |
| Lederergasse 7 (Standort)                                         | Ehemaliges Rotgerberanwesen                                                                          | Zweigeschossiger und traufständiger Steildachbau mit Halbwalm, profilierten Öffnungen, im Kern 1255 (dendrochronologisch datiert), Umbauten im 16. Jahrhundert, Torflügel Rokoko, zweite Hälfte 18. Jahrhundert | D-3-61-000-192 Wikidata           | weitere Bilder                                      |
| Lederergasse 8 (Standort)                                         | Ehemalige Weißbäckerei und Gastwirtschaft                                                            | Zweigeschossiger und traufständiger Satteldachbau in Ecklage, mit Putzgliederungen, 17. Jahrhundert | D-3-61-000-193 Wikidata           | weitere Bilder                                      |
| Lederergasse 10 (Standort)                                        | Ehemaliges Garkochanwesen                                                                            | Zweigeschossiger und giebelständiger Halbwalmdachbau, im Kern 17. Jahrhundert | D-3-61-000-194 Wikidata           | weitere Bilder                                      |
| Lederergasse 11 (Standort)                                        | Ehemaliges Rotgerberanwesen                                                                          | Zweigeschossiger und traufständiger Satteldachbau in Ecklage, 18. Jahrhundert | D-3-61-000-195 Wikidata           | weitere Bilder                                      |
| Löffelgasse 1 (Standort)                                          | Wohnhaus                                                                                             | Dreigeschossiger und traufständiger Satteldachbau, im Kern 17. Jahrhundert | D-3-61-000-197 Wikidata           | weitere Bilder                                      |
| Löffelgasse 2 (Standort)                                          | Ehemaliges Färberanwesen, sogenanntes Walfisch-Haus                                                  | Dreigeschossiger und traufständiger Halbwalmdachbau, im Kern 16. Jahrhundert, Fassade mit Trocknungsaltane, Putzgliederungen und figürlichem Schmuck, 1693 | D-3-61-000-198 Wikidata           | weitere Bilder                                      |
| Löffelgasse 3 (Standort)                                          | Wohn- und Geschäftshaus, ehemaliges Metzgeranwesen                                                   | Zweigeschossiger und traufständiger Satteldachbau, im Kern 17. Jahrhundert, prägender Umbau und Dachstuhl 1825, Einbau von Metzgerladen und Gaststube 1909; mit Ausstattung Hofaltane als Verbindung zu Schreinergasse 3, mehrfach umgebaut | D-3-61-000-199 Wikidata           | Wohn- und Geschäftshaus, ehemaliges Metzgeranwesen  |
| Löffelgasse 4 (Standort)                                          | Ehemaliges Bäckeranwesen                                                                             | Dreigeschossiger und giebelständiger Halbwalmdachbau mit profilierten Öffnungen, 1550 (dendrochronologisch datiert) unter Einbindung eines wohl mittelalterlichen Vorgängerbaus | D-3-61-000-200 Wikidata           | weitere Bilder                                      |
| Löffelgasse 6 (Standort)                                          | Wohnhaus                                                                                             | Dreigeschossiger und giebelständiger Satteldachbau mit profilierten Öffnungen und Fachwerkgiebel, zweite Hälfte 16. Jahrhundert | D-3-61-000-201 Wikidata           | weitere Bilder                                      |
| Löffelgasse 7 (Standort)                                          | Ehemaliges Handwerkerhaus                                                                            | Auf drei Seiten freistehend, mit stuckumrahmten Fenstern, datiert mit „1533“, im 18. und 20. Jahrhundert umgebaut | D-3-61-000-202 Wikidata           | weitere Bilder                                      |
| Löffelgasse 8 (Standort)                                          | Ehemaliges Prädikaturhaus                                                                            | Dreigeschossiger Walmdachbau mit Standerker, geohrten Rahmungen und Putzgliederungen, im Kern 15. Jahrhundert, Aufstockung im 18. Jahrhundert | D-3-61-000-203 Wikidata           | weitere Bilder                                      |
| Löffelgasse 8 (Standort)                                          | Gartenportal                                                                                         | stichbogiger Sturz auf Pfeilern, mit geschnitzten Türflügeln, Rokoko, zweite Hälfte 18. Jahrhundert | D-3-61-000-203 zugehörig Wikidata | weitere Bilder                                      |
| Löffelgasse 12 (Standort)                                         | Bürgerhaus                                                                                           | Zweigeschossiger und gegliederter Walmdachbau mit stuckiertem Mittelrisalit und Putzgliederungen, spätbarock, 18. Jahrhundert | D-3-61-000-204 Wikidata           | weitere Bilder                                      |
| Malteserplatz 2, 4, 4 1/2 (Standort)                              | Ehemaliges Jesuitenkolleg                                                                            | Nach Norden dreigeschossige Vierflügelanlage mit Satteldächern, Ziergiebel, geohrten Rahmungen zum Innenhof und Südflügel mit Erdgeschoss-Arkaden, 1665–1669 durch Wolfgang Hirschstetter, Georg Hagn und Andreas Wels den Älteren, Gymnasium 1672–1674, Nordflügel 1684 unter Georg Dientzenhofer; mit Ausstattung Nach Süden dreigeschossiger Satteldachbau mit Fensterverdachungen, Pilasterportalen und Eckbau mit Zwerch- und Ziergiebeln, 1674–1678; mit Ausstattung Hofmauer mit korbbogiger Einfahrt, um 1680/90 Teilabschnitte der Stadtmauer | D-3-61-000-208 Wikidata           | weitere Bilder                                      |
| Malteserplatz 3 (Standort)                                        | Ehemaliges Schulgebäude                                                                              | Zwei- bis dreigeschossiger unregelmäßiger Walmdachbau, frühes 18. Jahrhundert | D-3-61-000-209 Wikidata           | weitere Bilder                                      |
| Malteserplatz 6 (Standort)                                        | Katholische Pfarrkirche St. Georg                                                                    | Dreischiffige Basilika mit abgewalmtem Satteldach, Treppenturm, Seitenkapellen und Westturm, Quaderbau mit Welscher Haube und Laterne, 1359–1407, u. a. durch Heinrich Hirsel, Turm Anfang 16. Jahrhundert vollendet, Um- und Anbauten 17./18. Jahrhundert, u. a. durch Heinrich Hirsel und Wolfgang Dientzenhofer; mit Ausstattung | D-3-61-000-211 Wikidata           | weitere Bilder                                      |
| Malteserplatz 10, 12, 14, 16, 18 (Standort)                       | Ehemalige Malteserbrauerei                                                                           | In Höhe und Dachgestaltung differenzierter Haupttrakt, bestehend aus Sudhaus (bezeichnet „1902“), Mälzerei mit Abkühl-, Gärbehälter- und Lagerhaus (bezeichnet mit „1909–11“) sowie Abfüllerei, größtenteils Eisenbetonkonstruktion, Fassaden verputzt mit barockisierenden Gliederungen und Giebeln; im nordöstlichen Teil ältere gewölbte Kelleranlagen einbezogen Maschinen- und Kesselhaus, eingeschossiger Satteldachbau mit Putzgliederungen und Schweifgiebeln, neubarock, bezeichnet mit „1908“; mit technischer Ausstattung Durch gemauerte Übergänge mit Pfarrkirche St. Georg und westlichem Seminartrakt verbunden | D-3-61-000-426 Wikidata           | weitere Bilder                                      |
| Marktplatz 2 (Standort)                                           | Katholische Stadtpfarrkirche St. Martin                                                              | Dreischiffige Halle mit abgewalmtem Satteldach, Chorumgang, Kapellen zwischen den Strebepfeilern und Westturm mit Haubendach und Laterne, spätgotisch, 1421–1522, Turmvollendung 1534/35 durch Wolf Kaul, 1723–27 Neubau der Turmobergeschosse, durch Kaspar Schobert und Michael und Josef Wolf; mit Ausstattung (siehe auch: Taufbecken St. Martin (Amberg)) Ölbergkapelle, Gehäuse mit Frackdach, Ende 15. Jahrhundert; mit Ausstattung | D-3-61-000-221 Wikidata           | weitere Bilder                                      |
| Marktplatz 3 (Standort)                                           | Ehemalige Kreissparkasse                                                                             | Dreigeschossiger Walmdachbau mit Ecklaube, Aufzugsgaube, Nischenfiguren der vier Elemente und Hausteingliederungen in Sandstein, ab 1726 | D-3-61-000-222 Wikidata           | weitere Bilder                                      |
| Marktplatz 4 (Standort)                                           | Wohnhaus                                                                                             | Dreigeschossiger Walmdachbau mit Putzgliederungen, im Kern 18. Jahrhundert, Umbau um 1900 | D-3-61-000-223 Wikidata           | weitere Bilder                                      |
| Marktplatz 5 (Standort)                                           | Ehemalige Seifensiederei                                                                             | Viergeschossiger und giebelständiger Satteldachbau, im Kern 16. Jahrhundert | D-3-61-000-224 Wikidata           | weitere Bilder                                      |
| Marktplatz 6 (Standort)                                           | Patrizierhaus                                                                                        | Dreigeschossiger und giebelständiger Satteldachbau mit profilierten Öffnungen, bezeichnet mit „1579“, Erdgeschoss, Hausteingliederungen mit Gusseisensäulen, um 1900 | D-3-61-000-225 Wikidata           | weitere Bilder                                      |
| Marktplatz 7 (Standort)                                           | Metzgeranwesen                                                                                       | Viergeschossiger Walmdachbau mit Putzgliederungen, 17. Jahrhundert | D-3-61-000-226 Wikidata           | weitere Bilder                                      |
| Marktplatz 8, Kommandantengäßchen 4a (Standort)                   | Handelshaus                                                                                          | Viergeschossiger und giebelständiger Satteldachbau, im Kern 16./17. Jahrhundert | D-3-61-000-227 Wikidata           | weitere Bilder                                      |
| Marktplatz 9 (Standort)                                           | Stadthaus der Hammerwerksfamilie Kastner                                                             | Dreigeschossiger Walmdachbau mit zugesetztem Loggiabogen, Schwibbogen an der Ostseite und Familienwappen, bezeichnet mit „1543“ | D-3-61-000-228 Wikidata           | weitere Bilder                                      |
| Marktplatz 11 (Standort)                                          | Rathaus                                                                                              | Mehrflügelanlage um zwei Innenhöfe, südwestlich Saalbau, zweigeschossiger und giebelständiger Satteldachbau, im Kern wohl 13. Jahrhundert, aufgestockt im 14. Jahrhundert, Erweiterung nach Osten im 15. Jahrhundert und 1572/73 durch Hans Fuchs, mit Maßwerkaltane von 1552 und neugotischem Wendelstein von 1880 Nordwestlich dreigeschossiger Walmdachbau mit gebändertem Erdgeschoss und profilierten Öffnungen, 20. Jahrhundert, im Kern älter, nordöstlich dreigeschossiger und gegliederter Walmdachbau mit Eckturm, profilierte Rahmungen und Zwerchhaus, bezeichnet mit „1910“ Östlich dreigeschossiger und gegliederter Walmdachbau mit polygonalem Kopfbau, Fußwalm und Natursteinrahmungen, 1920–1924; mit Ausstattung                            | D-3-61-000-229 Wikidata           | weitere Bilder                                      |
| Marstallgasse 4 (Standort)                                        | Ehemalige Herzogsburg Alte Veste, sogenannter Eichenforst, später kurfürstlicher Marstall und Palais | Dreigeschossiger Walmdachbau mit profilierten Öffnungen und Stuckportal, im Kern erste Hälfte 13. Jahrhundert, Umbauten und Dachkonstruktion um 1600, Neugestaltungen erstes Viertel 18. Jahrhundert und 1784 Hofmauer mit stichbogigem Tor, 17./18. Jahrhundert | D-3-61-000-230 Wikidata           | weitere Bilder                                      |
| Maxallee 1; Maxallee ()                                           | Forstamt                                                                                             | breitgelagerter, zweigeschossiger Walmdachbau mit Eckrustika, rustizierter Mittelrisalit mit Dreiecksgiebel und Balkon, in Formen der barockisierenden Reformarchitektur, 1927; erhaltene Teile der Einfriedung mit Pfeilern, wohl gleichzeitig | D-3-61-000-559                    | Forstamt                                            |
| Militärspitalgasse 5, an der Stadtmauer (Standort)                | Wohnhaus                                                                                             | Zweigeschossiger und traufständiger Satteldachbau, 18. Jahrhundert, mit halbrundem Schalenturm, bezeichnet mit „1590“, im Kern 14. Jahrhundert | D-3-61-000-234 Wikidata           | weitere Bilder                                      |
| Münzgäßchen 3 (Standort)                                          | Handwerkerhaus                                                                                       | Dreigeschossiger und traufständiger Flachdachbau mit Dachaltane, profilierten Öffnungen und Figurennische, 18. Jahrhundert | D-3-61-000-239 Wikidata           | weitere Bilder                                      |
| Münzgäßchen 4 (Standort)                                          | Ehemalige Weißbäckerei                                                                               | Dreigeschossiger und traufständiger Satteldachbau mit geohrten Rahmungen, Figurennische und Putzgliederungen, 19. Jahrhundert | D-3-61-000-240 Wikidata           | weitere Bilder                                      |
| Münzgäßchen 6 (Standort)                                          | Bürgerhaus                                                                                           | Zweigeschossiger Walmdachbau mit Halbwalm, 18. Jahrhundert | D-3-61-000-241 Wikidata           | weitere Bilder                                      |
| Neustift 5 (Standort)                                             | Bürgerhaus                                                                                           | Zweigeschossiger Mansarddachbau mit geohrten Rahmungen, Rustika-Putzgliederungen und Figurennische mit Hausmadonna, bezeichnet mit „1724“ | D-3-61-000-242 Wikidata           | weitere Bilder                                      |
| Neustift 18 (Standort)                                            | Ehemaliges Weberhaus                                                                                 | Zweigeschossiger Satteldachbau in Ecklage, 16. Jahrhundert | D-3-61-000-243 Wikidata           | weitere Bilder                                      |
| Neustift 19 (Standort)                                            | Ehemalige Fleischhackerei                                                                            | Zweigeschossiger Walmdachbau in Ecklage, mit Aufzugserker und profilierten Öffnungen, 16./17. Jahrhundert, Hausfiguren der Beweinung und des heiligen Sebastian, wohl 18. Jahrhundert | D-3-61-000-244 Wikidata           | weitere Bilder                                      |
| Neustift 26 (Standort)                                            | Fassadenfigur Johannes Evangelist                                                                    | Holz, spätbarock, 18. Jahrhundert | D-3-61-000-245 Wikidata           | weitere Bilder                                      |
| Neustift 30 (Standort)                                            | Wohnhaus                                                                                             | Zweigeschossiger und giebelständiger Steildachbau mit Fachwerkgiebel und Putzgliederungen, im Kern 16. Jahrhundert, Umbau 18. Jahrhundert | D-3-61-000-246 Wikidata           | weitere Bilder                                      |
| Neustift 43 (Standort)                                            | Kellereingang                                                                                        | Eingeschossiger Satteldachbau mit Rundbogentor, 16. Jahrhundert | D-3-61-000-249 Wikidata           | weitere Bilder                                      |
| Neustift 45 (Standort)                                            | Stadel, sogenannter Schmalzkeller                                                                    | Eingeschossiger und giebelständiger, unterkellerter Steildachbau mit Ladeöffnungen, südliche Giebelwand in Ziegel, Bauinschriften „1526“, „1590“ und „1640“ | D-3-61-000-249 Wikidata           | weitere Bilder                                      |
| Neustift 47, Zehentgasse 6 (Standort)                             | Ehem. Amtswohnung des Hofkastenamts                                                                  | zweigeschossiger Satteldachbau, 1553/54, innen verändert; teilunterkellerter Stadel mit Satteldach, 18./19. Jh., im Kern älter; Stadel und ehem. Ökonomie, 18/.19. Jh., im 20. Jh. verändert. | D-3-61-000-555                    | BW                                                  |
| Obere Nabburger Straße 7 (Standort)                               | Nischenfigur der Schmerzhaften Muttergottes                                                          | Holz, barock, 18. Jahrhundert | D-3-61-000-251 Wikidata           | weitere Bilder                                      |
| Obere Nabburger Straße 9, Schanzgäßchen 4 (Standort)              | Wirtschaftstrakt der ehemaligen städtischen Weißbierbrauerei                                         | Zwei- bis dreigeschossiger Satteldachbau mit gewölbter Durchfahrt, 1617, Anbau 18. Jahrhundert | D-3-61-000-252 Wikidata           | weitere Bilder                                      |
| Obere Nabburger Straße 10 (Standort)                              | Bürgerhaus                                                                                           | Zweigeschossiger Walmdachbau, im Kern 17. Jahrhundert | D-3-61-000-253 Wikidata           | weitere Bilder                                      |
| Obere Nabburger Straße 12 (Standort)                              | Wohnhaus                                                                                             | Zweigeschossiger Walmdachbau mit Figurennische, 18. Jahrhundert | D-3-61-000-254 Wikidata           | weitere Bilder                                      |
| Obere Nabburger Straße 15 (Standort)                              | Bürgerhaus                                                                                           | Zweigeschossiger und giebelständiger Halbwalmdachbau, im Kern spätmittelalterlich, um 1614 und um 1839 erneuert, mit Altane, um 1877 Ehemaliger Stadel, zweigeschossiger und traufständiger Satteldachbau, im Kern spätmittelalterlich, im 19. und 20. Jahrhundert umgebaut | D-3-61-000-433 Wikidata           | weitere Bilder                                      |
| Obere Nabburger Straße 20 (Standort)                              | Hofmauer                                                                                             | mit stichbogigem und profiliertem Torbogen, bezeichnet mit „1573“ | D-3-61-000-256                    | weitere Bilder                                      |
| Obere Nabburger Straße 21 (Standort)                              | Ehemalige Schwarzbäckerei                                                                            | Zweigeschossiger und traufständiger Steildachbau, wohl 18. Jahrhundert, mit Altane am Rückgebäude, 19. Jahrhundert | D-3-61-000-255 Wikidata           | weitere Bilder                                      |
| Obere Nabburger Straße 23 (Standort)                              | Wohn- und Geschäftshaus                                                                              | Dreiteiliges Anwesen um Innenhof; zweiteiliges und zweigeschossiges Vorderhaus mit Satteldächern, Nordteil giebelständig, im Kern 1547/48 (dendrochronologisch datiert), Südteil traufständig mit Durchfahrt, 1851 (dendrochronologisch datiert) Ehemalige Scheune im Hof, zweigeschossiger Satteldachbau mit Durchfahrt, im Kern 1604/05 (dendrochronologisch datiert) | D-3-61-000-441 Wikidata           | weitere Bilder                                      |
| Nähe Obere Nabburger Straße; Obere Nabburger Straße 30 (Standort) | Ehemaliges Bäckeranwesen                                                                             | Zweigeschossiger und traufständiger, abgewalmter Satteldachbau mit Putzgliederungen und Aufzugsgaube, hofseitig mit Laubengang, 17. Jahrhundert | D-3-61-000-257 Wikidata           | weitere Bilder                                      |
| Obere Nabburger Straße 34 (Standort)                              | Ehemaliges Wirtshaus zur Sonne                                                                       | Eingeschossiger Steildachbau in Ecklage, mit stichbogigem Portal, im Kern 16. Jahrhundert | D-3-61-000-258 Wikidata           | weitere Bilder                                      |
| Oberes Apothekergäßchen 3 (Standort)                              | Bürgerhaus                                                                                           | Dreigeschossiger Walmdachbau mit stichbogiger Einfahrt und gotischen Gewölben, 15. Jahrhundert, drittes Obergeschoss 1910 | D-3-61-000-260 Wikidata           | weitere Bilder                                      |
| Paradeplatz 1 (Standort)                                          | Ehemalige Fleischhackerei                                                                            | Zweigeschossiger und traufständiger Satteldachbau mit profiliertem Rundbogenportal, bezeichnet mit „1770“ | D-3-61-000-262 Wikidata           | weitere Bilder                                      |
| Paradeplatz 2 (Standort)                                          | Wohnhaus                                                                                             | Zweigeschossiger und traufständiger Satteldachbau mit Halbwalm und stichbogigem Torbogen, 18. Jahrhundert | D-3-61-000-263 Wikidata           | weitere Bilder                                      |
| Paradeplatz 4 (Standort)                                          | Wohnhaus                                                                                             | Zweigeschossiger und traufständiger Steildachbau, 18. Jahrhundert, im Kern wohl älter | D-3-61-000-264 Wikidata           | weitere Bilder                                      |
| Paradeplatz 6 (Standort)                                          | Wohnhaus                                                                                             | Zweigeschossiger und giebelständiger Steildachbau mit Halbwalm und stichbogigem Portal, 18. Jahrhundert | D-3-61-000-265 Wikidata           | weitere Bilder                                      |
| Paradeplatz 14 (Standort)                                         | Ehemaliges Benefiziatenhaus                                                                          | Zweigeschossiger und traufständiger Satteldachbau mit profilierten Tür, bezeichnet mit „1595“, Umbauten im späten 19. Jahrhundert | D-3-61-000-267 Wikidata           | weitere Bilder                                      |
| Paradeplatz 16 (Standort)                                         | Ehemaliges Benefiziatenhaus                                                                          | Zweigeschossiger und traufständiger Satteldachbau, mit profilierten Öffnungen, bezeichnet mit „1587“ und „1632“ | D-3-61-000-269 Wikidata           | weitere Bilder                                      |
| Paradeplatz 18 (Standort)                                         | Wohnhaus                                                                                             | Zweigeschossiger und traufständiger Satteldachbau in Ecklage, mit profilierten Öffnungen, 16. Jahrhundert | D-3-61-000-270 Wikidata           | weitere Bilder                                      |
| Paradiesgasse 1 (Standort)                                        | Wohnhaus                                                                                             | Zweigeschossiger und traufständiger Satteldachbau mit geohrten Rahmungen und Kapellenerker im Hof, spätes 18. Jahrhundert | D-3-61-000-271 Wikidata           | weitere Bilder                                      |
| Paradiesgasse 6 (Standort)                                        | Ehemaliges Metzgeranwesen                                                                            | Zweigeschossiger und giebelständiger Steildachbau mit profilierten Öffnungen, Fassadenstuck und Hofmauer mit stichbogigem Tor, bezeichnet mit „1620“ | D-3-61-000-272 Wikidata           | weitere Bilder                                      |
| Paradiesgasse 10 (Standort)                                       | Ehemaliges Metzgeranwesen, später Bürgerhaus                                                         | Zweigeschossiger und traufständiger Steildachbau mit profiliertem Gesims, bezeichnet mit „1481“, Umbau im 18. Jahrhundert | D-3-61-000-273 Wikidata           | weitere Bilder                                      |
| Paradiesgasse 13 (Standort)                                       | Ehemaliges Mauerermeisteranwesen                                                                     | Zweigeschossiger und traufständiger Satteldachbau, 18. Jahrhundert | D-3-61-000-274 Wikidata           | weitere Bilder                                      |
| Paulanergasse 14 (Standort)                                       | Ehemalige Weißbäckerei                                                                               | Zweigeschossiges und giebelständiges Kleinhaus mit Frackdach, bezeichnet mit „1547“ | D-3-61-000-275 Wikidata           | weitere Bilder                                      |
| Paulanergasse 18 (Standort)                                       | Handwerkerhaus                                                                                       | Zweigeschossiger Walmdachbau mit Putzgliederungen, 1720 (dendrochronologisch datiert), im Kern älter | D-3-61-000-276 Wikidata           | weitere Bilder                                      |
| Paulanerplatz 2 (Standort)                                        | Evangelisch-lutherische Pfarrkirche, ehemalige Kirche der Paulaner                                   | Wandpfeilerbau mit abgewalmtem Satteldach, Pilastergliederung und Flankenturm mit Welscher Haube, 1719–19 von Wolfgang Dientzenhofer, Turm 1866, 1888–1903 Umbauten; mit Ausstattung | D-3-61-000-277 Wikidata           | weitere Bilder                                      |
| Paulanerplatz 4 (Standort)                                        | Ehemaliges Paulanerkloster, jetzt Amtsgericht                                                        | Zweiflügeliger und dreigeschossiger Walmdachbau mit Rahmengliederungen, 1696–1702 von Wolfgang Dientzenhofer, Umbauten 1916–1919; mit Ausstattung Teilstück der Stadtmauer | D-3-61-000-278 Wikidata           | weitere Bilder                                      |
| Paulanerplatz 7 (Standort)                                        | Handwerkerhaus                                                                                       | Zweigeschossiger und traufständiger Satteldachbau mit profilierten Rahmungen, 18. Jahrhundert | D-3-61-000-279 Wikidata           | weitere Bilder                                      |
| Paulanerplatz 13 (Standort)                                       | Ehemaliges Küfneranwesen                                                                             | Zweigeschossiger und traufständiger Satteldachbau mit profilierten Öffnungen und Figurennische, im Kern erste Hälfte 16. Jahrhundert | D-3-61-000-282 Wikidata           | weitere Bilder                                      |
| Paulanerplatz 17 (Standort)                                       | Ehemaliges kurfürstliches Wagenhaus, sogenannter Paulanerstadel, später Brauerei                     | Eingeschossiger und giebelständiger Steildachbau mit Zwerchhäusern und Gesimsteilung, Werksteingliederungen in Sandstein, bezeichnet mit „1615“ | D-3-61-000-283 Wikidata           | weitere Bilder                                      |
| Paulanerplatz 17 (Standort)                                       | Seitliche Toreinfahrt                                                                                | mit profiliertem Korbbogen, wohl 17. Jahrhundert | D-3-61-000-283 Wikidata           | weitere Bilder                                      |
| Pfarrer-Meiler-Platz 1 a ()                                       | Wohngebäude                                                                                          | ehem. Dienstbotenhaus des Pfarrhofes St. Martin, zweigeschossiges Kleinhaus mit Pultdach, mit hölzerner Altane, 1791/92 (dendro.dat.), im Kern wohl 16./17. Jh. | D-3-61-000-558                    |                                                     |
| Postgäßchen 1 (Standort)                                          | Ehemaliges Wohn- und Geschäftshaus, jetzt Lagerhaus                                                  | Dreigeschossiger Walmdachbau mit hoher Gaube, teilweise in Fachwerk, spätes 19. Jahrhundert | D-3-61-000-286 Wikidata           | weitere Bilder                                      |
| Postgäßchen 2 (Standort)                                          | Wohnhaus                                                                                             | Zweigeschossiger und traufständiger Steildachbau mit profilierten Öffnungen und Aufzugsgaube, 18. Jahrhundert, im Kern wohl spätgotisch | D-3-61-000-287 Wikidata           | weitere Bilder                                      |
| Proviantamtsgäßchen 9 (Standort)                                  | Stadel                                                                                               | Eingeschossiger und traufständiger Halbwalmdachbau, 17./18. Jahrhundert | D-3-61-000-288 Wikidata           | weitere Bilder                                      |
| Rathausstraße 4 (Standort)                                        | Ehemaliges Stadtpalais der Familie von Blumenthal, sogenanntes Schlodererhaus                        | Zweigeschossiger und traufständiger abgewalmtem Satteldachbau mit architektonischen Rahmungen und korbbogiger Durchfahrt mit Fassadenfigur der Maria Immaculata, aus zwei gotischen Bürgerhäusern zusammengefasst, um 1720, Fassade um 1875; mit Ausstattung des 19. Jahrhunderts | D-3-61-000-289 Wikidata           | weitere Bilder                                      |
| Rathausstraße 6 (Standort)                                        | Gasthaus Goldenes Lamm                                                                               | Dreigeschossiger und traufständiger Satteldachbau mit Pilastergliederungen, Stuckaturen und Hausfigur des heiligen Florian, im Kern 16. Jahrhundert, Fassade Rokoko, drittes Viertel 18. Jahrhundert | D-3-61-000-290 Wikidata           | weitere Bilder                                      |
| Regierungsstraße 1 (Standort)                                     | Ehemalige Druckerei und Wohnhaus                                                                     | Dreigeschossiger Walmdachbau in Ecklage, mit Erker, Mittelrisalit, geschweiftem Giebel und Werksteingliederungen in Sandstein, Neurenaissance, 1898 | D-3-61-000-295 Wikidata           | weitere Bilder                                      |
| Regierungsstraße 2 (Standort)                                     | Bürgerhaus                                                                                           | Dreigeschossiger Walmdachbau mit Stuckgliederungen und geschnitzten Türflügeln, um 1730/40 | D-3-61-000-296 Wikidata           | weitere Bilder                                      |
| Regierungsstraße 5 (Standort)                                     | Ehemaliges Bürgerhaus, später Wohn- und Geschäftshaus                                                | zweigeschossiges massives Gebäude mit Halbwalm, wohl nach Brand unter Einbezug des mittelalterlichen Vorgängerbaus 1455 (dendrochronologisch datiert) erstellt, Veränderungen in der zweiten Hälfte des 19. Jh., Umbau des westlichen Giebels um 1927, mit rückwärtig anschließendem Nebengebäude, dreigeschossiger Bau mit Pultdach, wohl 18. Jh., im Inneren teilweise verändert | D-3-61-000-509                    | BW                                                  |
| Regierungsstraße 7 (Standort)                                     | Bürgerhaus                                                                                           | Dreigeschossiger und gestelzter Walmdachbau mit Pilaster- und Putzgliederungen, frühklassizistisch, 1793 | D-3-61-000-297 Wikidata           | weitere Bilder                                      |
| Regierungsstraße 8 (Standort)                                     | Ehemalige Regierungskanzlei                                                                          | Zweiteiliger, dreigeschossiger und traufständiger Komplex, südlich Quaderbau mit Satteldach, gegliedertem Giebel und Erker auf Säulen, bezeichnet mit „1545“, im Hof Erker 1547 und Treppenturm mit flachem Zeltdach, bezeichnet mit „1601“, nördlich mit Putzgliederungen und Portal mit Rokokotürflügeln, 1768; mit Ausstattung | D-3-61-000-298 Wikidata           | weitere Bilder                                      |
| Regierungsstraße 9 (Standort)                                     | Ehemaliger Gasthof zum Anker                                                                         | Zweigeschossiger und giebelständiger Steildachbau in Ecklage, wohl 17. Jahrhundert | D-3-61-000-299 Wikidata           | weitere Bilder                                      |
| Regierungsstraße 10 (Standort)                                    | Ehemaliges Rentmeisterhaus                                                                           | Zweigeschossiger Walmdachbau mit rustiziertem Portalrisalit, 1705 | D-3-61-000-300 Wikidata           | weitere Bilder                                      |
| Regierungsstraße 10 (Standort)                                    | Ehemaliges Rentmeisterhaus                                                                           | Zweiteiliges Rückgebäude, nach Süden zweigeschossiger Walmdachbau mit Rundfenstern unter der Traufe, Hausteinportal und Putzgliederungen, nördlich zweigeschossiger Walmdachbau mit Putzgliederungen, 18. Jahrhundert | D-3-61-000-300 Wikidata           | weitere Bilder                                      |
| Roßmarkt 4 (Standort)                                             | Bäckeranwesen                                                                                        | Dreigeschossiger und giebelständiger Satteldachbau mit profilierten Öffnungen, 17. Jahrhundert | D-3-61-000-303 Wikidata           | weitere Bilder                                      |
| Roßmarkt 8 (Standort)                                             | Wohn- und Geschäftshaus                                                                              | Vorderhaus, dreigeschossiger und giebelständiger Massivbau mit Satteldach, 1743–1748 (dendrochronologisch datiert), 1848 (dendrochronologisch datiert) Ostgiebel erneuert und begradigt, Ladenfront aus Holz in Neurenaissanceformen, um 1906 Anschließendes Rückgebäude, massiver zweigeschossiger Winkelbau mit Satteldach, 1743–1748 (dendrochronologisch datiert), Umbau Mitte 19. Jahrhundert | D-3-61-000-304 Wikidata           | weitere Bilder                                      |
| Roßmarkt 11 (Standort)                                            | Wohn- und ehemaliges Benefiziatenhaus                                                                | Zweigeschossiger und traufständiger Satteldachbau mit Walm nach Süden, um 1755, Überformungen um 1821 | D-3-61-000-305 Wikidata           | weitere Bilder                                      |
| Roßmarkt 12 (Standort)                                            | Wohnhaus                                                                                             | Zweigeschossiger und giebelständiger Satteldachbau mit profilierten Öffnungen und Figurennische, im Kern 15. Jahrhundert, Umbauten 18. Jahrhundert | D-3-61-000-306 Wikidata           | weitere Bilder                                      |
| Roßmarkt 13 (Standort)                                            | Ehemalige Buchdruckerei, jetzt Apotheke                                                              | Zweigeschossiger Walmdachbau mit niedrigerem östlichen Flachsatteldachanbau, Figurennische und profiliertem Traufgesims, 18. Jahrhundert | D-3-61-000-307 Wikidata           | weitere Bilder                                      |
| Salzgasse 5 (Standort)                                            | Wohnhaus, seit 1896 mit Synagoge                                                                     | Zweigeschossiger Walmdachbau mit Putzgliederungen und Portal mit Sprenggiebel, 19. Jahrhundert | D-3-61-000-308 Wikidata           | weitere Bilder                                      |
| Salzgasse 6 (Standort)                                            | Ehemaliges Salzmeisterhaus                                                                           | Dreigeschossiger Walmdachbau mit profilierten Öffnungen, 18. Jahrhundert | D-3-61-000-309 Wikidata           | weitere Bilder                                      |
| Salzstadelplatz 1 (Standort)                                      | Ehemaliger erster Salzstadel                                                                         | Westlicher Teil, das sogenannte Korar-Haus, um 1860 umgebaut zu einem dreigeschossigen und giebelständigen Satteldachbau mit stichbogigen Öffnungen, östlicher Teil eingeschossiger Steildachbau, im Kern um 1650 | D-3-61-000-311 Wikidata           | weitere Bilder                                      |
| Salzstadelplatz 3 (Standort)                                      | Ehemaliger zweiter Salzstadel                                                                        | Zweigeschossiger und traufständiger Satteldachbau mit Walm, mit Türmchen und Putzgliederungen, 18. Jahrhundert, Umbau um 1870 | D-3-61-000-312 Wikidata           | weitere Bilder                                      |
| Salzstadelplatz 5 (Standort)                                      | Ehemaliges Organistenwohnhaus                                                                        | Giebelständig, im Kern 15./16. Jahrhundert, mit Krüppelwalm, am Südteil vorkragendes Dach, verputztes Fachwerk, 1981 zu Gaststätte umgebaut | D-3-61-000-313 Wikidata           | weitere Bilder                                      |
| Salzstadelplatz 7 (Standort)                                      | Ehemaliges Beamtenanwesen mit Landwirtschaft                                                         | Zweigeschossiger und giebelständiger Satteldachbau mit Schweifgiebel und Putzgliederungen, 18. Jahrhundert | D-3-61-000-314 Wikidata           | weitere Bilder                                      |
| Salzstadelplatz 9 (Standort)                                      | Ehemaliges Handwerkeranwesen                                                                         | Dreigeschossiger und traufständiger Satteldachbau mit profiliertem Traufgesims, 16./17. Jahrhundert | D-3-61-000-315 Wikidata           | weitere Bilder                                      |
| Schiffbrückgasse 1 (Standort)                                     | Wohnhaus                                                                                             | Dreigeschossiger und traufständiger Satteldachbau mit profilierten Öffnungen, im Kern 16. Jahrhundert, zweites Obergeschoss in Fachwerk, 17. Jahrhundert | D-3-61-000-317 Wikidata           | weitere Bilder                                      |
| Schiffbrückgasse 3 (Standort)                                     | Ehemaliges kurfürstliches Beamtenwohnhaus, später Lebzelterei                                        | Dreigeschossiger und traufständiger Satteldachbau mit profilierten Öffnungen, zweites Obergeschoss in Fachwerk, bezeichnet mit „1599“ | D-3-61-000-318 Wikidata           | weitere Bilder                                      |
| Schiffbrückgasse 6 (Standort)                                     | Ehemaliges Unterrichterhaus                                                                          | Im 19. Jahrhundert sogenanntes Bürgermeisterhaus, zweigeschossiger und gegliederter Walmdachbau mit vorspringendem Mittelteil, Turm mit Kegeldach und profiliertem Traufgesims, im Kern 15. Jahrhundert | D-3-61-000-319 Wikidata           | weitere Bilder                                      |
| Schiffbrückgasse 7 (Standort)                                     | Zweigeschossiger Putzbau in Ecklage                                                                  | mit Krüppelwalmdach, Dach auf der Südseite um ein zweites OG angehoben, im Kern 1547 (dendro.dat), Dachtragwerk 1771 (dendro.dat.) | D-3-61-000-552                    | BW                                                  |
| Schiffbrückgasse 11 (Standort)                                    | Ehem. Lagerhaus, dann Wohnhaus                                                                       | zweigeschossiger Satteldachbau, an der Südostecke Eckquaderung aus Werkstein, 1723/24 (dendro.dat.), um 1900 für Wohnzwecke ausgebaut | D-3-61-000-549                    | BW                                                  |
| Schiffbrückgasse 13 (Standort)                                    | Wohnhaus                                                                                             | dreigeschossiges Gebäude mit steilem Satteldach, in massiver Bauweise, 1488 (dendro.dat.), Aufstockung einschließlich Fachwerkgiebel 1791/92 (dendro.dat.) | D-3-61-000-556                    | BW                                                  |
| Schiffgasse 1 (Standort)                                          | Ehemaliges Mesnerhaus von St. Martin                                                                 | Dreigeschossiger und giebelständiger Frackdachbau, 16. Jahrhundert | D-3-61-000-320 Wikidata           | weitere Bilder                                      |
| Schiffgasse 3 (Standort)                                          | Ehemalige Büchsenmacherei                                                                            | Dreigeschossiger Walmdachbau mit Putzgliederungen und gotischer Nischenfigur des heiligen Petrus, 16. Jahrhundert | D-3-61-000-321 Wikidata           | weitere Bilder                                      |
| Schiffgasse 5 (Standort)                                          | Ehemaliges Benefiziatenhaus                                                                          | Dreigeschossiger Steildachbau mit Krüppelwalm in Ecklage, 16. Jahrhundert, mit Hochwassermarken von 1682, 1784, 1876, 1909 | D-3-61-000-322 Wikidata           | weitere Bilder                                      |
| Schiffgasse 7 (Standort)                                          | Ehemaliges Fischerhaus                                                                               | Dreigeschossiger und traufständiger Steildachbau, 17. Jahrhundert | D-3-61-000-323 Wikidata           | weitere Bilder                                      |
| Schiffgasse 9 (Standort)                                          | Ehemaliges Fischerhaus                                                                               | Zweigeschossiger und traufständiger Steildachbau, 16. Jahrhundert | D-3-61-000-324 Wikidata           | weitere Bilder                                      |
| Schiffgasse 11 (Standort)                                         | Wohnhaus, um Mitte 18. Jahrhundert Werkstätte des Altarschreiners Leonhard Pacher                    | Dreigeschossiger und traufständiger Satteldachbau, 17. Jahrhundert | D-3-61-000-325 Wikidata           | weitere Bilder                                      |
| Schiffgasse 13 (Standort)                                         | Ehemaliges Fischerhaus                                                                               | Dreigeschossiger und traufständiger Satteldachbau mit Vorschussmauer, 17. Jahrhundert | D-3-61-000-326 Wikidata           | weitere Bilder                                      |
| Schiffgasse 15 (Standort)                                         | Ehemaliges Zeugmacherhaus                                                                            | Zweigeschossiger und traufständiger Steildachbau, 16. Jahrhundert, Fassadengemälde der Maria Immaculata, 18. Jahrhundert | D-3-61-000-327 Wikidata           | weitere Bilder                                      |
| Schiffgasse 19 (Standort)                                         | Hochwassermarken                                                                                     | Von 1784 und 1909 | D-3-61-000-329 Wikidata           | weitere Bilder                                      |
| Schloßgraben 1 (Standort)                                         | Amtsgebäude                                                                                          | Zweigeschossiger und gegliederter Quaderbau mit Zelt-, Walm- und Satteldächern, Treppenturm mit Kegeldach und Zwerchgiebel, Neurenaissance, bezeichnet mit „1903“ Eckturm, fünfgeschossiger Zeltdachbau mit Buckelquadern, 1454 | D-3-61-000-332 Wikidata           | weitere Bilder                                      |
| Schloßgraben 2 (Standort)                                         | Ehemaliges Stadthaus des Klosters Ensdorf                                                            | Dreigeschossiger Walmdachbau, im Kern 18. Jahrhundert, 1945 umgestaltet | D-3-61-000-333 Wikidata           | weitere Bilder                                      |
| Schloßgraben 3 (Standort)                                         | Südflügel des ehemaligen Kurfürstlichen Schlosses, jetzt Landratsamt                                 | Dreigeschossiger Satteldachbau mit profilierten Öffnungen, Volutengiebeln, Treppen- und Eckturm, Renaissance, begonnen 1416/17, Ausbau 1454, erweiterter Wiederaufbau nach Brand 1578, 1601–1603 Umbau und Aufstockung des Südflügels nach Plänen von Johann Schoch, Schloss 1768 bis auf Südflügel abgebrochen Terrassenaltane, Sandsteinquaderbau mit Balustersäulen und Kanzeln über gotischem Befestigungstor mit spitzbogigem Durchgang, frühes 17. Jahrhundert Sogenannte Stadtbrille, vierbogiger und zweigeschossiger Wassertorbau aus Quadermauerwerk, mit Satteldach und spornförmigen Flusspfeilern, westlich zweigeschossiger Torbau mit Walmdach, bezeichnet mit „1588“ Teilstück der Stadtmauer mit Unterbau eines Turms und Resten des Zwingers | D-3-61-000-334 Wikidata           | weitere Bilder                                      |
| Schrannenplatz 3 (Standort)                                       | Ehemaliges Regierungsadvokatenhaus                                                                   | Zweigeschossiger Walmdachbau in Ecklage, mit stichbogigen Portalrisalit im Zwickel zum südlichen Anbau und Stuckgliederungen, im Kern 16. Jahrhundert, Umgestaltung Mitte 18. Jahrhundert | D-3-61-000-336 Wikidata           | weitere Bilder                                      |
| Schrannenplatz 6 (Standort)                                       | Ehemaliges Beamtenwohnhaus                                                                           | Zweigeschossiger Walmdachbau mit Putzgliederungen, Aufzugsgaube und Tor mit Pilasterrahmung, 18. Jahrhundert | D-3-61-000-337 Wikidata           | weitere Bilder                                      |
| Schrannenplatz 7 (Standort)                                       | Ehemaliges Beamtenwohnhaus                                                                           | Dreigeschossiger Walmdachbau mit geohrten Rahmungen, Säulenportal und Erkervorbau im Hof, nach Süden zweigeschossiger Satteldachanbau, Umbau um 1790 | D-3-61-000-338 Wikidata           | weitere Bilder                                      |
| Schrannenplatz 8 (Standort)                                       | Ehemalige Franziskanerklosterkirche St. Bernhardin                                                   | Langhaus mit eingezogenem Chor, nach Westen Krüppelwalm, Grundsteinlegung 1455, Chor bezeichnet „1464“, Vollendung 1482, 1803 Umgestaltung zum Stadttheater, Umbau 1971–1978 | D-3-61-000-339 Wikidata           | weitere Bilder                                      |
| Schreinergasse 3 (Standort)                                       | Ehemaliges Handwerkerhaus                                                                            | Dreigeschossiger und traufständiger Satteldachbau, im Kern 17. Jahrhundert, prägender Umbau 1886, Dachstuhl mit Kniestock 1896 | D-3-61-000-340 Wikidata           | Ehemaliges Handwerkerhaus                           |
| Seminargasse 14 (Standort)                                        | Ehemaliges Jesuitenseminar, 1772–1803 Theater                                                        | Dreigeschossiger und traufständiger Satteldachbau mit Kniestock und stichbogiger Toreinfahrt, 1670, nach Brand 1878 erneuert | D-3-61-000-346 Wikidata           | weitere Bilder                                      |
| Spitalgraben 2a (Standort)                                        | Lichtspielhaus Ring-Theater                                                                          | Zweigeschossiges und quadratisches Gebäude mit flachem Mansarddach und diagonal gestelltem, ovalem Kinosaal, 1954 von Edwin Gräf | D-3-61-000-429 Wikidata           | weitere Bilder                                      |
| Spitalgraben 15 (Standort)                                        | Rückgebäude                                                                                          | 16. Jahrhundert (heute Spitalgraben 15) | D-3-61-000-119 zugehörig Wikidata | Rückgebäude                                         |
| Steinhofgasse 2 (Standort)                                        | Ehemalige Kavalleriekaserne                                                                          | Zweigeschossiger und dreiflügeliger Walmdachbau mit stichbogigen Öffnungen, 1862 | D-3-61-000-348 Wikidata           | weitere Bilder                                      |
| Steinhofgasse 4 (Standort)                                        | Ehemalige Weißbäckerei                                                                               | Zweigeschossiger und giebelständiger Steildachbau mit gefasten Öffnungen im Giebel, bezeichnet mit „1554“ | D-3-61-000-349 Wikidata           | weitere Bilder                                      |
| Steinhofgasse 11 (Standort)                                       | Ehemalige Weißbäckerei                                                                               | Zweigeschossiger und giebelständiger Steildachbau, 17. Jahrhundert | D-3-61-000-350 Wikidata           | weitere Bilder                                      |
| Untere Nabburger Straße 1 (Standort)                              | Ehemaliges Kommandantenhaus                                                                          | Dreigeschossiger Walmdachbau in Ecklage, im Kern 17. Jahrhundert, mit Fassadenfigur des heiligen Joseph | D-3-61-000-353 Wikidata           | weitere Bilder                                      |
| Untere Nabburger Straße 2 (Standort)                              | Ehemaliges Hofkastenamtsgebäude                                                                      | Zweigeschossiger und traufständiger Satteldachbau in Ecklage, mit Volutengiebel, Eckerker, Putzgliederungen, im Kern gotisch und Fassadenfigur der Maria Immaculata in Säulennische, spätbarock, 18. Jahrhundert | D-3-61-000-354 Wikidata           | weitere Bilder                                      |
| Untere Nabburger Straße 4 (Standort)                              | Rückgebäude                                                                                          | Dreigeschossiger Walmdachbau mit Balustradenumgang, 17. Jahrhundert | D-3-61-000-355 Wikidata           | BW                                                  |
| Untere Nabburger Straße 6 (Standort)                              | Metzgeranwesen                                                                                       | Zweigeschossiger und traufständiger Satteldachbau mit Putzgliederungen, 18. Jahrhundert Rückgebäude, zweigeschossiger und traufständiger Satteldachbau mit Treppengiebel und spitzbogigen Öffnungen, im Kern wohl spätgotisch, 15. Jahrhundert | D-3-61-000-357 Wikidata           | weitere Bilder                                      |
| Untere Nabburger Straße 8 (Standort)                              | Gasthaus                                                                                             | Zweigeschossiger und traufständiger Steildachbau mit profilierten Öffnungen, bezeichnet mit „1796“, Torflügel Biedermeier, um 1830 Rückgebäude, zweigeschossiger Satteldachbau mit Treppengiebel und Spitzbogentür, im Kern wohl 16. Jahrhundert; Anwesen nach Brand in Teilen erneuert | D-3-61-000-358 Wikidata           | weitere Bilder                                      |
| Untere Nabburger Straße 16 (Standort)                             | Ehemalige Weißbäckerei                                                                               | Zweigeschossiger und giebelständiger Satteldachbau in Ecklage, mit profilierten Öffnungen, im Kern wohl 17. Jahrhundert | D-3-61-000-359 Wikidata           | weitere Bilder                                      |
| Untere Nabburger Straße 21 (Standort)                             | Ehemalige Bäckerei                                                                                   | Zweigeschossiger und giebelständiger Satteldachbau mit Putzgliederungen, wohl 17. Jahrhundert, modern bezeichnet mit „1573“ | D-3-61-000-360 Wikidata           | weitere Bilder                                      |
| Untere Nabburger Straße 28 (Standort)                             | Ehemaliger Stadel, sogenannter Kolb-Stadel                                                           | Zweigeschossiger und traufständiger Satteldachbau mit zweigeschossiger Aufzugsgaube in Fachwerk und korbbogigem Einfahrtstor, wohl 18. Jahrhundert | D-3-61-000-362 Wikidata           | weitere Bilder                                      |
| Untere Nabburger Straße 34 (Standort)                             | Gasthaus                                                                                             | Zweigeschossiger und giebelständiger Steildachbau mit profilierten Öffnungen, 17. Jahrhundert | D-3-61-000-363 Wikidata           | weitere Bilder                                      |
| Militärspitalgasse 8 (Standort)                                   | Stadel                                                                                               | zweigeschossiger und traufständiger Satteldachbau mit stichbogigen Öffnungen, Ziegel, zweifarbig gegliedert, zweite Hälfte 19. Jahrhundert | D-3-61-000-363 Wikidata           | weitere Bilder                                      |
| Viehmarkt 2 (Standort)                                            | Ehemaliges Metzgeranwesen                                                                            | Zweigeschossiger und giebelständiger Satteldachbau mit Putzgliederungen, 18. Jahrhundert, im Kern wohl noch 16. Jahrhundert, seitliche Altane mit Gusseisengitter und östliche Erweiterung, 19. Jahrhundert | D-3-61-000-366 Wikidata           | weitere Bilder                                      |
| Viehmarkt 2 (Standort)                                            | Ehemaliges Metzgeranwesen                                                                            | Eingeschossiger Ladenvorbau mit stichbogigen Öffnungen, zweite Hälfte 19. Jahrhundert | D-3-61-000-366 Wikidata           | weitere Bilder                                      |
| Viehmarkt 4 (Standort)                                            | Ehemaliges Metzgeranwesen, Nebengebäude                                                              | Zweigeschossiger und traufständiger Satteldachbau mit Fachwerkgiebel, Aufzugsgaube, im Kern 16. Jahrhundert | D-3-61-000-366 Wikidata           | weitere Bilder                                      |
| Viehmarkt 4 (Standort)                                            | Reststück der ersten Stadtmauer                                                                      | des 12. Jahrhunderts | D-3-61-000-455                    | BW                                                  |
| Viehmarktgasse 4 (Standort)                                       | Wohnhaus                                                                                             | Dreigeschossiger und traufständiger Satteldachbau mit Erker, am rückwärtigen Gebäudeteil Fachwerk, zum Teil freigelegt, bezeichnet mit „1550“, Umbauten 17. /18. Jahrhundert | D-3-61-000-368 Wikidata           | weitere Bilder                                      |
| Viehmarktgasse 8 (Standort)                                       | Ehemaliges Wirtshaus Zum Schwarzen Bären                                                             | Zweigeschossiger und traufständiger Satteldachbau mit hofseitiger Altane, im Kern 16./17. Jahrhundert, modern bezeichnet mit „1576“ Im Rückgebäude Reststück der ersten Stadtmauer | D-3-61-000-369 Wikidata           | weitere Bilder                                      |
| Vils (Standort)                                                   | Holzbrücke, sogenannte Schiffbrücke                                                                  | Ständerbau mit Walmdach auf massivem Flusspfeiler, bezeichnet mit „1761“ | D-3-61-000-316 Wikidata           | weitere Bilder                                      |
| Vilsstraße 1 (Standort)                                           | Wohnhaus                                                                                             | Zweigeschossiger und traufständiger Satteldachbau mit Walm und Kniestock, 18. Jahrhundert, mit späteren Veränderungen | D-3-61-000-370 Wikidata           | weitere Bilder                                      |
| Vilsstraße 3 (Standort)                                           | Ehemalige Melberei                                                                                   | Zweigeschossiger und traufständiger Satteldachbau mit stichbogiger Toreinfahrt, 17. Jahrhundert Ehemaliger Stadel, eingeschossiger Steildachbau mit stichbogigen Öffnungen, bezeichnet mit „1587“ | D-3-61-000-372 Wikidata           | weitere Bilder                                      |
| Vilsstraße 5 (Standort)                                           | Ehemalige Hufschmiede                                                                                | Dreigeschossiger und traufständiger Satteldachbau mit Putzgliederungen, 19. Jahrhundert | D-3-61-000-373 Wikidata           | weitere Bilder                                      |
| Vilsstraße 7 (Standort)                                           | Ehemaliges Beamtenwohnhaus                                                                           | Zweigeschossiger und giebelständiger Satteldachbau mit Halbwalm, Putzgliederungen und gewölbtem Durchgang in rückwärtigem Anbau, 18. Jahrhundert Rückgebäude, zweigeschossiger und giebelständiger Satteldachbau, 16./17. Jahrhundert | D-3-61-000-374 Wikidata           | weitere Bilder                                      |
| Vilsstraße 13 (Standort)                                          | Ehemalige Schmiede                                                                                   | Zweigeschossiger und traufständiger Satteldachbau mit Fachwerkgiebel und Pferdeunterstand, Ständerbau mit Flachdach, 17./18. Jahrhundert | D-3-61-000-375 Wikidata           | weitere Bilder                                      |
| Waisenhausgasse 1 (Standort)                                      | Ehemaliges Bäckeranwesen, seit 1550 sogenannter Eselsbäck                                            | Zweigeschossiger und traufständiger Satteldachbau, 16. Jahrhundert, mit Relief eines Esels, spätgotisch, 15./16. Jahrhundert | D-3-61-000-376 Wikidata           | weitere Bilder                                      |
| Waisenhausgasse 2 (Standort)                                      | Wirtshaus Goldene Krone                                                                              | Zweigeschossiger und giebelständiger Satteldachbau mit profilierten Öffnungen und Putzgliederungen, im Kern 16. Jahrhundert | D-3-61-000-377 Wikidata           | weitere Bilder                                      |
| Waisenhausgasse 3, 4 (Standort)                                   | Doppelanwesen, ab 1737 Waisenhaus                                                                    | Westlich ehemaliges Beamtenanwesen, dreigeschossiger und traufständiger Quaderbau mit Satteldach und profilierten Öffnungen, 16. Jahrhundert Östlich Wohnhaus, dreigeschossiger und giebelständiger Quaderbau mit Satteldach, bezeichnet mit „1551“, mit Stiftungstafel des Waisenhauses, 1737 | D-3-61-000-378 Wikidata           | weitere Bilder                                      |
| Zehentgasse 4 (Standort)                                          | Steintafel vom Vorgängerbau                                                                          | Rollwerk in Sandstein, Renaissance, bezeichnet mit „1612“ | D-3-61-000-387 Wikidata           | weitere Bilder                                      |
| Zeughausstraße 1, 1a (Standort)                                   | Sogenanntes Raseliushaus, ehemals Gewerbeschule, jetzt Stadtbibliothek                               | Zwei- bis dreigeschossiger und gegliederter Komplex mit Sattel- und Walmdächern, Treppenturm und Putzgliederungen, neubarock, wohl Ende 19. Jahrhundert, rückwärts völlig erneuert | D-3-61-000-310 Wikidata           | weitere Bilder                                      |
| Zeughausstraße 2 (Standort)                                       | Ehemaliges Kurfürstliches Zeughaus, jetzt Landratsamt, dreiflügelige Anlage                          | Sogenanntes Neues Haus, zweigeschossiger und winkelförmiger Satteldachbau, nördlich mit Treppengiebel und spitzbogiger Tordurchfahrt, östlich mit Zwerchhaus mit Volutengiebel, spitzbogigen Toren 1502 | D-3-61-000-388 Wikidata           | weitere Bilder                                      |
| Zeughausstraße 2 (Standort)                                       | Ehemaliges Kurfürstliches Zeughaus, jetzt Landratsamt, dreiflügelige Anlage                          | Südflügel, gestelzter zweigeschossiger und traufständiger Satteldachbau mit Volutengiebeln, viergeschossigem Treppenturm, Gesimsteilungen und Putzgliederungen, unter Einbeziehung der Stadtmauer, 1604 | D-3-61-000-388 Wikidata           | weitere Bilder                                      |
| Zeughausstraße 2 (Standort)                                       | Ehemaliges Kurfürstliches Zeughaus, jetzt Landratsamt, dreiflügelige Anlage                          | Wachturm mit Zinnenkranz, Bruchstein mit Eckquadern, 14. Jahrhundert | D-3-61-000-388 Wikidata           | weitere Bilder                                      |
| Zeughausstraße 12 (Standort)                                      | Ehemaliges Handwerkerhaus                                                                            | Dreigeschossiger und traufständiger Satteldachbau mit Putzgliederungen, im Kern spätgotisch, im 18. Jahrhundert aufgestockt | D-3-61-000-389 Wikidata           | weitere Bilder                                      |
| Zeughausstraße 14 (Standort)                                      | Ehemalige Büttnerei                                                                                  | Zweigeschossiger und traufständiger Satteldachhaus mit Zwerchhaus, geohrten Rahmungen und seitlicher Toreinfahrt, 18. Jahrhundert | D-3-61-000-390 Wikidata           | weitere Bilder                                      |
| Zeughausstraße 18 (Standort)                                      | Ehemaliges städtisches Zeughaus, jetzt Stadtmuseum, sogenanntes Kolonnenhaus                         | Dreigeschossiger und giebelständiger Satteldachbau mit Treppengiebel und profilierten Öffnungen, Mitte 16. Jahrhundert, Umbauten im 17. Jahrhundert | D-3-61-000-391 Wikidata           | weitere Bilder                                      |
| Zeughausstraße 18 (Standort)                                      | Ehemaliges städtisches Zeughaus, Toreinfahrt                                                         | Seitlich stichbogig, bezeichnet mit „1739“ | D-3-61-000-391 Wikidata           | BW                                                  |
| Zeughausstraße 18 (Standort)                                      | Ehemaliges städtisches Zeughaus, ehemaliger Baustadel                                                | Zweigeschossiger und giebelständiger Steildachbau mit Ladeluken, bezeichnet mit „1544“ und „1682“ | D-3-61-000-391 Wikidata           | weitere Bilder                                      |
| Ziegelgasse 7 (Standort)                                          | Ehemalige städtische Wirtschafts- und Knabenschule                                                   | Dreigeschossiger Walmdachbau mit Frontispiz und Eckrisaliten, Backstein mit Werksteingliederungen in Sandstein, spätklassizistisch, bezeichnet mit „1878“ | D-3-61-000-434 Wikidata           | weitere Bilder                                      |
| Ziegelgasse 7 (Standort)                                          | Tafel mit dem Stadtwappen                                                                            | In architektonischer Rahmung, Sandstein, Renaissance, bezeichnet mit „1551“ | D-3-61-000-18                     | Tafel mit dem Stadtwappen                           |
| Ziegelgasse 13 (Standort)                                         | Ehemaliges Metzgeranwesen                                                                            | Zweigeschossiger und giebelständiger Satteldachbau mit Putzgliederungen, im Kern um 1690 | D-3-61-000-393 Wikidata           | weitere Bilder                                      |
| Ziegelgasse 16 (Standort)                                         | Rundbogenflachrelief Maria mit Kind                                                                  | Spätes 19. Jahrhundert | D-3-61-000-394 Wikidata           | weitere Bilder                                      |
| Ziegelgasse 26 (Standort)                                         | Ehemaliges Inwohnerhaus                                                                              | Zweigeschossiger und traufständiger Satteldachbau mit korbbogiger Türrahmung, bezeichnet mit „1601“, modern verändert | D-3-61-000-395 Wikidata           | weitere Bilder                                      |
| Ziegelgasse 27 (Standort)                                         | Wohnhaus                                                                                             | Zweigeschossiger und giebelständiger Satteldachbau mit profilierten Fensterrahmungen, im Kern 17. Jahrhundert, Umbau Ende 19. Jahrhundert | D-3-61-000-396 Wikidata           | weitere Bilder                                      |
| Ziegelgasse 30 (Standort)                                         | Ehemaliges Metzgeranwesen                                                                            | Zweigeschossiger und traufständiger Satteldachbau, 16./17. Jahrhundert | D-3-61-000-398 Wikidata           | weitere Bilder                                      |
| Ziegelgasse 40 (Standort)                                         | Wohnhaus                                                                                             | Dreigeschossiger und traufständiger Satteldachbau mit Mittelrisalit, 1898 anstelle des ehemaligen Militärstockhauses Reste der Stadtmauer | D-3-61-000-399 Wikidata           | weitere Bilder                                      |

#### Einzeldenkmale innerhalb des Ensembles Wallfahrtskirche Mariahilf mit Umgebung
| Lage                               | Objekt                                              | Beschreibung | Akten-Nr.                         | Bild           |
| ---------------------------------- | --------------------------------------------------- | --- | --------------------------------- | -------------- |
| Auf dem Mariahilfberg 2 (Standort) | Ehemaliges Mesnerhaus, jetzt Bergwirtschaft         | Winkelförmiger und zweigeschossiger Walmdachbau, bezeichnet mit „1709“ | D-3-61-000-215 Wikidata           | weitere Bilder |
| Auf dem Mariahilfberg 3 (Standort) | Franziskanerkloster                                 | Zweigeschossiger Walmdachbau mit eingeschossigem Anbau und Übergang zur Kirche, 1697, erweitert 1861 | D-3-61-000-216 Wikidata           | weitere Bilder |
| Auf dem Mariahilfberg 3 (Standort) | Franziskanerkloster                                 | Abschnitte der Einfriedungsmauern, Bruchstein, 17./18. Jahrhundert | D-3-61-000-216 Wikidata           | weitere Bilder |
| Auf dem Mariahilfberg 4 (Standort) | Katholische Filial- und Wallfahrtskirche Maria Hilf | Wandpfeilerbau aus Quadermauerwerk, Chorturm mit Zwiebelhaube und Laterne, Schaufassade mit Pilastergliederung und Figurennischen, spätbarock, 1697–1703 von Georg Peimbl nach Plänen von Wolfgang Dientzenhofer; Ausstattung und Turm bis 1722 fertig gestellt | D-3-61-000-213 Wikidata           | weitere Bilder |
| Auf dem Mariahilfberg 4 (Standort) | Treppenanlage                                       | zur Fassade, bauzeitlich | D-3-61-000-213 zugehörig Wikidata | weitere Bilder |
| Auf dem Mariahilfberg 5 (Standort) | Ehemaliges Pilgerhospiz                             | Zweigeschossiger Walmdachbau, 1728, seit 1858 Forsthaus | D-3-61-000-217 Wikidata           | weitere Bilder |
| Nähe Mariahilfbergweg (Standort)   | Ehemalige Loretokapelle                             | Walmdachbau mit Schweifgiebel, 1675, umgestaltet 1783, seit 1859 als Grabkapelle die 14. Station des Kreuzwegs | D-3-61-000-214 Wikidata           | weitere Bilder |
| Nähe Mariahilfbergweg (Standort)   | 13 Kreuzwegstationen                                | Granit-Ädikulen mit Reliefbildern aus Ton, 1858/59 | D-3-61-000-214 Wikidata           | weitere Bilder |

#### Einzeldenkmale in der restlichen Kernstadt
| Lage                                             | Objekt                                                                             | Beschreibung | Akten-Nr.                         | Bild                                                                               |
| ------------------------------------------------ | ---------------------------------------------------------------------------------- | --- | --------------------------------- | ---------------------------------------------------------------------------------- |
| Am Anschuss 1 (Standort)                         | Wohnhaus                                                                           | Dreigeschossiger Mansardwalmdachbau mit Zwerchhäusern, Eisenblech-Fensterverblendungen und Stuckornamenten, Neoempire, bezeichnet mit 1911 | D-3-61-000-2                      | Wohnhaus                                                                           |
| Am Schanzl 5 (Standort)                          | Ehemaliges Feldhüterhäuschen                                                       | Eingeschossiger Walmdachbau des 18. Jahrhunderts, auf Turmhügel des 12. Jahrhunderts | D-3-61-000-3                      | Ehemaliges Feldhüterhäuschen                                                       |
| Archivstraße 1 (Standort)                        | Wasserwirtschafts- und ehemaliges Landbauamt                                       | Zweigeschossiger und gestelzter Zweiflügelbau mit Walmdach, Erkern und Puttoreliefs, später Jugendstil, 1910 Einfriedung mit Eckpavillon und Treppenwangen, Beton, um 1910 | D-3-61-000-4                      | Wasserwirtschafts- und ehemaliges Landbauamt                                       |
| Archivstraße 3; Weißenburger Straße 3 (Standort) | Staatsarchiv                                                                       | Zweigeschossiger und gestelzter Walmdachbau mit Zierportal, Eckerker und Putzgliederungen, später Jugendstil, bezeichnet mit „1910“ Einfriedung mit Eckpavillon, Beton, um 1910 | D-3-61-000-5                      | weitere Bilder                                                                     |
| Archivstraße 5, 7 (Standort)                     | Doppelmietshaus                                                                    | Zweigeschossige Walmdachbauten mit Altane, Putzgliederungen und Türmen mit Kegeldächern, historisierender Jugendstil, 1914 | D-3-61-000-6                      | Doppelmietshaus                                                                    |
| Archivstraße 18; Gymnasiumstraße 7 (Standort)    | Erasmus-Gymnasium                                                                  | Gegliederter, dreigeschossiger und gestelzter Walmdachbau, mit Altane, Erkern, Treppenturm und Portal, Hausteingliederungen in Sandstein, historistisch, 1914–1921 Turnhalle, eingeschossiger und gestelzter Walmdachbau mit Rundbogenfenstern und Lisenengliederungen, später Jugendstil, um 1920 | D-3-61-000-110 Wikidata           | weitere Bilder                                                                     |
| Auf dem Mariahilfberg (Standort)                 | Assistenzfiguren einer Kreuzigungsgruppe                                           | Maria und Johannes Evangist, Sandstein, spätbarock, 1743 von Joachim Schlott | D-3-61-000-218 Wikidata           | BW                                                                                 |
| Drahthammerstraße 30 (Standort)                  | Ehemaliges Hammerschloss, später Hotel                                             | Zweigeschossiger und giebelständiger Steildachbau mit Fachwerk, Zwerchhausrisalit und Altane, barockisierender Heimatstil, um 1910 Stadel, giebelständiger Steildachbau, wohl 17. Jahrhundert; modern stark verändert | D-3-61-000-45                     | weitere Bilder                                                                     |
| Dreifaltigkeitsstraße 9 (Standort)               | Katholische Pfarrkirche Heilige Dreifaltigkeit                                     | Dreischiffige Basilika mit eingezogenem Chor, Rahmengliederungen und Fassadenturm mit Haubendach und Laterne; mit Ausstattung Pfarrhaus, zweigeschossiger Walmdachbau mit Eckeingang und Rahmengliederungen; 1926–1928 nach Plänen von Gustav Gsänger und Georg Holzbauer | D-3-61-000-46                     | Katholische Pfarrkirche Heilige Dreifaltigkeit                                     |
| Eisbergweg 44 (Standort)                         | Ehemaliges Feldhüterhäuschen                                                       | Eingeschossiges Kleinhaus mit Walmdach, 18./19. Jahrhundert | D-3-61-000-49 Wikidata            | BW                                                                                 |
| Fallweg 2 (Standort)                             | Ehemaliges Bauernhaus                                                              | Dreigeschossiger und traufständiger Wohnstallbau mit Steildach, 18./19. Jahrhundert | D-3-61-000-51                     | BW                                                                                 |
| Fleurystraße 11 (Standort)                       | Ehemaliges Leprosenhaus für Frauen                                                 | Zweigeschossiger und giebelständiger Steildachbau mit Glockendachreiter und abgewalmtem Anbau, 14. Jahrhundert, Aufstockung um 1520 (Glocke im Dachreiter bezeichnet mit „1519“); In der Ummauerung Steinportal mit profiliertem Sturz und Inschrifttafel in Volutenrahmen, bezeichnet mit „1522“ | D-3-61-000-56                     | BW                                                                                 |
| Fleurystraße 13 (Standort)                       | Ehemalige Aussegnungshalle                                                         | Eingeschossiger und giebelständiger Satteldachbau mit Rundbogenfenstern, Rundbogenstil, Mitte 19. Jahrhundert | D-3-61-000-57                     | BW                                                                                 |
| Freischützgäßchen 2 (Standort)                   | Ehemaliges Bauernhaus                                                              | Zweigeschossiger Walmdachbau mit stichbogigen Öffnungen, um 1800 | D-3-61-000-64                     | BW                                                                                 |
| Freischützgäßchen 13 (Standort)                  | Wohnhaus                                                                           | Zweigeschossiger Mansardwalmdachbau, frühes 19. Jahrhundert | D-3-61-000-65                     | BW                                                                                 |
| Galgenbergweg 2 (Standort)                       | Ehemaliges Wirtshaus mit Keller, sogenannter Lammwirtskeller                       | Zweigeschossiger Walmdachbau, spätes 17. Jahrhundert, stark modernisiert | D-3-61-000-81                     | BW                                                                                 |
| Gasfabrikstraße 15 (Standort)                    | Ehemaliges Direktionsgebäude der Gewehrfabrik                                      | Zweigeschossiger und traufständiger Halbwalmdachbau mit Volutengiebel, Erker mit Altane und Putzgliederungen, neubarock, 1887 | D-3-61-000-82                     | Ehemaliges Direktionsgebäude der Gewehrfabrik                                      |
| Kaiser-Ludwig-Ring 31 (Standort)                 | Mietshaus                                                                          | Dreigeschossiger und gestelzter Mansardwalmdachbau mit Risalit, Erker und Putzgliederungen, Jugendstil, 1907 | D-3-61-000-151 Wikidata           | weitere Bilder                                                                     |
| Kaiser-Wilhelm-Ring 7 (Standort)                 | Ehemalige Lehrerbildungsanstalt, jetzt Max-Reger-Gymnasium                         | Viergeschossige, gegliederte Mehrflügelanlage mit Walmdächern, Risaliten und Hausteingliederungen, 1878 von Georg Freiherr von Stengel, Aufstockung des dritten Obergeschosses ab 1962 | D-3-61-000-154 Wikidata           | weitere Bilder                                                                     |
| Kaiser-Wilhelm-Ring 8 (Standort)                 | Mietshaus                                                                          | Dreigeschossiger und gestelzter Walmdachbau mit Quadersockel, Mittelrisalit und Erker, Sichtziegel mit Sandsteingliederungen, 1896 | D-3-61-000-155 Wikidata           | Mietshaus                                                                          |
| Kaiser-Wilhelm-Ring 12 (Standort)                | Mietshaus                                                                          | repräsentativer dreigeschossiger Walmdachbau mit Zwerchhäusern, Eckrisaliten, Altane und Eckerker, mit Pilastergliederung und rustizierendem Putzdekor, in historisierenden Formen, um 1900 | D-3-61-000-535                    | Mietshaus                                                                          |
| Kaiser-Wilhelm-Ring 23 (Standort)                | Kaiser-Wilhelm-Kaserne, ehemalige Infanteriekaserne, Südbau                        | Dreigeschossiger Walmdachbau mit Kniestock, viergeschossigen Pavillonen und Lisenengliederung | D-3-61-000-343 Wikidata           | weitere Bilder                                                                     |
| Kaiser-Wilhelm-Ring 23 (Standort)                | Kaiser-Wilhelm-Kaserne, ehemalige Infanteriekaserne, Südwestbau                    | Dreigeschossiger Walmdachbau mit Bogenfenstern und Lisenengliederungen | D-3-61-000-343 Wikidata           | weitere Bilder                                                                     |
| Kaiser-Wilhelm-Ring 23 (Standort)                | Kaiser-Wilhelm-Kaserne, ehemalige Infanteriekaserne, Nordostbau                    | Dreigeschossiger Walmdachbau mit Bogenfenstern und Lisenengliederungen | D-3-61-000-343 Wikidata           | weitere Bilder                                                                     |
| Kaiser-Wilhelm-Ring 23 (Standort)                | Kaiser-Wilhelm-Kaserne, ehemalige Infanteriekaserne, Nordbau                       | Viergeschossiger Satteldachbau mit Kniestock, fünfgeschossigen Pavillonen mit Walmdach, mittiger Durchfahrt und Lisenengliederungen | D-3-61-000-343 Wikidata           | weitere Bilder                                                                     |
| Kaiser-Wilhelm-Ring 23 (Standort)                | Kaiser-Wilhelm-Kaserne, ehemalige Infanteriekaserne, Nordwestbau                   | Dreigeschossiger Walmdachbau mit Bogenfenstern und Lisenengliederungen | D-3-61-000-343 Wikidata           | weitere Bilder                                                                     |
| Kaiser-Wilhelm-Ring 23 (Standort)                | Kaiser-Wilhelm-Kaserne, ehemalige Infanteriekaserne, Südostbau                     | Dreigeschossiger Walmdachbau mit Bogenfenstern und Lisenengliederungen | D-3-61-000-343 Wikidata           | weitere Bilder                                                                     |
| Kaiser-Wilhelm-Ring 23 (Standort)                | Kaiser-Wilhelm-Kaserne, ehemalige Infanteriekaserne                                | Flügel an der Sechserstraße 1866–1868, Erweiterungsbauten 1888–1889 und 1897–1898, erneuert nach 1950 seit 1997 Fachhochschule | D-3-61-000-343 Wikidata           | BW                                                                                 |
| Kaiser-Wilhelm-Ring 43 (Standort)                | Mietshaus                                                                          | Dreigeschossiger und gegliederter Walmdachbau mit Risalit, Erker mit Glockendach und Putzgliederungen, Jugendstil, 1907 | D-3-61-000-157 Wikidata           | Mietshaus                                                                          |
| Katharinenfriedhofstraße 1, 3 und 5 (Standort)   | Katholische Friedhofkirche St. Katharina                                           | Saalbau mit eingezogenem Chor, verblechtem Glockendachreiter mit Zwiebelhaube und Vorhalle, spätgotisch, drittes Viertel 14. Jahrhundert (vor 1382), Veränderungen 18. Jahrhundert; mit Ausstattung Ehemaliges Benefiziatenhaus, ab 1540 Krankenhaus, zweigeschossiger und abgewalmter Satteldachbau mit gefasten Öffnungen, 16. Jahrhundert, 1588 mit zweigeschossigem Walmdachbau erweitert Katharinenfriedhof, im Kern 16. Jahrhundert, bis in das 19. Jahrhundert zu einer dreifach terrassierten Anlage erweitert, mit Grabkreuzen und -steinen des 19. und frühen 20. Jahrhunderts (siehe Liste der Grabdenkmäler) Friedhofsmauer mit Lisenengliederung und Rahmen, Ziegel, 19. Jahrhundert, teilweise erneuert Leichenhaus, eingeschossiger Walmdachbau mit Zwerchgiebel und dreibogiger Vorhalle, zweifarbiges Ziegelmauerwerk, 1892 Friedhofskreuz mit Dreipassenden und Korpus im Viernageltypus, Gusseisen, auf Werksteinsockel aus Granit mit Inschrifttafeln, bezeichnet mit „1901“ | D-3-61-000-165 Wikidata           | BW                                                                                 |
| Kellerweg 4, Kirchensteig 9 (Standort)           | Ehemaliger Bierkeller                                                              | Mit rundbogigem Tor, frühes 18. Jahrhundert nicht nachqualifiziert, im Bayerischen Denkmal-Atlas nicht kartiert | D-3-61-000-169 Wikidata           | Ehemaliger Bierkeller                                                              |
| Kirchensteig 7 (Standort)                        | Ehemaliger Bierkeller                                                              | Im Kern frühes 18. Jahrhundert, Torbogen bezeichnet „1817“ nicht nachqualifiziert, im Bayerischen Denkmal-Atlas nicht kartiert | D-3-61-000-168 Wikidata           | Ehemaliger Bierkeller                                                              |
| Kirchensteig 11 (Standort)                       | Ehemaliger Bierkeller                                                              | Mit rundbogigem Zugang, frühes 18. Jahrhundert nicht nachqualifiziert, im Bayerischen Denkmal-Atlas nicht kartiert | D-3-61-000-170 Wikidata           | BW                                                                                 |
| Kirchensteig 13 (Standort)                       | Ehemaliger Bierkeller                                                              | Mit rundbogigem Zugang, wohl 18./19. Jahrhundert nicht nachqualifiziert, im Bayerischen Denkmal-Atlas nicht kartiert | D-3-61-000-171 Wikidata           | BW                                                                                 |
| Kirchensteig 15 (Standort)                       | Ehemaliger Bierkeller                                                              | Mit rundbogigem Eingang und Lichtschacht, wohl 18./19. Jahrhundert nicht nachqualifiziert, im Bayerischen Denkmal-Atlas nicht kartiert | D-3-61-000-172 Wikidata           | Ehemaliger Bierkeller                                                              |
| Kirchensteig 17 (Standort)                       | Ehemaliger Bierkeller                                                              | Mit geradem Zugang, wohl 18./19. Jahrhundert nicht nachqualifiziert, im Bayerischen Denkmal-Atlas nicht kartiert | D-3-61-000-174 Wikidata           | Ehemaliger Bierkeller                                                              |
| Kirchensteig 19 (Standort)                       | Ehemaliger Bierkeller                                                              | Mit korbbogigem Tor, bezeichnet „1829“ nicht nachqualifiziert, im Bayerischen Denkmal-Atlas nicht kartiert | D-3-61-000-175 Wikidata           | Ehemaliger Bierkeller                                                              |
| Kochkellerstraße 2 (Standort)                    | Wohnhaus, sogenanntes Platen-Haus                                                  | Zweigeschossiger Walmdachbau mit Rundbogenfenstern, Mittelrisalit und Eckrustizierung, 1850 | D-3-61-000-179 Wikidata           | Wohnhaus, sogenanntes Platen-Haus                                                  |
| Luitpoldstraße 1 (Standort)                      | Schulhaus                                                                          | Dreigeschossiger und gestelzter Satteldachbau mit Treppenhausrisalit mit Säulenportalen, Uhrengiebel und Dachreiter, neubarock, 1901/02 Einfriedung, Schmiedeeisenzaun mit verdachten Pfeilern, neubarock, um 1902 | D-3-61-000-205 Wikidata           | Schulhaus                                                                          |
| Luitpoldstraße 2 (Standort)                      | Mietshaus                                                                          | Dreigeschossiger Kopfbau mit Mansardwalmdach, Eckturm und Putzgliederungen, Jugendstil, bezeichnet mit „1907“ | D-3-61-000-206 Wikidata           | Mietshaus                                                                          |
| Mariahilfbergweg 2 (Standort)                    | Villa                                                                              | Zweigeschossiger und gegliederter Walmdachbau mit Sockelgeschoss, Erkern mit Altanen, Balkon und Zwerchgiebel, teilweise figürlicher neubarocker Dekor, Sandstein, 1896; mit Ausstattung Gartenzaun aus Schmiedeeisen, um 1896 | D-3-61-000-219 Wikidata           | weitere Bilder                                                                     |
| Mariahilfbergweg 13 (Standort)                   | Gartenvilla                                                                        | Dreigeschossiger Walmdachbau mit Risalit und Altane, Werksteingliederungen in Sandstein, spätklassizistisch, um 1860 Landschaftsgarten in Hanglage, 19./20. Jahrhundert | D-3-61-000-220 Wikidata           | BW                                                                                 |
| Max-Josef-Straße 3, 3 a (Standort)               | Ehemalige evangelisch-lutherische Volksschule, heute Grundschule                   | Viergeschossiger Walmdachbau über kammförmigem Grundriss, mit Risaliten, Schweifgiebeln, dreibogiger Eingangshalle mit Hausteingliederungen und Putzgliederungen, historisierender Jugendstil, 1907 vom Städtischen Baubureau errichtet Einfriedung, Betonpfosten mit Schmiedeisenzaun, Jugendstil, um 1907 | D-3-61-000-436 Wikidata           | BW                                                                                 |
| Nähe Kirchensteig (Standort)                     | Wegkapelle St. Maria                                                               | Giebelständiger Satteldachbau mit Vorschussgiebel und Pilastergliederung, bezeichnet mit „1793“ | D-3-61-000-176 Wikidata           | BW                                                                                 |
| Nähe Maxplatz (Standort)                         | Denkmal für König Max I. Joseph                                                    | Porträtbüste aus Bronze auf Sockel über gestuftem Podest mit Inschrifttafeln, in Einfriedung, bezeichnet mit „1824“, errichtet 1827 Im Vorfeld zwei wappenhaltende Löwen auf Podesten, barock, 18. Jahrhundert Brunnenbecken mit vierpassförmigem Grundriss, 19. Jahrhundert | D-3-61-000-231 Wikidata           | weitere Bilder                                                                     |
| Philosophenweg 2a (Standort)                     | Gartenvilla                                                                        | Zweigeschossiger und gegliederter Satteldachbau mit Zwerchflügel, Fachwerkteilen und Treppenturm mit Welscher Haube, Neurenaissance, 1903 Park mit Terrassierungen, um 1900 | D-3-61-000-285 Wikidata           | Gartenvilla                                                                        |
| Philosophenweg 8 (Standort)                      | Ehemaliges Kleinbauernhaus                                                         | Eingeschossiger und giebelständiger Satteldachbau, mit zwei Felsenkellern, frühes 19. Jahrhundert | D-3-61-000-435 Wikidata           | Ehemaliges Kleinbauernhaus                                                         |
| Nähe Regensburger Straße (Standort)              | Jüdischer Friedhof                                                                 | rechteckige Anlage mit regelmäßig angelegten Grabreihen, von einer massiven Steinmauer umgeben, angelegt 1927 | D-3-61-000-557                    | BW                                                                                 |
| Regensburger Straße 15 (Standort)                | Katholische Friedhofskirche Heilige Dreifaltigkeit, ehemalige Sondersiechenkapelle | Saalbau mit eingezogenem Chor, Vorzeichen und Dachreiter mit Spitzhelm, spätgotisch, 1514/15, 1699–1701 Umbauten durch Wolfgang Dientzenhofer, 1700 Anbau der Wienzierl’schen Grabkapelle als Zentralbau, Dachreiter 1879; mit Ausstattung | D-3-61-000-292 Wikidata           | Katholische Friedhofskirche Heilige Dreifaltigkeit, ehemalige Sondersiechenkapelle |
| Regensburger Straße 15 (Standort)                | Dreifaltigkeitsfriedhof                                                            | Grundsteinlegung 1580, um 1610, 1634–1760, 1857, 1880 und 1912 erweitert, mit Grabkreuzen und -steinen des 19. und frühen 20. Jahrhunderts (siehe Liste der Grabdenkmäler) | D-3-61-000-292 zugehörig Wikidata | Dreifaltigkeitsfriedhof                                                            |
| Regensburger Straße 15 (Standort)                | Friedhofskreuz                                                                     | mit Viernageltypus, Gusseisen auf Natursteinsockel, 1864 | D-3-61-000-292 zugehörig Wikidata | BW                                                                                 |
| Regensburger Straße 15 (Standort)                | Leichenhaus                                                                        | Eingeschossiger Walmdachbau mit Schieferdeckung und Mittelrisalit mit drei Arkaden, 1888 | D-3-61-000-292 zugehörig Wikidata | BW                                                                                 |
| Regensburger Straße 15 (Standort)                | Friedhofsmauer                                                                     | Mauer mit Zinnen und Grabnischen, teilweise Ziegel, 19. Jahrhundert | D-3-61-000-292 zugehörig Wikidata | Friedhofsmauer                                                                     |
| Regensburger Straße 34 (Standort)                | Stadel                                                                             | Giebelständiger Halbwalmdachbau mit rustiziertem Segmentbogentor, Anfang 19. Jahrhundert | D-3-61-000-294 Wikidata           | BW                                                                                 |
| Ruoffstraße 8, 8 a (Standort)                    | Villa des Bauunternehmers Carl Müller                                              | Dreigeschossiger Massivbau mit Walmdach, Klinkerfassade und Architekturgliederung in Werkstein, an den Ecken Obergeschosserker, Freitreppe und Einfriedung, Neurenaissance, 1888 nach Plänen von Carl Müller Wirtschaftsgebäude mit ehemaligem Schuppen, eingeschossiger Satteldachbau, 1888 | D-3-61-000-542                    | weitere Bilder                                                                     |
| Schießstätteweg 37 (Standort)                    | Kelleranlage                                                                       | zwei tonnengewölbte Kellerräume aus Ziegelmauerwerk, zwei anschließende, in Teilen eingewölbte Felsenkellerstollen, teils mit Bierbänken aus Haustein, Segmentbogenportal aus Sandstein, bezeichnet mit "1769" | D-3-61-000-561                    | BW                                                                                 |
| Schlachthausstraße 2 (Standort)                  | Villa                                                                              | Zweigeschossiger Bogendachbau mit Putzgliederungen, neuklassizistisch, wohl nach 1920 | D-3-61-000-330 Wikidata           | weitere Bilder                                                                     |
| Schlachthausstraße 4 (Standort)                  | Mietshaus                                                                          | Dreigeschossiger Walmdachbau mit Dachvorschuss, Eckerkern, Treppenturm und Putzdekor, Erdgeschoss mit Sichtziegeln und Fußwalm, bezeichnet „1909“ Hofmauer und Eckpavillon mit Mansardwalmdach, Ziegel, bauzeitlich | D-3-61-000-331 Wikidata           | weitere Bilder                                                                     |
| Schwaigerstraße 19 (Standort)                    | Gastwirtschaft Paradies                                                            | Zweigeschossiger Walmdachbau mit getrepptem Zwerchgiebel, eingeschossigem Saalanbau, im Kern 18. Jahrhundert, Umbauten im 19./20. Jahrhundert Laube, Pultdachbau mit Ständerkonstruktion, um 1900 | D-3-61-000-341 Wikidata           | BW                                                                                 |
| Sebastianstraße 41 (Standort)                    | Katholische Filialkirche St. Sebastian                                             | Saalbau mit eingezogenem Chor, Chorturm mit Zwiebelhaube, Pilastergliederungen und Säulenportalen, 1711–1717 von Georg Peimbl, 1753 Anbau der Wieskapelle; mit Ausstattung Mesnerhaus, eingeschossiger und traufständiger Satteldachbau, 1709, Mitte 19. Jahrhundert verändert | D-3-61-000-342 Wikidata           | weitere Bilder                                                                     |
| Sechserstraße 3 (Standort)                       | Ehemaliges Restaurant Deutscher Kaiser                                             | Dreigeschossiger Mansardwalmdachbau mit Putzgliederungen, neuklassizistisch, um 1870/80 | D-3-61-000-344 Wikidata           | weitere Bilder                                                                     |
| Sechserstraße 9 (Standort)                       | Wohnhaus                                                                           | Winkelförmiger und dreigeschossiger Walmdachbau in Ecklage, mit Eckturm, Zwerchgiebeln, profilierten Fenstern, Flacherker und Portal, historistisch, 1901 | D-3-61-000-345 Wikidata           | weitere Bilder                                                                     |
| Steingutstraße 13 (Standort)                     | Ehemaliger Bierkeller                                                              | Mit Korbbogenportal und schmiedeeiserner Gittertür, bezeichnet mit „1823“ nicht nachqualifiziert, im Bayerischen Denkmal-Atlas nicht kartiert | D-3-61-000-347 Wikidata           | BW                                                                                 |
| Weißenburger Straße 1b (Standort)                | Stadel                                                                             | Giebelständiger Satteldachbau mit stichbogigem Tor und Kreuzigungsrelief, bezeichnet mit „1628“ | D-3-61-000-181 Wikidata           | BW                                                                                 |
| Werner-von-Siemens-Straße 2 (Standort)           | Justizvollzugsanstalt                                                              | Zwei- bis dreigeschossige Vierflügelanlage mit Sattel- und Walmdächern und Mittelrisalit, 1891, mit barockem Kern, Ende 17. Jahrhundert (dendrochronologisch datiert 1693, 1694/95) und 1785 | D-3-61-000-381 Wikidata           | Justizvollzugsanstalt                                                              |
| Wiltmaisterstraße 10 (Standort)                  | Ehemaliges Sommerhaus                                                              | Zweigeschossiger Walmdachbau mit Balkon auf Halbsäulen und eingeschossigem Anbau, um 1800 Einfriedung, Pfeiler und zwei Torpfosten aus Sandsteinquadern, um 1800 | D-3-61-000-382 Wikidata           | Ehemaliges Sommerhaus                                                              |
| Wingershofer Straße 4 (Standort)                 | Wohnhaus                                                                           | Zweigeschossiger Walmdachbau, um 1820, südliche Verlängerung um eine Achse 1883, Umbau mit Erker, Zwerchhaus und Pilastergliederung, neuklassizistisch, um 1900 Nach Süden ehemalige Remise, eingeschossiger Anbau mit Walmdach, 1859 Ehemaliges Bienenhaus im Garten, kleiner Holzbau mit Türmchen, um 1900 | D-3-61-000-383 Wikidata           | Wohnhaus                                                                           |
| Wingershofer Straße 26 (Standort)                | Wohnhaus                                                                           | Zweigeschossiger Walmdachbau mit profilierten Rundbogenfenstern und Gesimsteilung, nördlich eingeschossiger Anbau, Mitte 19. Jahrhundert | D-3-61-000-384 Wikidata           | Wohnhaus                                                                           |
| Wingershofer Straße 30 (Standort)                | Brauereigasthof Wingershof                                                         | Zweigeschossiger und giebelständiger Satteldachbau, spätes 18. Jahrhundert | D-3-61-000-385 Wikidata           | Brauereigasthof Wingershof                                                         |
| Wingershofer Straße 32 (Standort)                | Dienstwohnhaus                                                                     | Dreigeschossiger Walmdachbau mit Putzgliederungen und Mittelrisalit mit Schweifgiebel, neuklassizistisch, 1904 | D-3-61-000-386 Wikidata           | Dienstwohnhaus                                                                     |

### Atzlricht
| Lage                          | Objekt                                | Beschreibung | Akten-Nr.               | Bild           |
| ----------------------------- | ------------------------------------- | --- | ----------------------- | -------------- |
| Atzlrichter Weg 18 (Standort) | Katholische Filialkirche Maria Schnee | Bau mit einschiffigem Verlängerungsbau und Chorturm mit Zwiebelhaube und Pilasterportal, 1664, erweitert 1723; mit Ausstattung | D-3-61-000-403 Wikidata | weitere Bilder |

### Bergsteig
| Lage                              | Objekt                                                                                                | Beschreibung | Akten-Nr.               | Bild           |
| --------------------------------- | --- | --- | ----------------------- | -------------- |
| Breslauer Straße 9–13 (Standort)  | Wohnhaus                                                                                              | Ehemals dem Heeresamt zugehörig, dann Behelfswohnhaus mit Kindergarten, zweigeschossige, traufständige und gestelzte Holzbaracke mit Satteldach, um 1940 | D-3-61-000-430 Wikidata | BW             |
| Breslauer Straße 15 (Standort)    | Ehemalige evangelisch-lutherische Kapelle und Notkirche am Bergsteig, jetzt russisch-orthodoxe Kirche | Eingeschossige und traufständige Holzbaracke mit Satteldach, um 1940; ehemals dem Heeresamt zugehörig | D-3-61-000-431 Wikidata | BW             |
| Leopoldstraße 8 (Standort)        | Leopoldkaserne                                                                                        | Als Artilleriekaserne 1913/14 in strenger Symmetrie angelegter Komplex; Mannschaftsunterkünfte an der Leopoldstraße, zwei dreigeschossige Mansardwalmdachbauten mit kurzen Seitenflügeln, Straßenfronten mit Eckrisaliten, Mittelgiebeln, Lisenen und figürlichem Dekor Funktionsgebäude um zwei Höfe angeordnet: im nördlichen Hof (ehemaliger Turnplatz) Wirtschaftsgebäude, an den Schmalseiten ehemalige Geschütz- und Fahrzeughallen, zwei gleichartige Walmdachbauten mit hofseitigen Toren und zweigeschossigem Mittelteil zwischen Quergiebel-Risaliten, Kopfbauten mit Mansardwalmdach Südlicher Hof (ehemaliger Reit- und Exerzierplatz) umgeben von ehemaligen Stallgebäuden, sechs gleichartigen Walmdachtrakten mit erhöhtem Mittelteil und Lisenengliederung in Sichtbeton An der östlichen Zufahrtsachse zwei ehemalige Familienwohnhäuser, zweigeschossige, barockisierende Putzbauten mit Eingangsrisaliten und Mansardwalmdächern, nördlich über winkelförmigen Grundriss Ehemalige Schwerkrankenstall (Pferdelazarett), abgewinkelter erdgeschossiger Bau mit Halbwalmdach, bezeichnet mit „1915/16“ An der westlichen Zufahrtsachse Offiziersheim, schlichter zweigeschossiger Walmdachbau auf winkelförmigem Grundriss, Portalzone bezeichnet mit „1936“ An der Nordostecke Reste der ehemaligen Einfriedung, Gusseisengitter mit Klinkerpfeilern, um 1915 | D-3-61-000-196 Wikidata | weitere Bilder |
| bei Rosenthalstraße 12 (Standort) | Ehemaliges Thomas Glaswerk, heute Kristallglasfabrik Amberg GmbH Co.KG                                | In eine Geländesenke eingefügte basilikaartige Anlage Die als „Mittelschiff“ dominierende Schmelzofenhalle von dreieckigem Querschnitt, stark plastisch gegliedert durch Stahlbetonbinder und übereinander gestaffelte geneigte Dachflächen mit horizontal eingeschobenen Fensterbändern Die den Längsseiten vorgelagerten niedrigen Flachbauten (für Endverarbeitung, Lager und Versand) durch verglaste Gänge mit der zentralen Ofenhalle verbunden, Planung ab 1967 durch Walter Gropius/TAC (The Architects Collaborative Inc.), 1970 Fertigstellung | D-3-61-000-427 Wikidata | weitere Bilder |

### Bernricht
| Lage               | Objekt    | Beschreibung                                                                                             | Akten-Nr.               | Bild      |
| ------------------ | --------- | --- | ----------------------- | --------- |
| Lohfeld (Standort) | Bildstock | Pfeiler mit profiliertem Kämpfer und rundbogiger Bildnische, Sandstein, bezeichnet mit „1796“ und „1847“ | D-3-61-000-404 Wikidata | Bildstock |

### Fiederhof
| Lage                         | Objekt                        | Beschreibung                                                                     | Akten-Nr.               | Bild                          |
| ---------------------------- | ----------------------------- | -------------------------------------------------------------------------------- | ----------------------- | ----------------------------- |
| Nähe Am Fiederhof (Standort) | Dorfkapelle Mariä Heimsuchung | Abgewalmter Satteldachbau mit Dachreiter, bezeichnet mit „1924“; mit Ausstattung | D-3-61-000-405 Wikidata | Dorfkapelle Mariä Heimsuchung |

### Fuchsstein
| Lage                    | Objekt                | Beschreibung | Akten-Nr.               | Bild                  |
| ----------------------- | --------------------- | --- | ----------------------- | --------------------- |
| Fuchsleite 6 (Standort) | Dorfkapelle Herz-Jesu | Saalbau mit eingezogener Apsis, abgewalmtem Satteldach und Dachreiter mit Zwiebelhaube, bezeichnet mit „1925“; mit Ausstattung | D-3-61-000-406 Wikidata | Dorfkapelle Herz-Jesu |

### Gailoh
| Lage                       | Objekt                                 | Beschreibung                                                                            | Akten-Nr.               | Bild           |
| -------------------------- | -------------------------------------- | --------------------------------------------------------------------------------------- | ----------------------- | -------------- |
| Leonhardiweg 12 (Standort) | Katholische Nebenkirche Dreifaltigkeit | Saalbau mit abgewalmtem Satteldach und verschiefertem Dachreiter, 1884; mit Ausstattung | D-3-61-000-407 Wikidata | weitere Bilder |

### Gärbershof
| Lage                      | Objekt                   | Beschreibung | Akten-Nr.               | Bild |
| ------------------------- | ------------------------ | --- | ----------------------- | ---- |
| Gerberstraße 4 (Standort) | Ehemaliges Mühlengebäude | Zweigeschossiger und traufständiger Satteldachbau mit Stichbogenöffnungen, 18./19. Jahrhundert; ursprünglich zum Schloss gehörig | D-3-61-000-408 Wikidata | BW   |

### Karmensölden
| Lage                       | Objekt                                 | Beschreibung | Akten-Nr.               | Bild                                   |
| -------------------------- | -------------------------------------- | --- | ----------------------- | -------------------------------------- |
| Kunigundenweg 1 (Standort) | Hofkapelle St. Anna Selbdritt          | Saalbau mit abgewalmtem Satteldach, und Dachreiter mit Zwiebelhaube, 1931; mit Ausstattung                                                                                     | D-3-61-000-409 Wikidata | Hofkapelle St. Anna Selbdritt          |
| Straßäcker (Standort)      | Brücke, sogenanntes Bayerisches Brückl | Kleine Steinquader-Bogenbrücke, wohl 18. Jahrhundert; an der alten Grenze zwischen Oberpfalz und Herzogtum Sulzbach Teilweise auf dem Gebiet der Gemeinde Poppenricht gelegen. | D-3-71-144-8 Wikidata   | Brücke, sogenanntes Bayerisches Brückl |

### Kemnathermühl
| Lage                                       | Objekt               | Beschreibung                                                                                             | Akten-Nr.               | Bild |
| ------------------------------------------ | -------------------- | --- | ----------------------- | ---- |
| An der Kemnathermühle 1; Leiten (Standort) | Hofkapelle Herz-Jesu | Abgewalmter Satteldachbau mit Dachreiter und Zwiebelhaube, modern bezeichnet mit „1926“; mit Ausstattung | D-3-61-000-410 Wikidata | BW   |

### Krumbach
| Lage                                 | Objekt                                       | Beschreibung | Akten-Nr.               | Bild           |
| ------------------------------------ | -------------------------------------------- | --- | ----------------------- | -------------- |
| Krumbacher Kirchenleite 6 (Standort) | Katholische Nebenkirche St. Johannes Baptist | Saalbau mit eingezogenem Chor, Dachreiter und Spitzbogenportal mit Wetzrillen, im Kern romanisch bzw. frühgotisch, Umgestaltung 17. Jahrhundert; mit Ausstattung Friedhofsmauer mit Stützpfeilern, im Kern wohl mittelalterlich | D-3-61-000-411 Wikidata | weitere Bilder |

### Lengenloh
| Lage                             | Objekt                | Beschreibung                                                                | Akten-Nr.               | Bild                  |
| -------------------------------- | --------------------- | --------------------------------------------------------------------------- | ----------------------- | --------------------- |
| Lengenloher Straße 10 (Standort) | Dorfkapelle Herz-Jesu | Abgewalmter Satteldachbau mit Dachreiter, um 1880; mit Ausstattung          | D-3-61-000-413 Wikidata | Dorfkapelle Herz-Jesu |
| Lengenloher Straße 17 (Standort) | Bauernhaus            | Ehemaliges Wohnstallhaus, eingeschossiger Steildachbau, 17./18. Jahrhundert | D-3-61-000-414 Wikidata | BW                    |

### Luitpoldhöhe
| Lage                        | Objekt                              | Beschreibung | Akten-Nr.               | Bild                                |
| --------------------------- | ----------------------------------- | --- | ----------------------- | ----------------------------------- |
| Selgradstraße 43 (Standort) | Katholische Pfarrkirche St. Barbara | Einschiffige Chorturmkirche mit Satteldach, Vorhalle mit Pultdach, eingeschossige Sakristei, Werksteingliederungen in Sandstein, Heimatstil, 1932 von Heinrich Hauberrisser; mit Ausstattung | D-3-61-000-456 Wikidata | Katholische Pfarrkirche St. Barbara |

### Neumühle
| Lage                           | Objekt                   | Beschreibung | Akten-Nr.               | Bild                     |
| ------------------------------ | ------------------------ | --- | ----------------------- | ------------------------ |
| Neumühler Straße 32 (Standort) | Ehemaliges Landsassengut | Gutshaus, dreigeschossiger und traufständiger Halbwalmdachbau mit Eckerker, Turm und profilierten Öffnungen, im Kern spätgotisch Hoftor mit stichbogiger Durchfahrt und Amberger Stadtwappen, bezeichnet mit „1681“ Wirtschaftsgebäude, zweigeschossiger und giebelständiger Halbwalmdachbau, 17./18. Jahrhundert Wohnhaus, zweigeschossiger Walmdachbau, 17./18. Jahrhundert Hoftor mit stichbogiger Durchfahrt und Mauer, wohl barock | D-3-61-000-416 Wikidata | Ehemaliges Landsassengut |

### Neuricht
| Lage                   | Objekt                  | Beschreibung                                                                      | Akten-Nr.               | Bild                    |
| ---------------------- | ----------------------- | --------------------------------------------------------------------------------- | ----------------------- | ----------------------- |
| In Neuricht (Standort) | Dorfkapelle Hl. Familie | Abgewalmter Satteldachbau mit Dachreiter und Ziegelgliederungen, neugotisch, 1901 | D-3-61-000-420 Wikidata | Dorfkapelle Hl. Familie |
| In Neuricht (Standort) | Bildstock               | Pfeiler mit halbrunder Bildnische, Granit, wohl 19. Jahrhundert                   | D-3-61-000-421 Wikidata | BW                      |

### Schäflohe
| Lage                             | Objekt                    | Beschreibung                                                                | Akten-Nr.               | Bild                      |
| -------------------------------- | ------------------------- | --------------------------------------------------------------------------- | ----------------------- | ------------------------- |
| Nähe In der Schäflohe (Standort) | Kapelle Beata Maria Virgo | Abgewalmter Satteldachbau mit Dachreiter, neugotisch, 1878; mit Ausstattung | D-3-61-000-422 Wikidata | Kapelle Beata Maria Virgo |

### Speckmannshof
| Lage                    | Objekt    | Beschreibung | Akten-Nr.               | Bild |
| ----------------------- | --------- | --- | ----------------------- | ---- |
| Heftnerweg 4 (Standort) | Bildstock | Pfeiler mit Bildnischen, Sandstein, wohl 18. Jahrhundert | D-3-61-000-424 Wikidata | BW   |
| Heftnerweg 6 (Standort) | Bauernhof | Ehemaliges Wohnstallhaus, eingeschossiger Steildachbau, 18. Jahrhundert, im Kern spätgotisch Wagenremise, teilweise massiver Ständerbau mit Satteldach, Mitte 19. Jahrhundert Stadel, verbretterter Blockbau mit Satteldach auf Steinsockel, älterer Teil 18. Jahrhundert | D-3-61-000-423 Wikidata | BW   |

### Unterammersricht
| Lage                    | Objekt             | Beschreibung                                                                                               | Akten-Nr.               | Bild |
| ----------------------- | ------------------ | --- | ----------------------- | ---- |
| Froschweg 26 (Standort) | Kapelle St. Ursula | Saalbau mit eingezogener Apsis und verblechtem Dachreiter mit Zwiebelhaube, 1876, seit 1920 Kriegerkapelle | D-3-61-000-425 Wikidata | BW   |

### Wüstung Rammertshof
| Lage                   | Objekt    | Beschreibung | Akten-Nr.               | Bild           |
| ---------------------- | --------- | --- | ----------------------- | -------------- |
| Stadelleite (Standort) | Burgruine | Reste eines Vestehauses oder Palas, teilweise Buckelquader mit Randschlag, wohl 13. Jahrhundert Reste eines Gebäudes, Quader und Bruchstein, 16./17. Jahrhundert Wallgrabenanlage, 13. bis 15. Jahrhundert | D-3-61-000-432 Wikidata | weitere Bilder |

### Ziegelhütte
| Lage                            | Objekt                                                    | Beschreibung | Akten-Nr.               | Bild |
| ------------------------------- | --------------------------------------------------------- | --- | ----------------------- | ---- |
| Lengenloher Straße 2 (Standort) | Bauernhof, sogenannte Ziegelhütte in Form eines Landgutes | Wohnhaus, eingeschossiger und traufständiger Satteldachbau mit Eckturm und Welscher Haube und Zwerchhaus mit Krüppelwalm, um 1900 Stadel, Satteldachbau mit verbrettertem Seitenschrot, 18./19. Jahrhundert | D-3-61-000-412 Wikidata | BW   |

## Ehemalige Baudenkmäler
In diesem Abschnitt sind Objekte aufgeführt, die früher einmal in der Denkmalliste eingetragen waren, jetzt aber nicht mehr. Objekte, die in anderem Zusammenhang – also z. B. als Teil eines Baudenkmals – weiter eingetragen sind, sollen hier nicht aufgeführt werden. Aktennummern in diesem Abschnitt sind ehemalige, jetzt nicht mehr gültige Aktennummern.

| Lage                                 | Objekt                                | Beschreibung | Akten-Nr.               | Bild           |
| ------------------------------------ | ------------------------------------- | --- | ----------------------- | -------------- |
| Amberg Georgenstraße 28 (Standort)   | Wohn- und Geschäftshaus               | Dreigeschossiger Satteldachbau über flacher Ecke abgewalmt, 19. Jahrhundert, Umbau 1894                                       | D-3-61-000-483 Wikidata | BW             |
| Amberg Hinter der Veste 7 (Standort) | Wohnhaus                              | Dreigeschossiger Walmdachbau, 18. Jahrhundert                                                                                 | D-3-61-000-136 Wikidata | weitere Bilder |
| Amberg Lange Gasse 25 (Standort)     | Ehemaliges Inwohnerhaus               | Dreigeschossiger und traufständiger Frackdachbau mit Putzgliederungen, um 1800                                                | D-3-61-000-186 Wikidata | BW             |
| Amberg Neustift 57 (Standort)        | Gasthaus                              | Eingeschossiger Mansardwalmdachbau in Ecklage, mit Schieferdeckung und Putzgliederungen, Neurenaissance, Ende 19. Jahrhundert | D-3-61-000-250 Wikidata | BW             |
| Amberg Paradeplatz 12 (Standort)     | Ehemaliges Benefiziatenhaus           | Zweigeschossiger und traufständiger Satteldachbau mit stichbogiger Tür, bezeichnet mit „1595“, Umbau im 18. Jahrhundert       | D-3-61-000-266 Wikidata | BW             |
| Amberg Paulanerplatz 8 (Standort)    | Ehemaliger Getreidekasten             | Dreigeschossiger Walmdachbau, Teil der Stadtbefestigung, 14. Jahrhundert, obere Mauersubstanz 16./17. Jahrhundert und 1979/80 | D-3-61-000-280 Wikidata | BW             |
| Amberg Rathausstraße 8 (Standort)    | Fassade des Pfarrhofes von St. Martin | Dreigeschossig mit Pilastergliederung und gebändertem Erdgeschoss, 1717, rückwärts um 1969 neu gebaut                         | D-3-61-000-291 Wikidata | BW             |
| Amberg Steinhofgasse 13 (Standort)   | Wohnhaus                              | Zweigeschossiger Satteldachbau, im Kern wohl 17. Jahrhundert                                                                  | D-3-61-000-516 Wikidata | BW             |
| Amberg Viehmarkt 11 (Standort)       | Portalflügel                          | Geschnitzt, Rokoko, bezeichnet mit „1781“; bis 1834 an Georgenstraße 43                                                       | D-3-61-000-367 Wikidata | BW             |